# Galerie des Cerambycidae

## Acalolepta

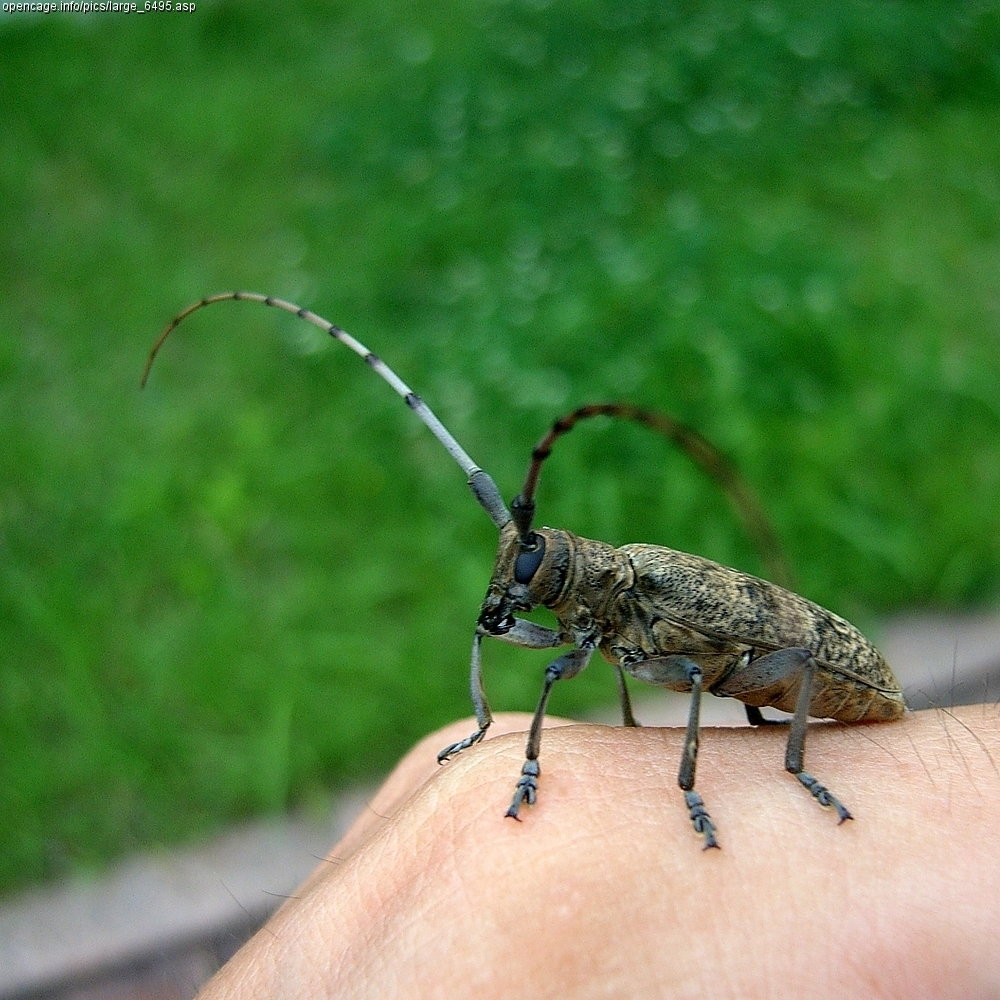
Acalolepta luxuriosa Kutzu Kisaku, Kuboki Mikio, 1983

## Acanthocinus

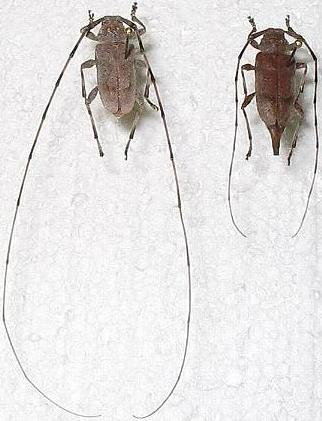
Acanthocinus aedilis (Linnaeus, 1758)

## Acrocinus

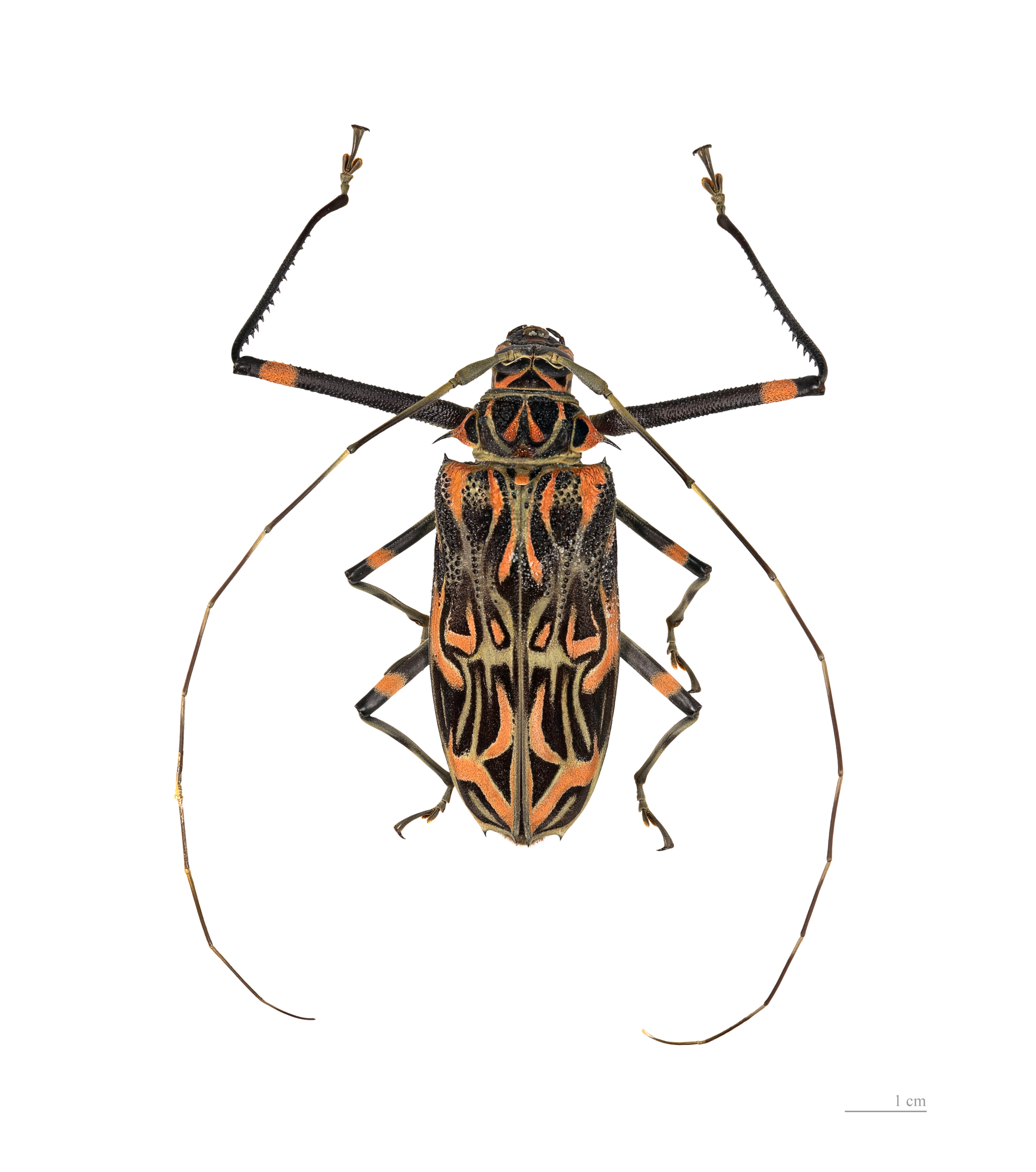
Acrocinus longimanus Muséum de Toulouse

## Aegosoma

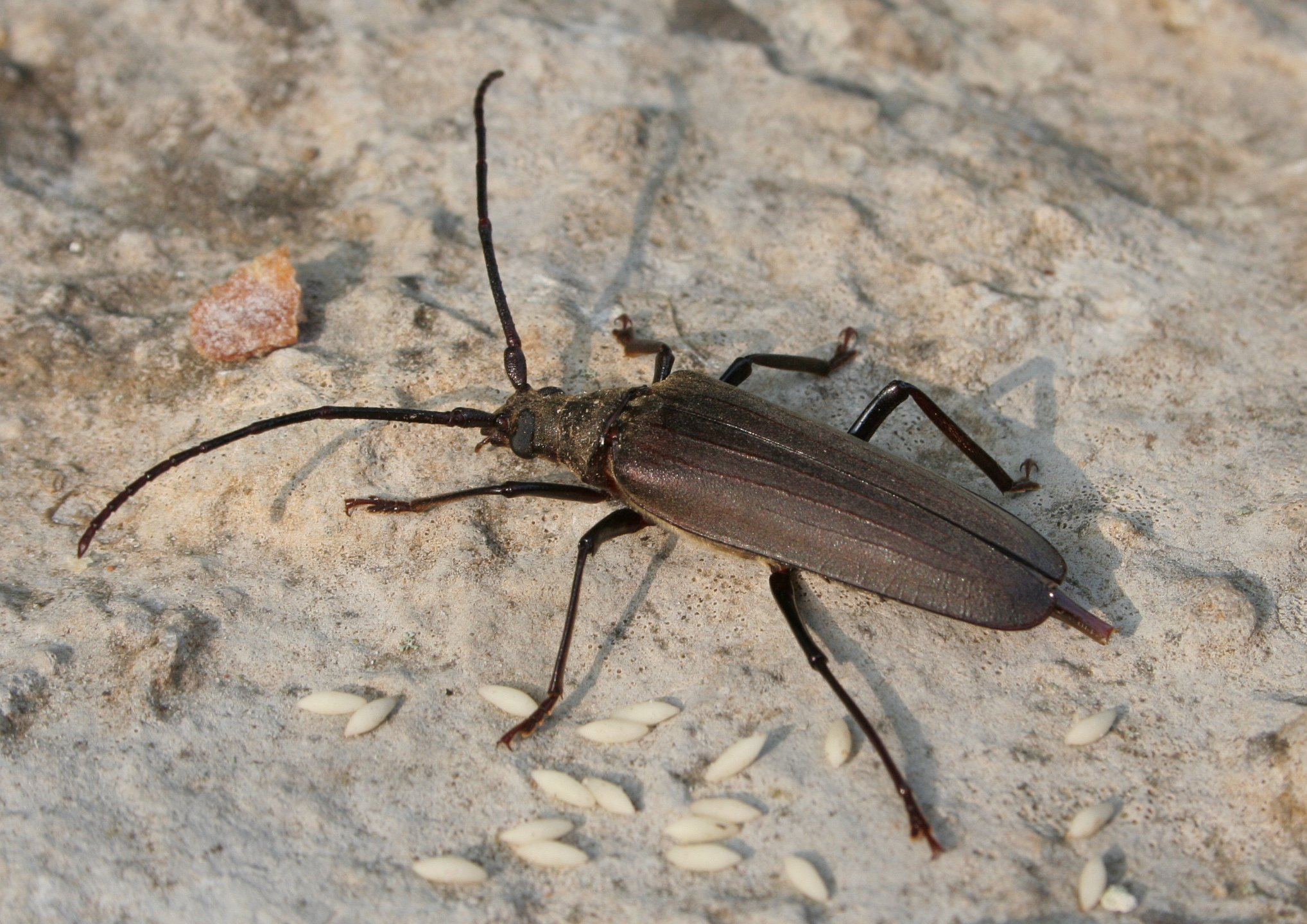
Aegosoma scabricorne (Scopoli, 1763)

## Agapanthia

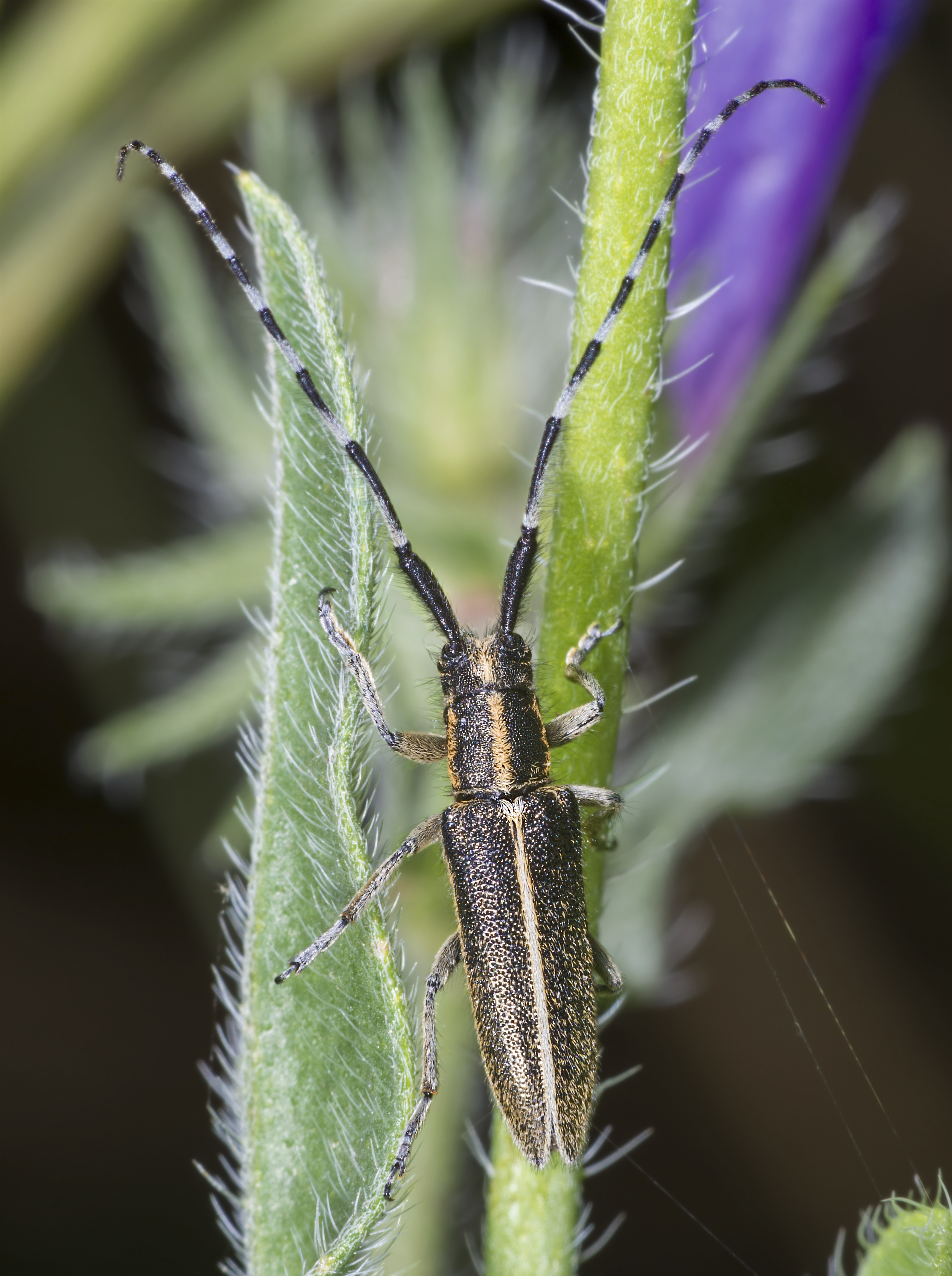
Agapanthia cardui (Linné, 1767)
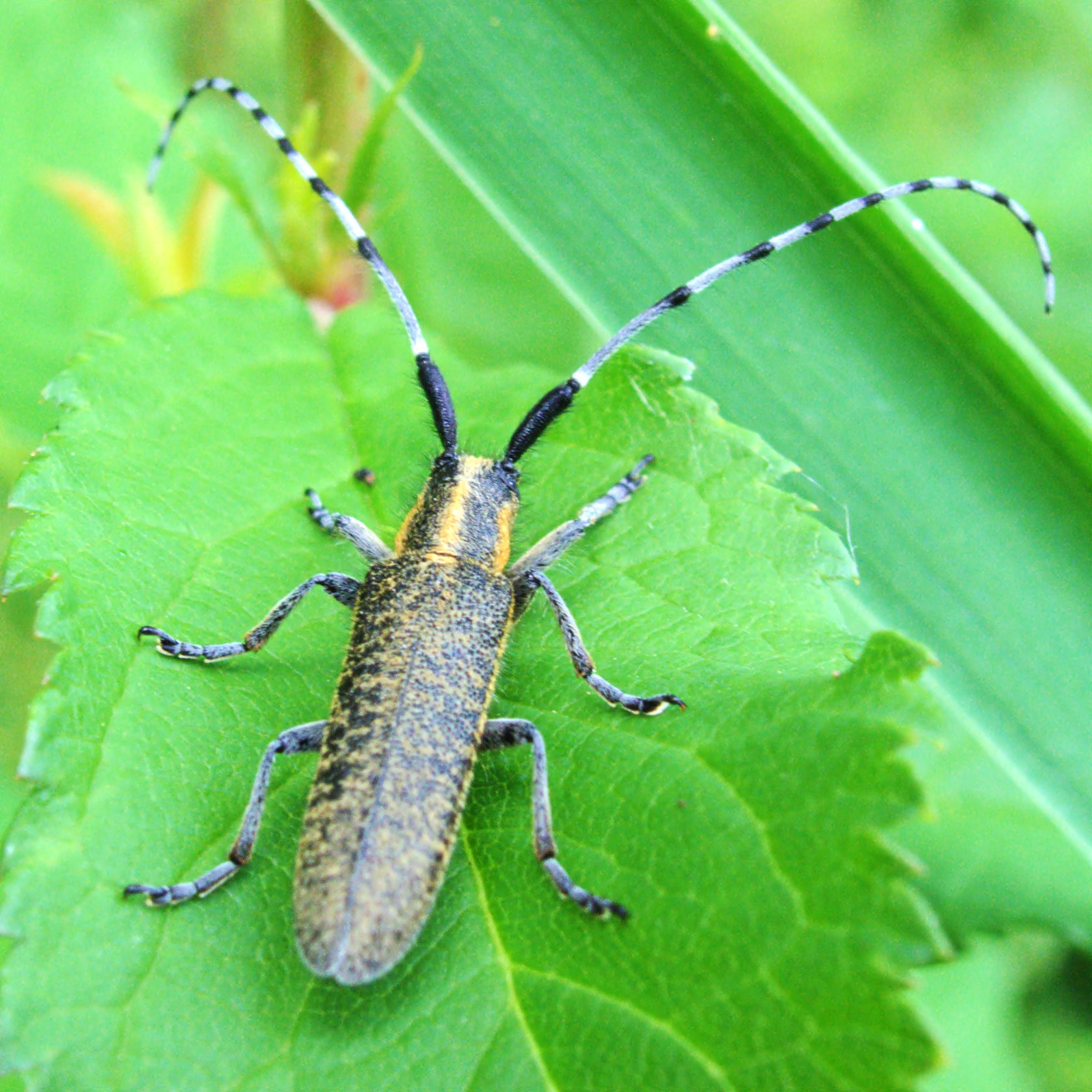
Agapanthia villosoviridescens (De Geer, 1775)

## Alosterna

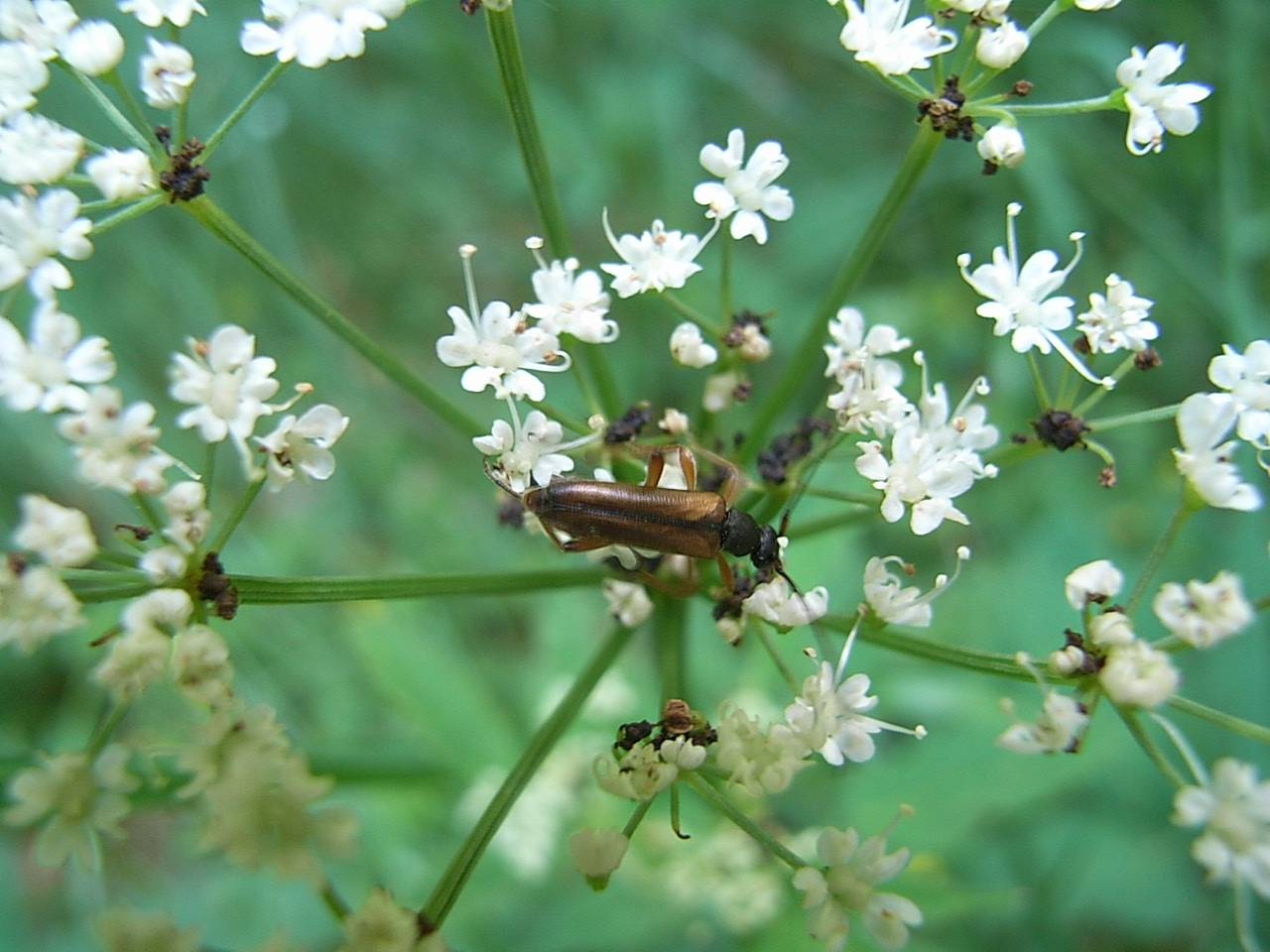
Alosterna tabacicolor (De Geer, 1775)

## Anaglyptus

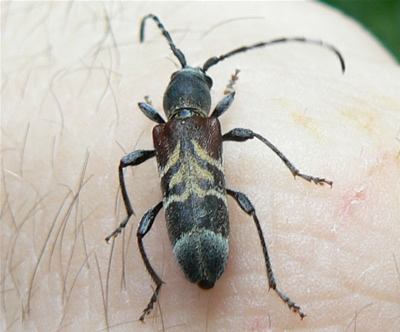
Anaglyptus mysticus

## Anoplodera

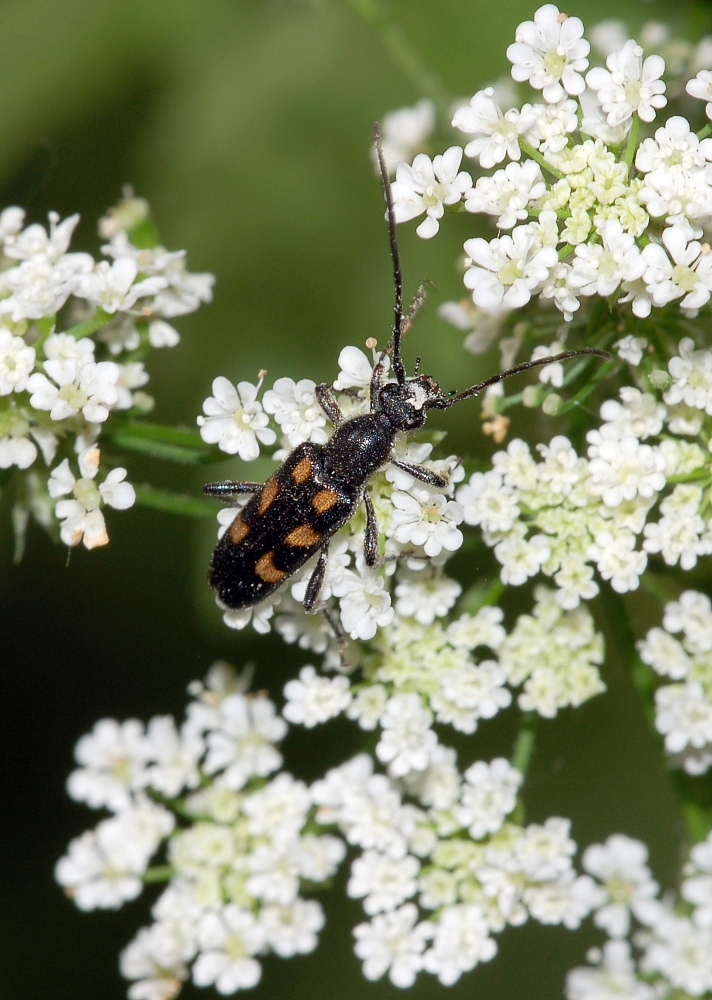
Anoplodera sexguttata (Fabricius, 1775)

## Anoplophora

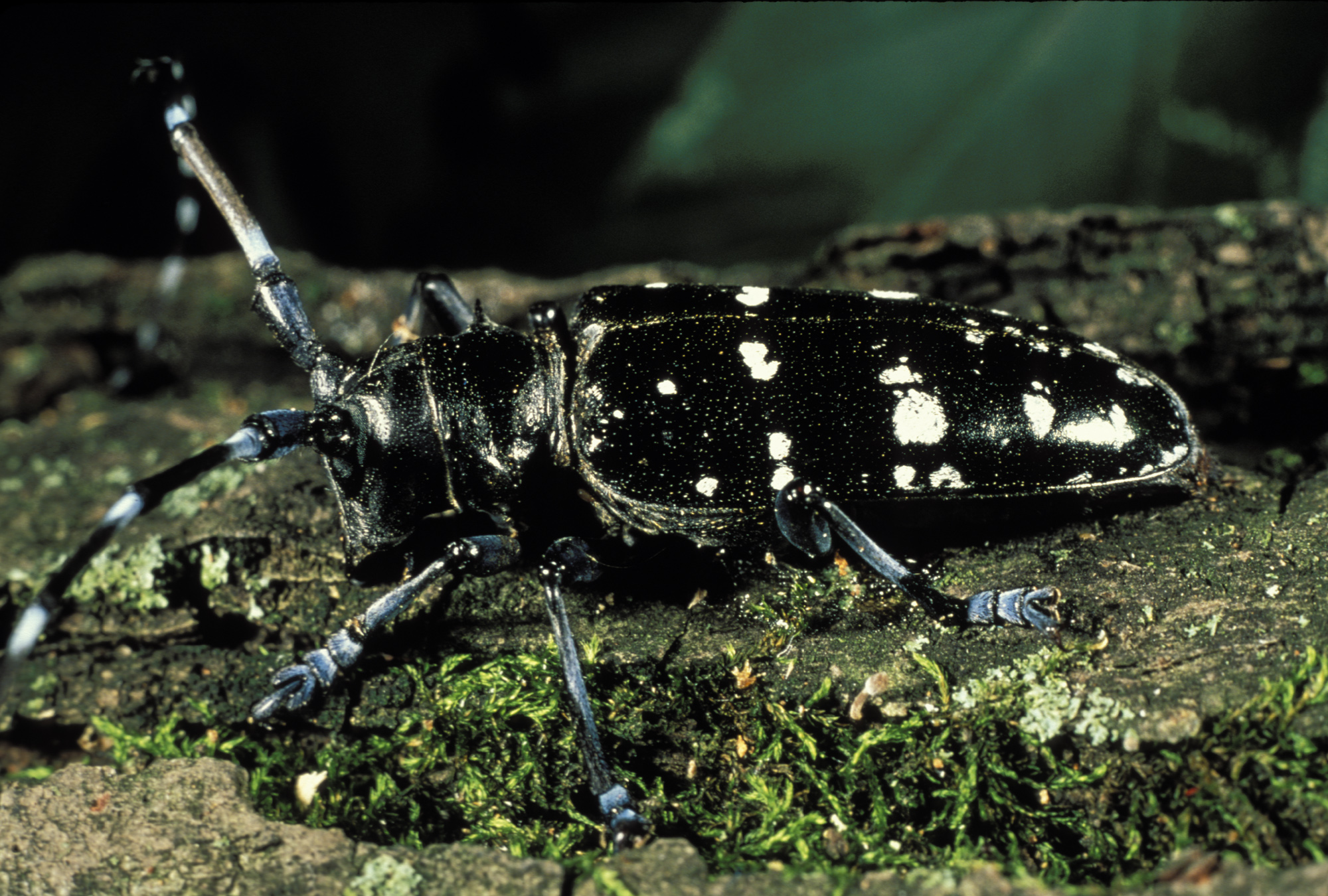
Anoplophora glabripennis Motschulsky, 1853
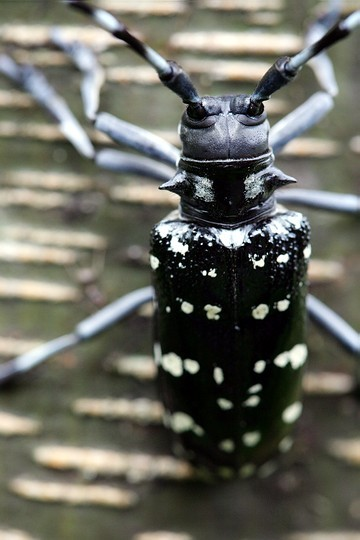
Anoplophora chinensis

## Apomecyna

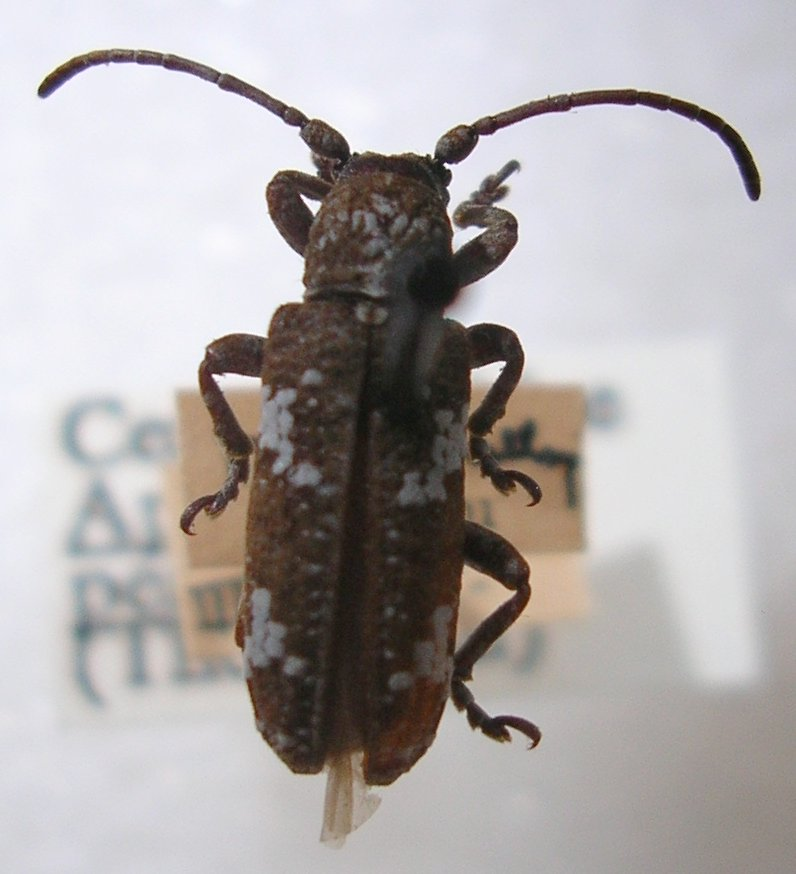
Apomecyna saltator (Fabricius, 1787)

## Arhopalus

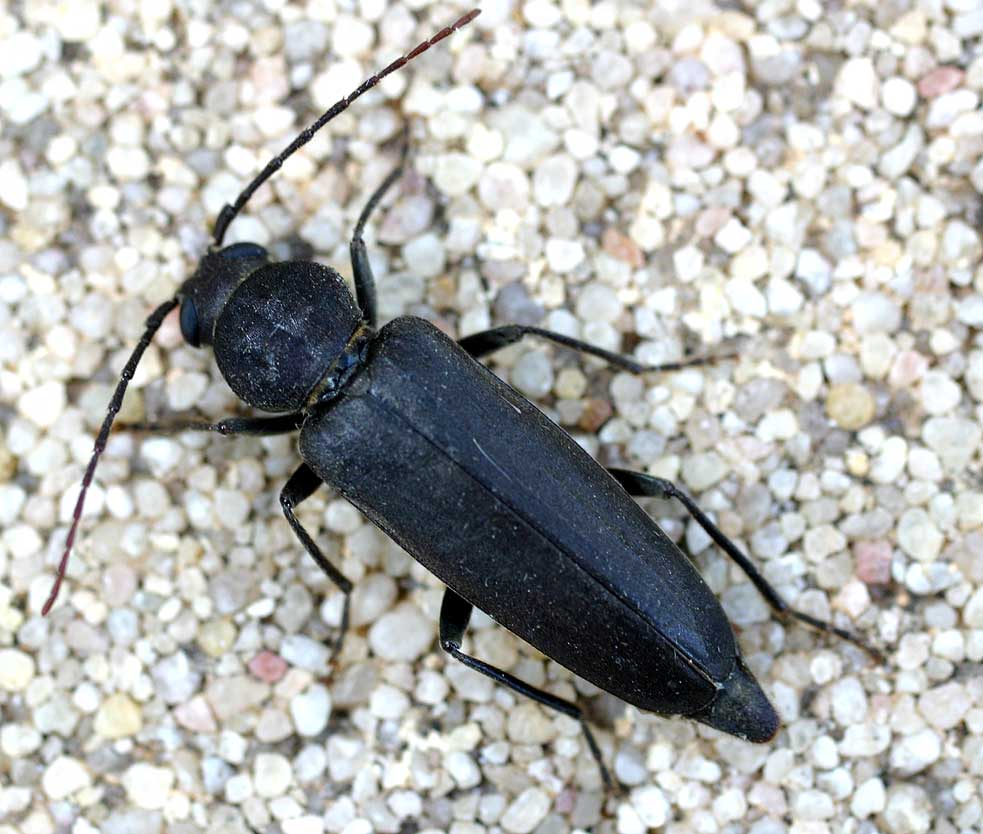
Arhopalus ferus (Mulsant, 1839)

## Aromia

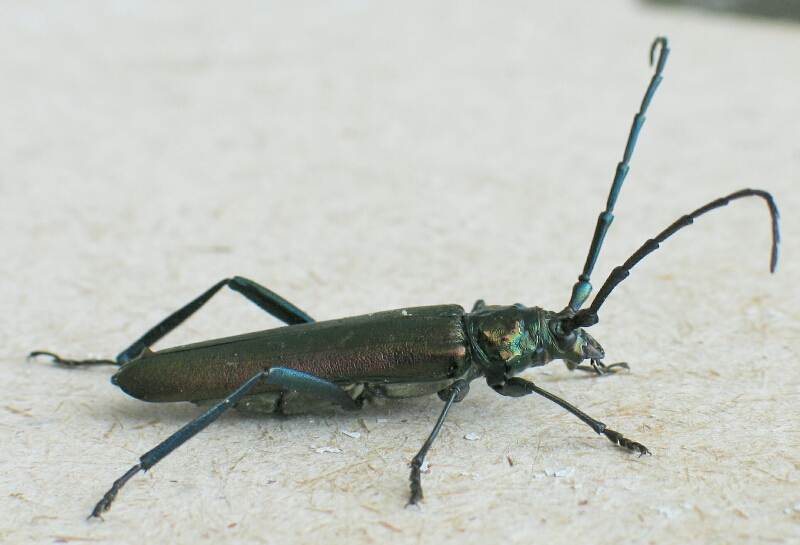
Aromia moschata (Linnaeus, 1758)

## Atiaia

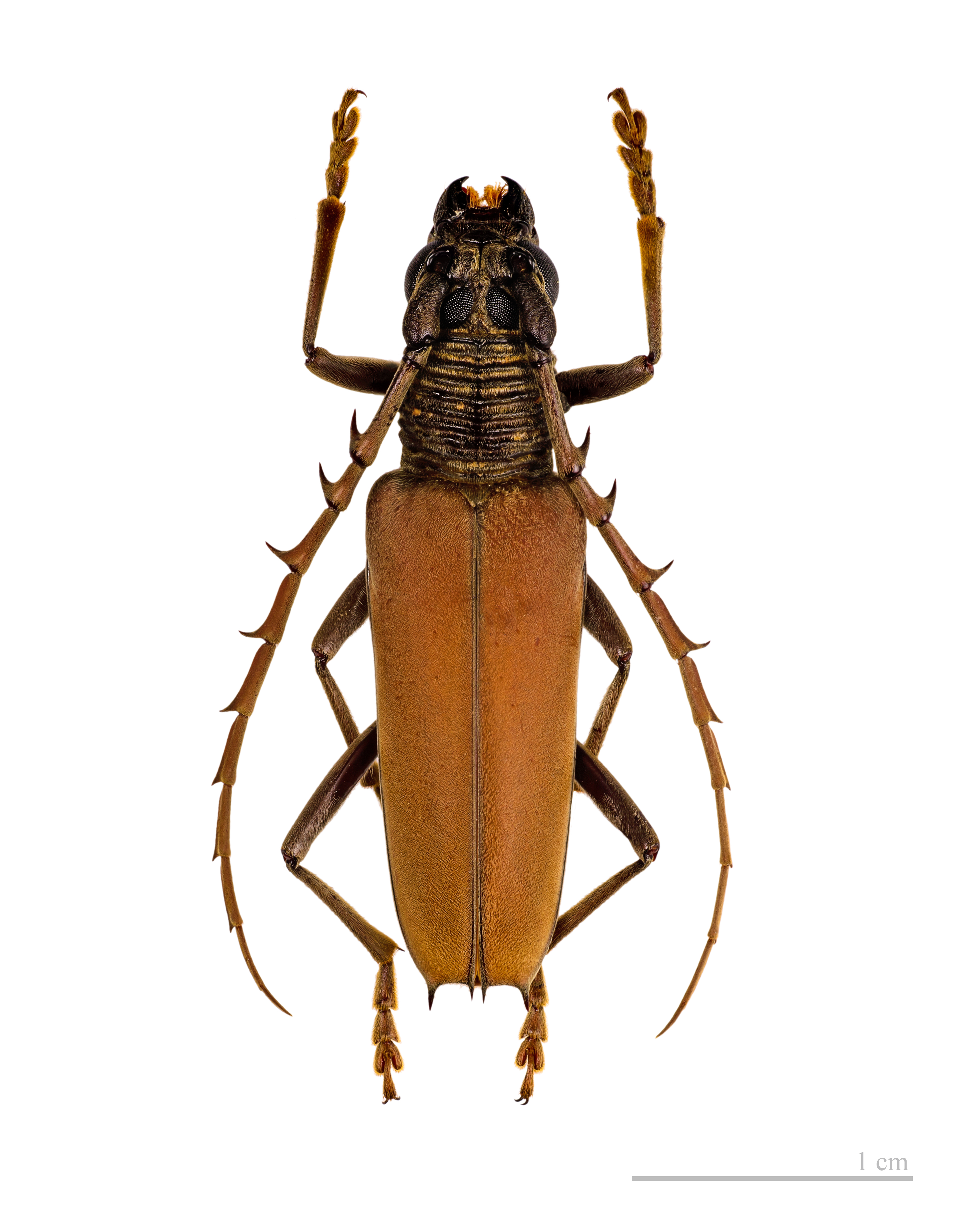
Atiaia consobrina Muséum de Toulouse

## Batocera

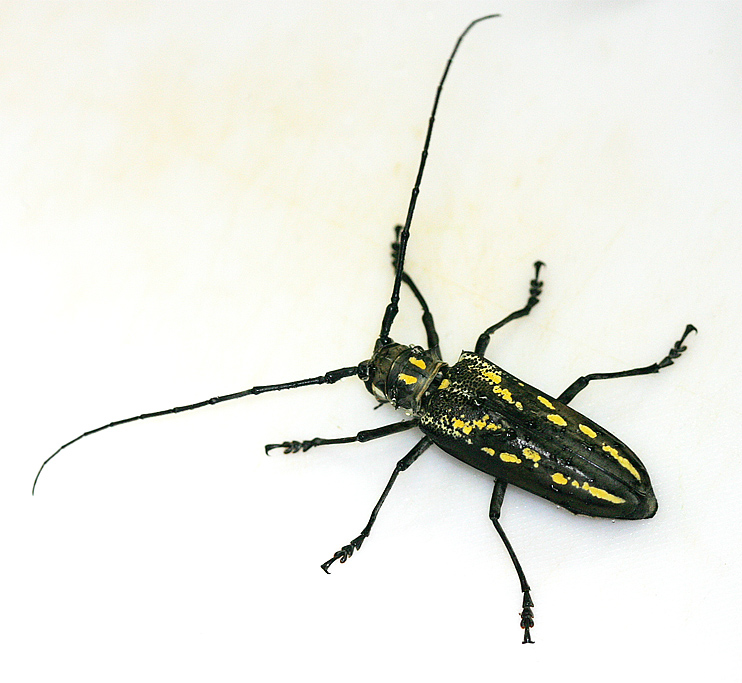
Batocera lineolata Chevrolat, 1852

## Batus

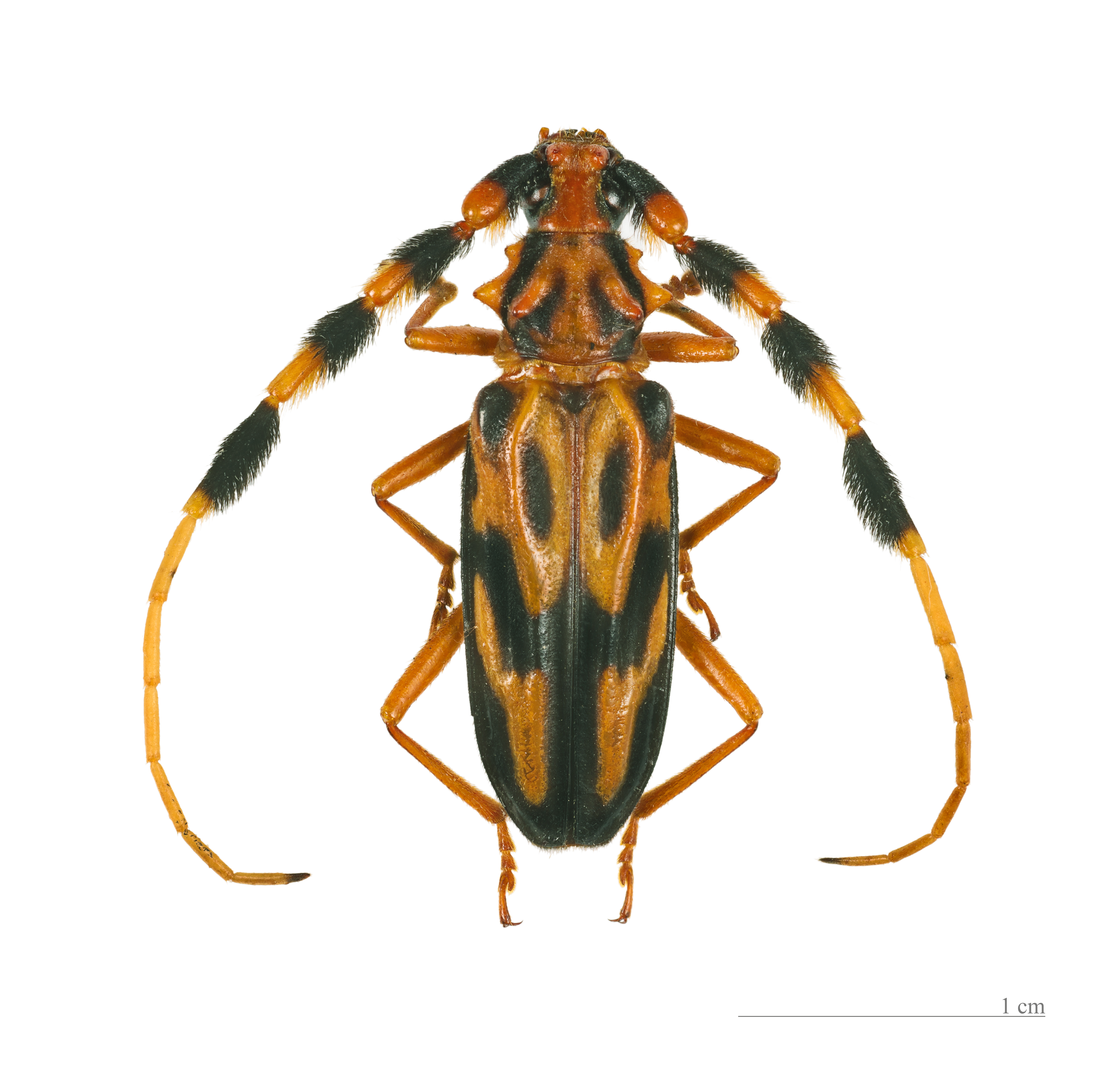
Batus barbicornis- Muséum de Toulouse

## Brachyta

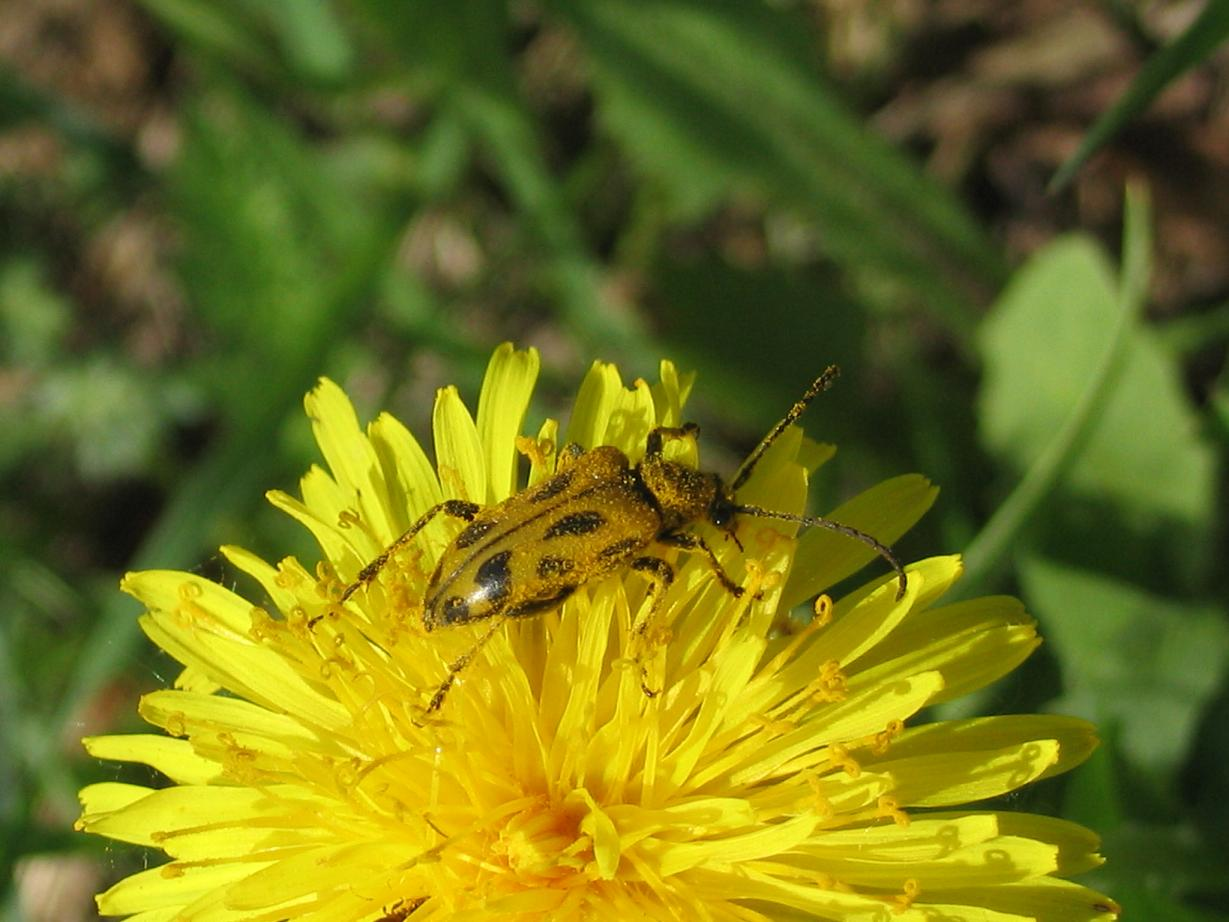
Brachyta interrogationis (Linnaeus, 1758)

## Calamobius

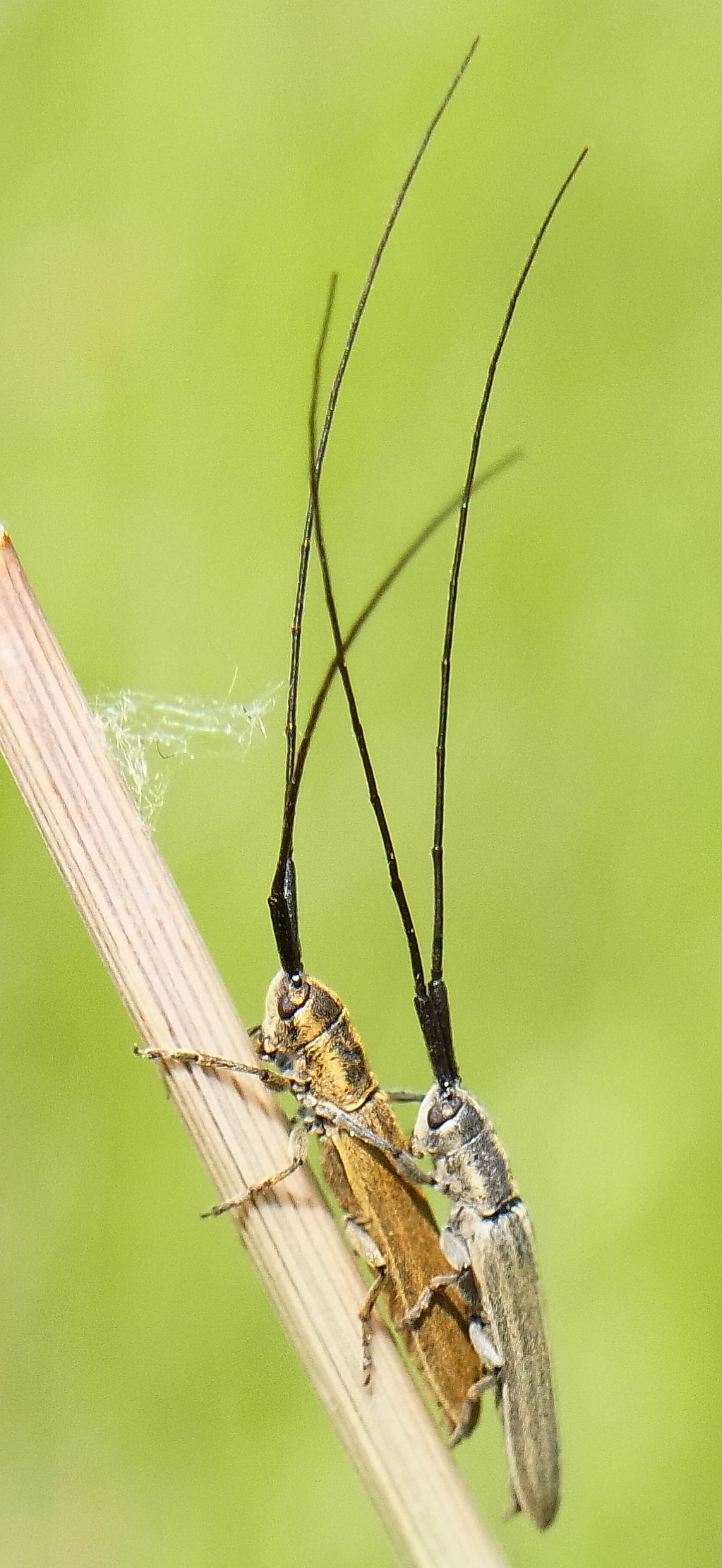
Calamobius filum (Rossi, 1790)

## Callichroma

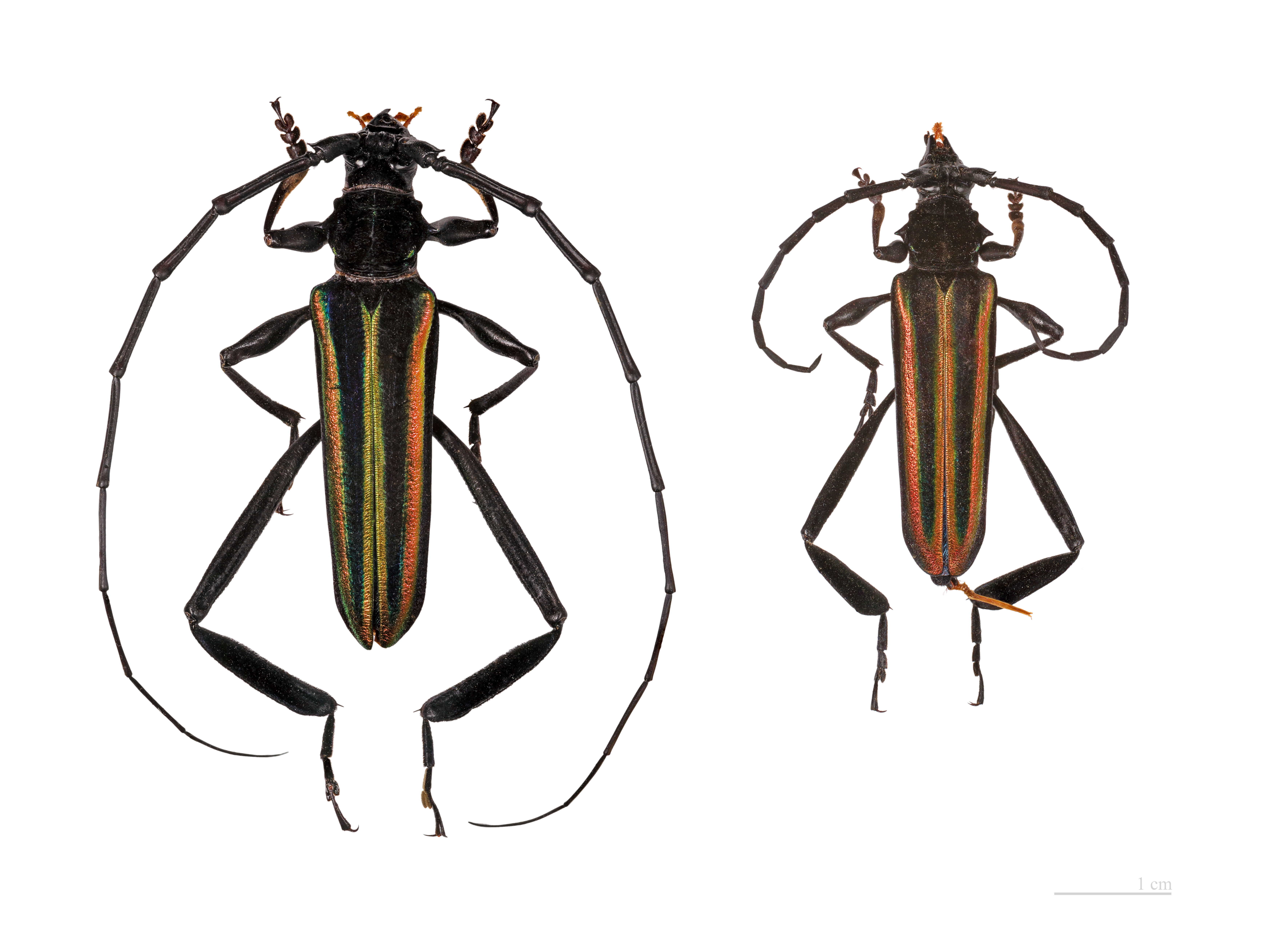
Callichroma auricomum - Muséum de Toulouse
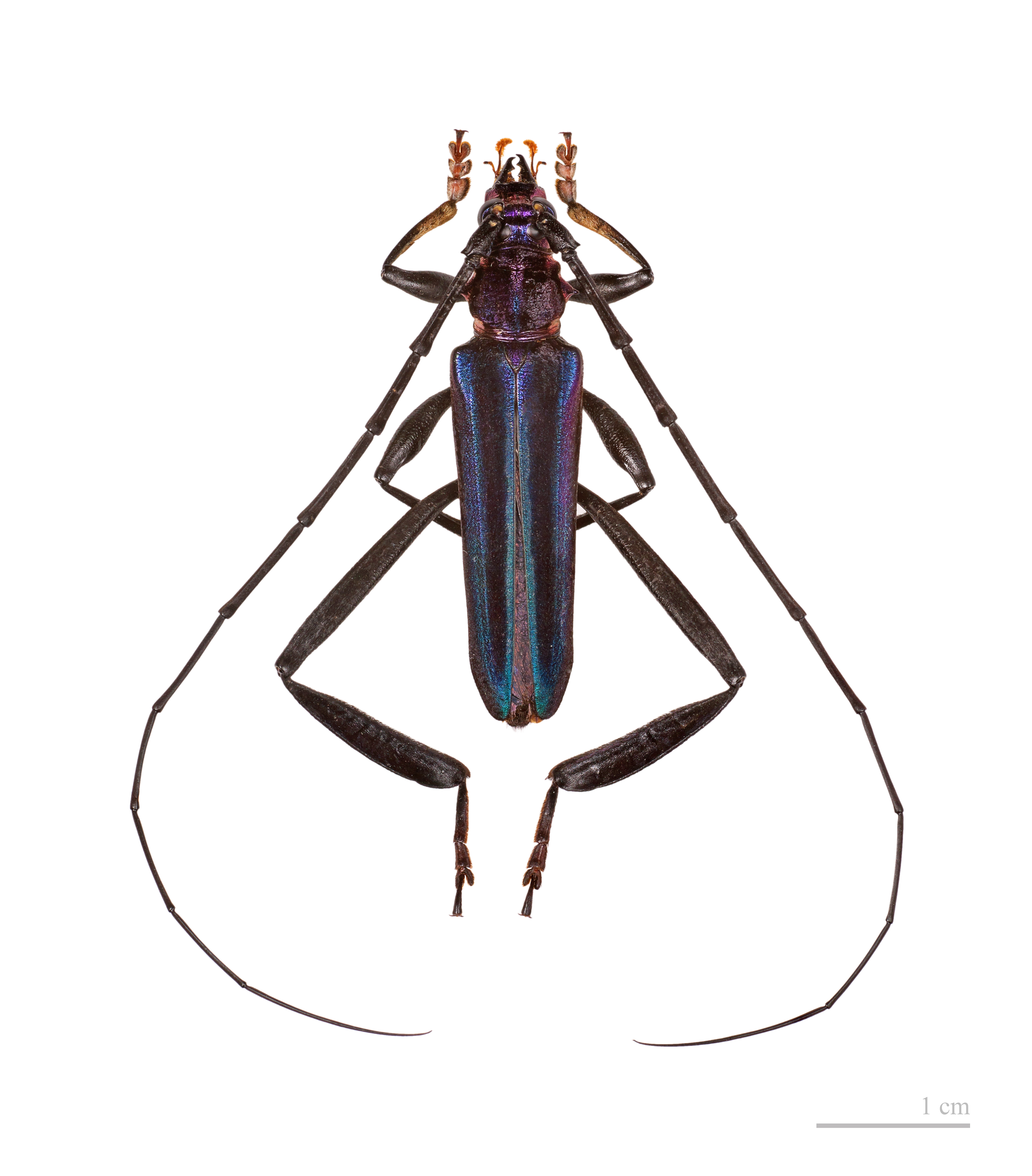
Callichroma velutinum - Muséum de Toulouse

## Callidium

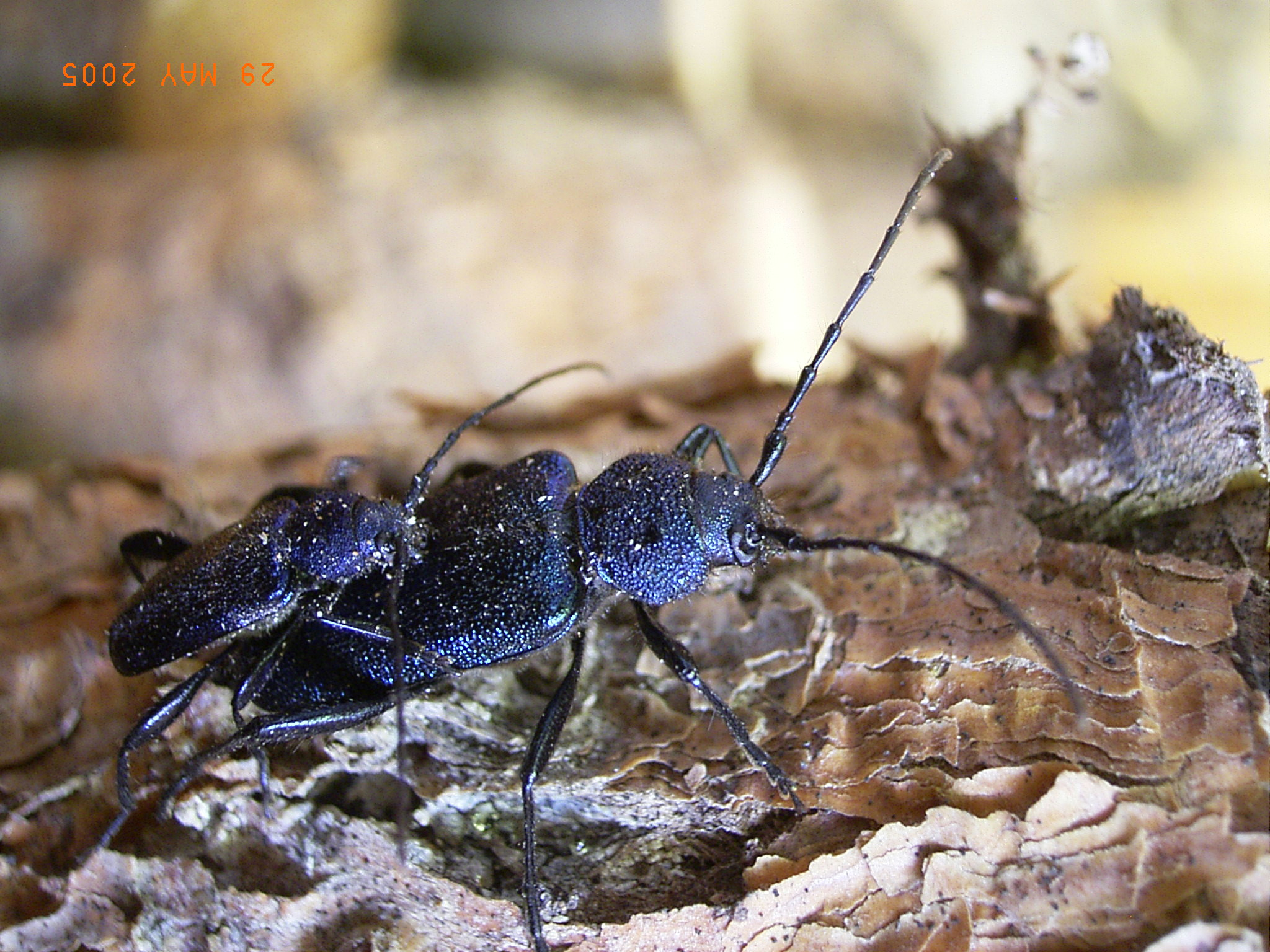
Callidium violaceum (Linnaeus, 1758)

## Callimus

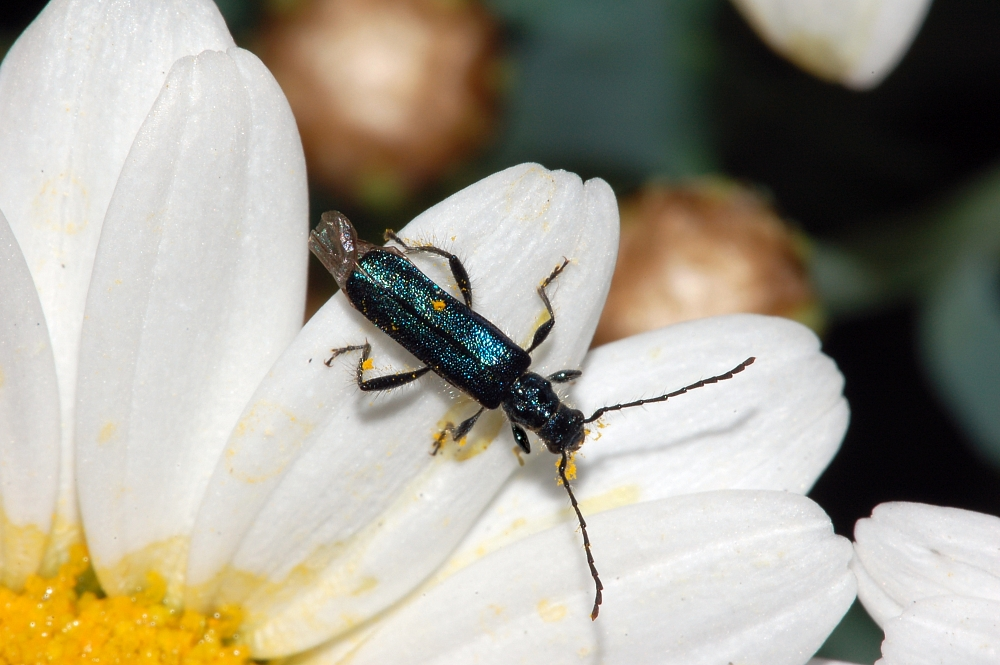
Callimus angulatus (Schrank, 1789)

## Callipogon

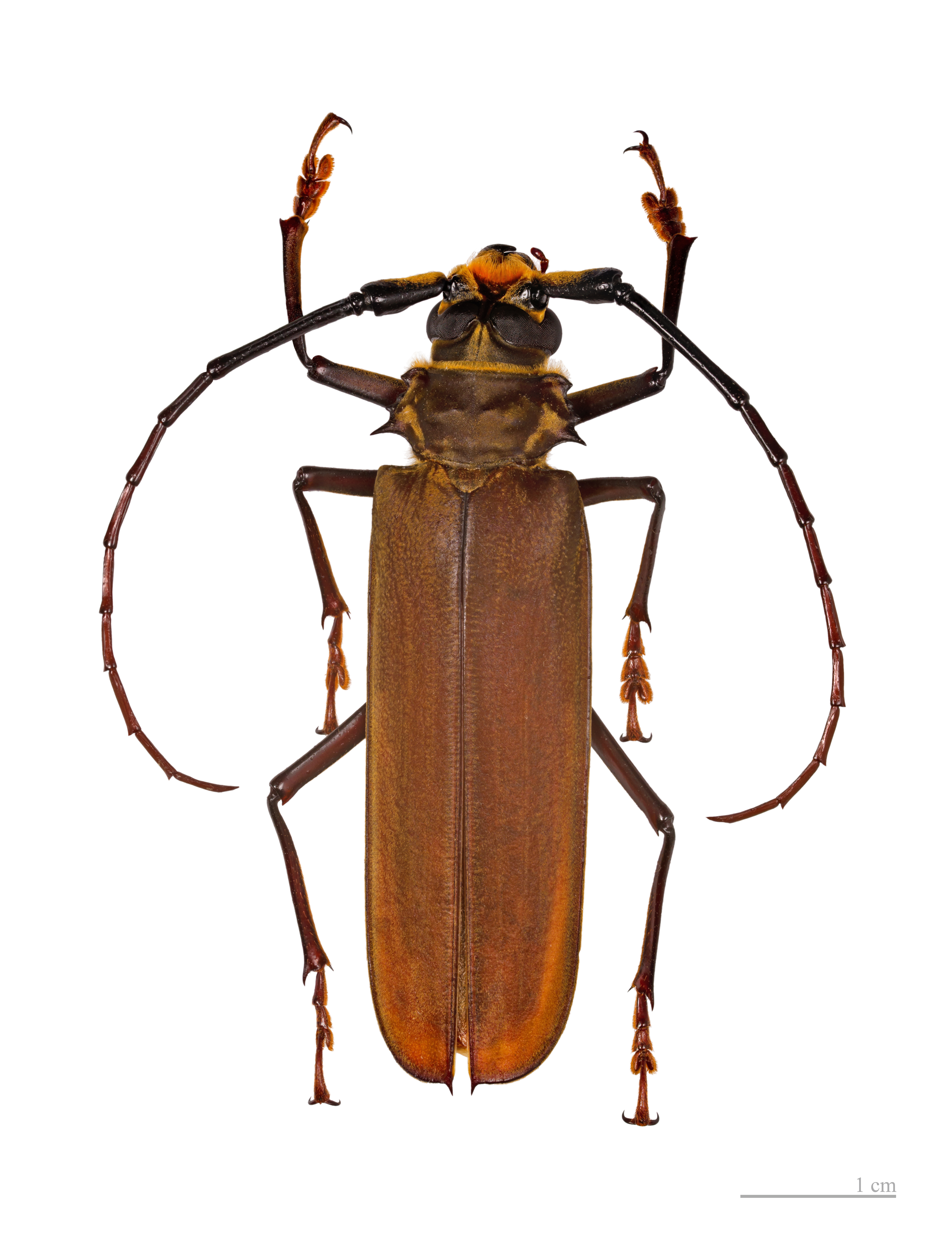
Callipogon cinnamomeus Muséum de Toulouse
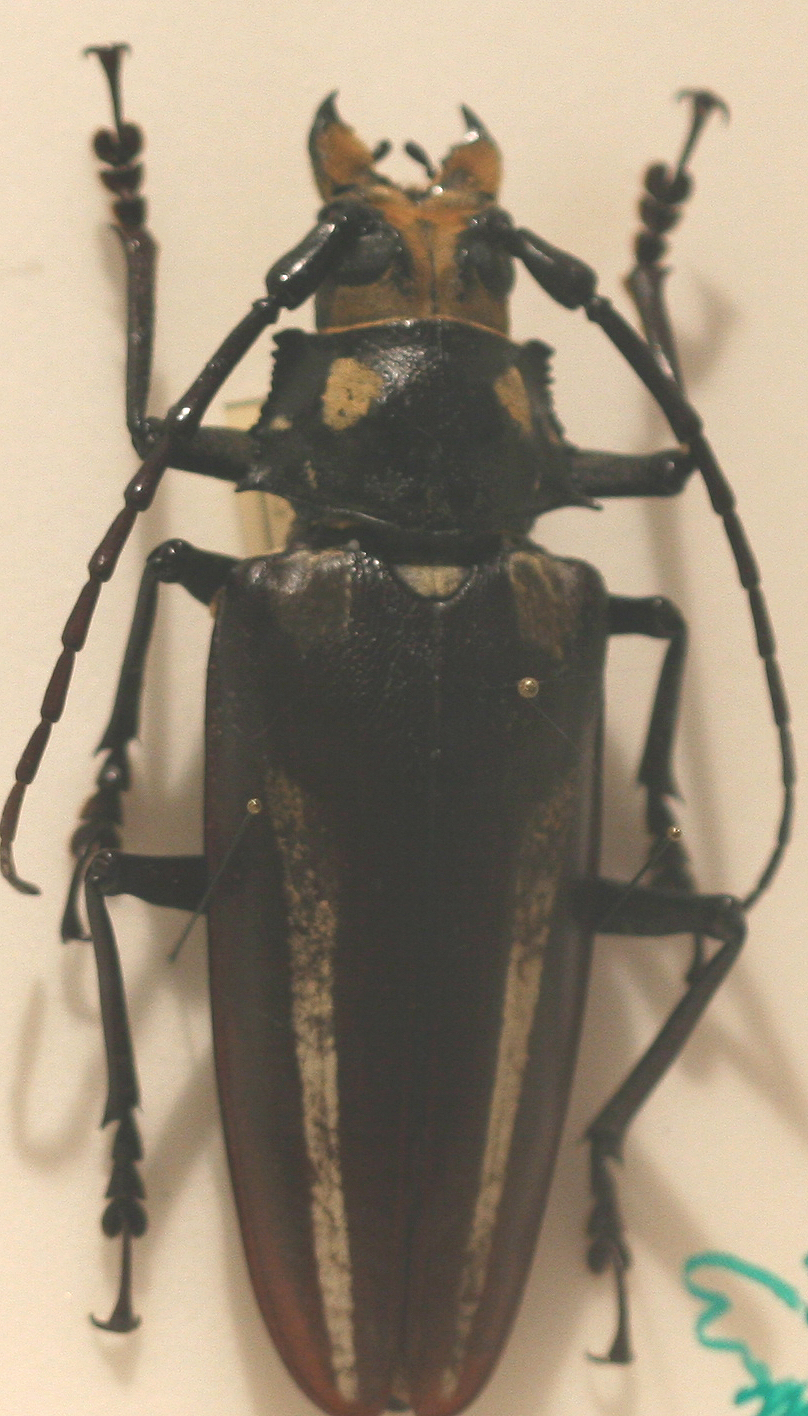
Callipogon lemoinei

## Ceragenia

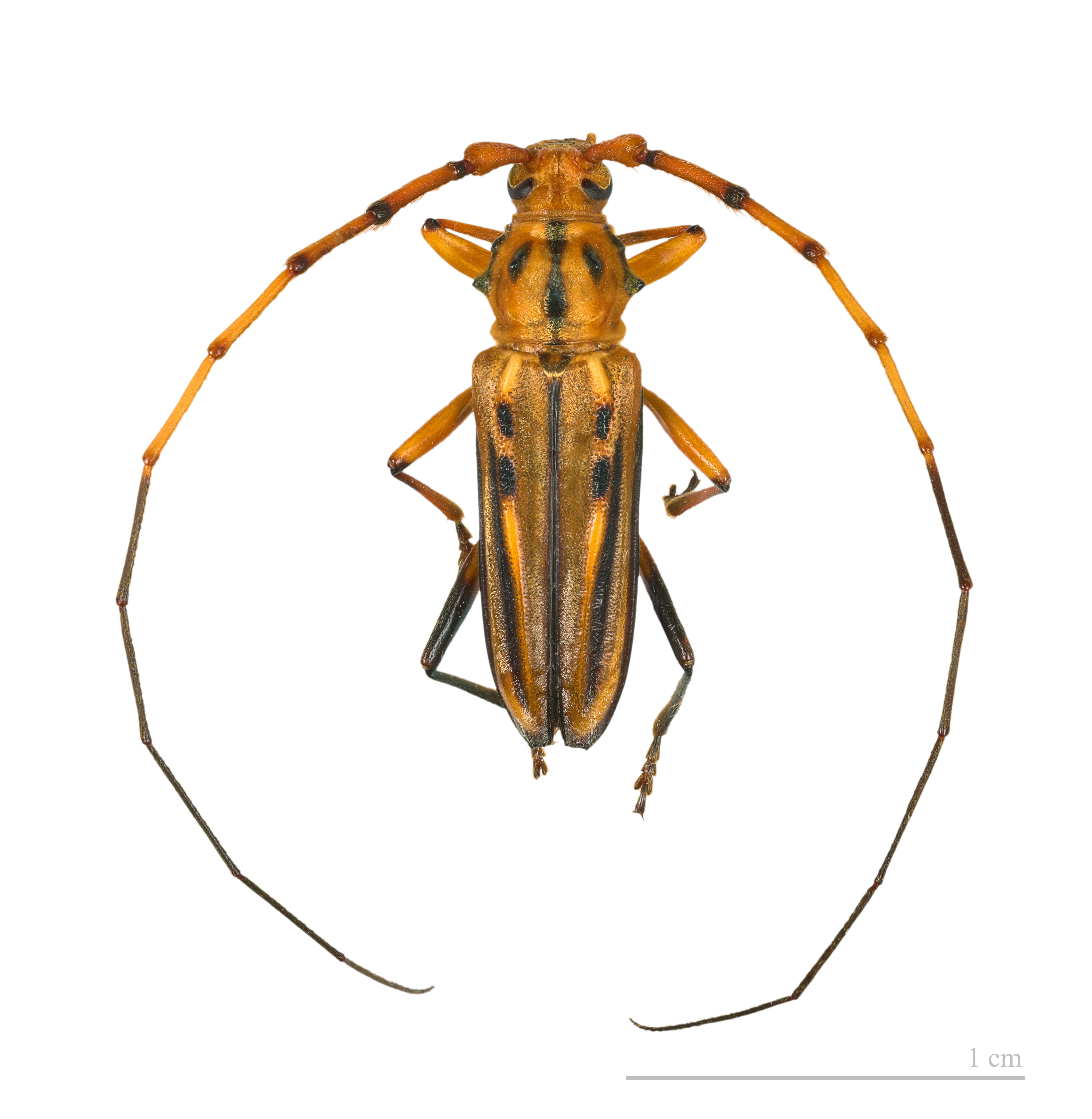
Ceragenia bicornis Muséum de Toulouse

## Cerambyx

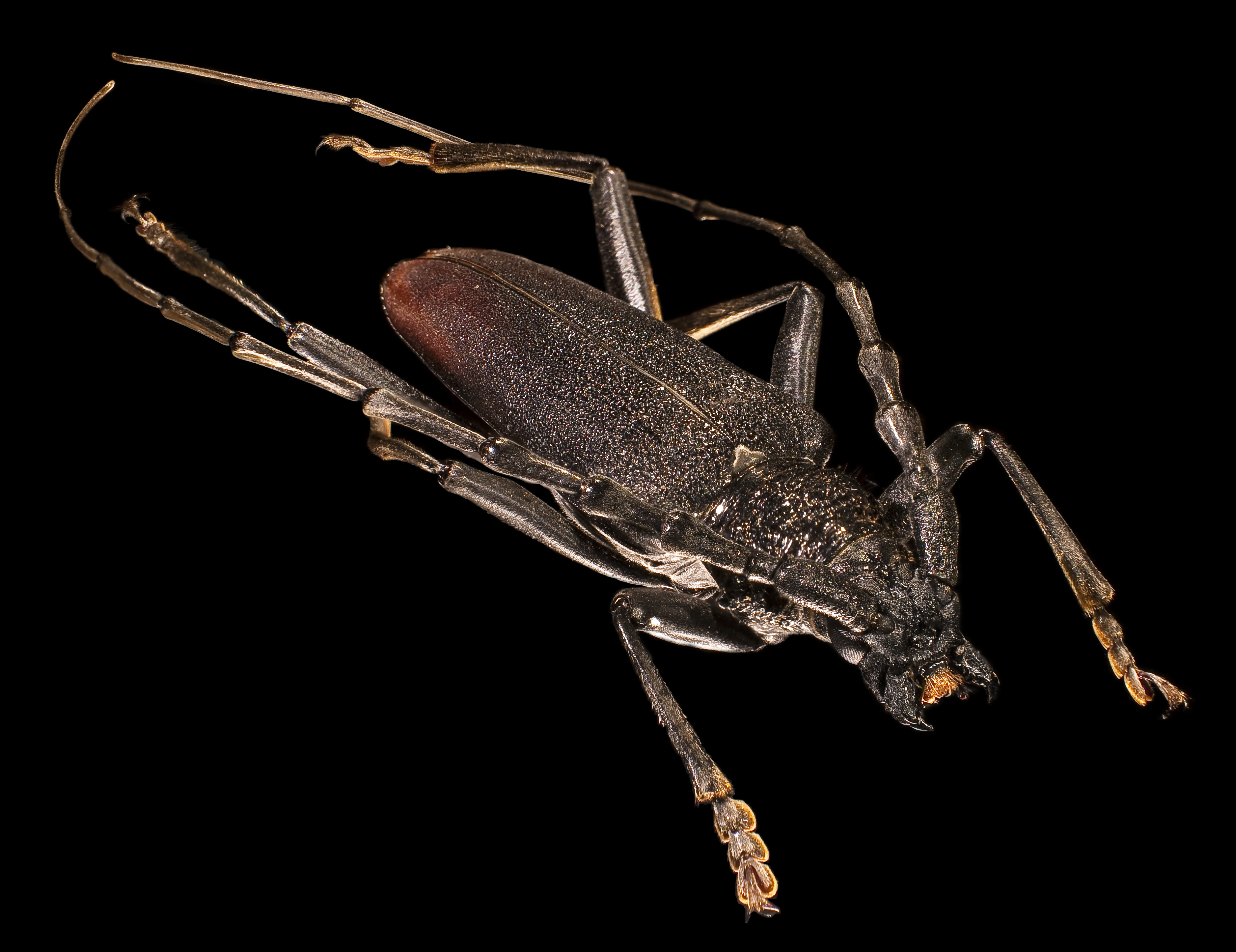
Cerambyx cerdo (Linné, 1758)
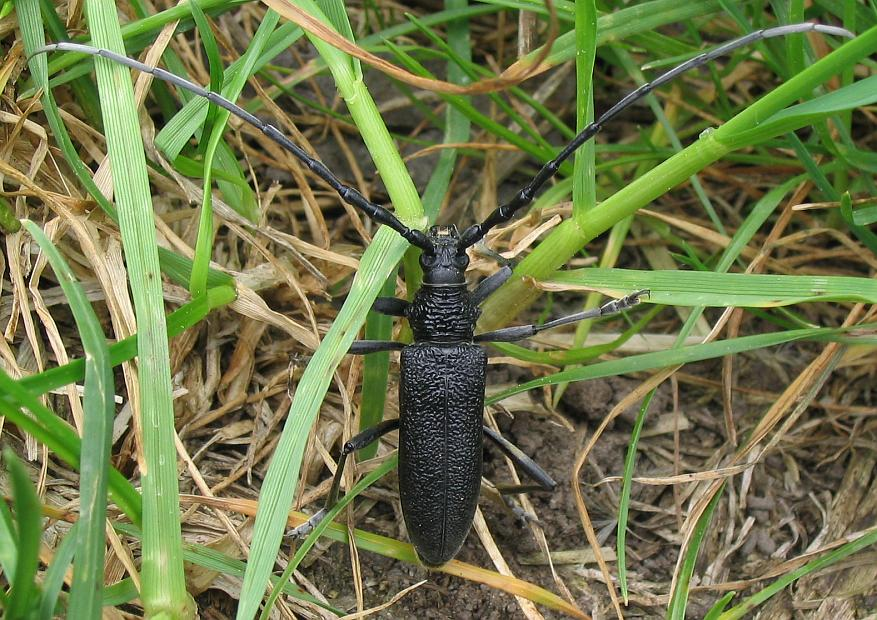
Cerambyx scopolii(Fuessly, 1775)

## Chlorida

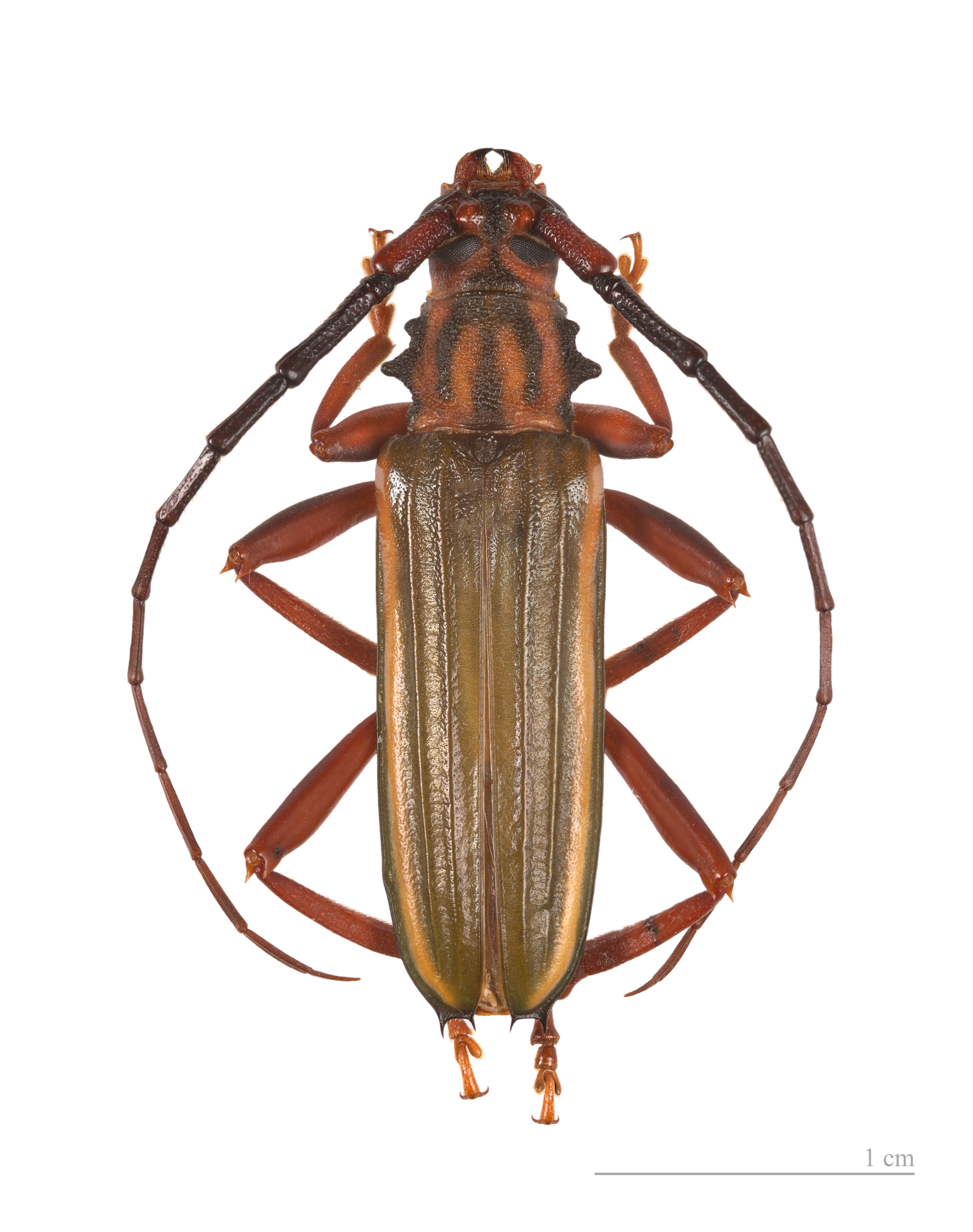
Chlorida festiva  - Muséum de Toulouse

## Chlorophorus

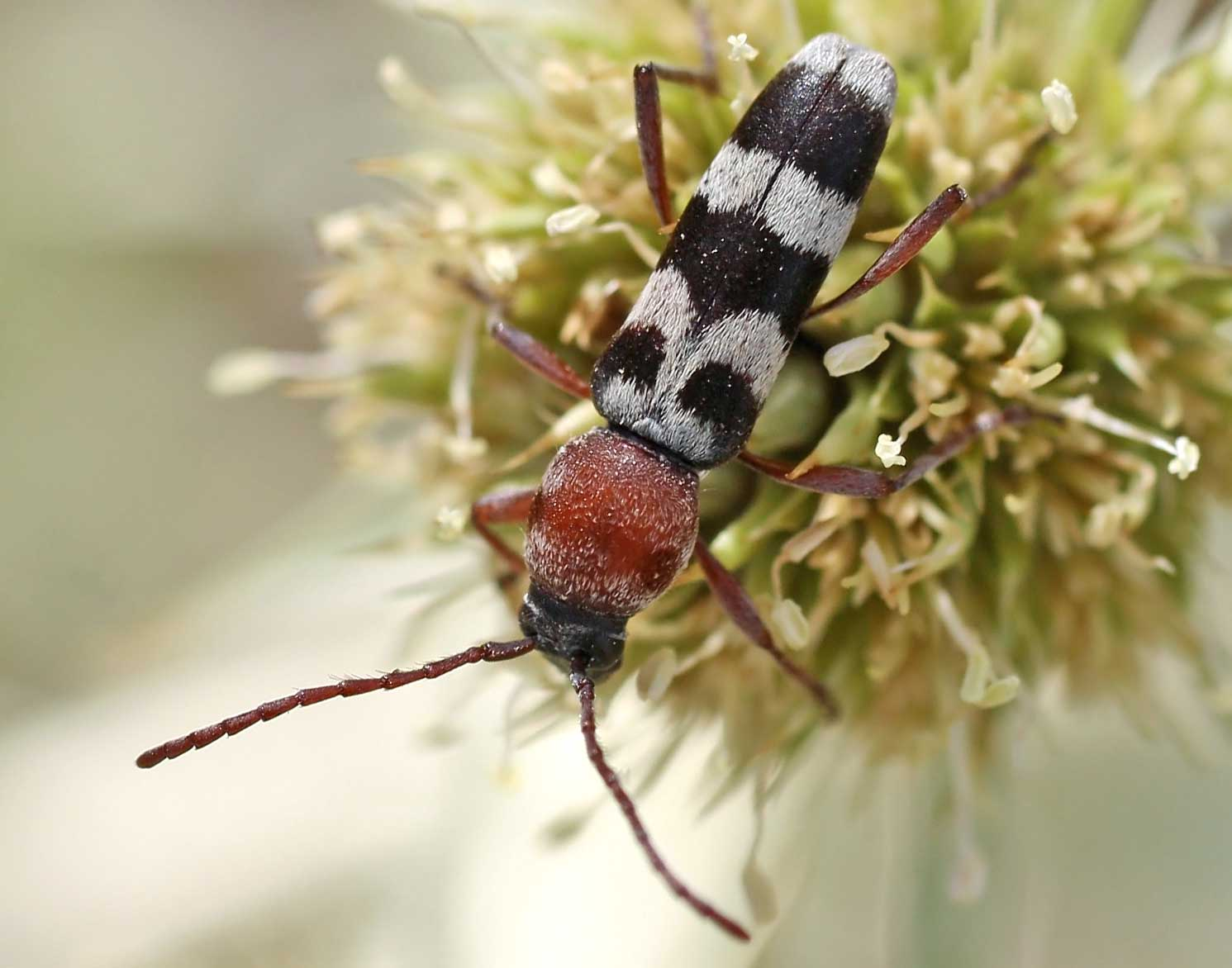
Chlorophorus trifasciatus (Fabricius, 1781)
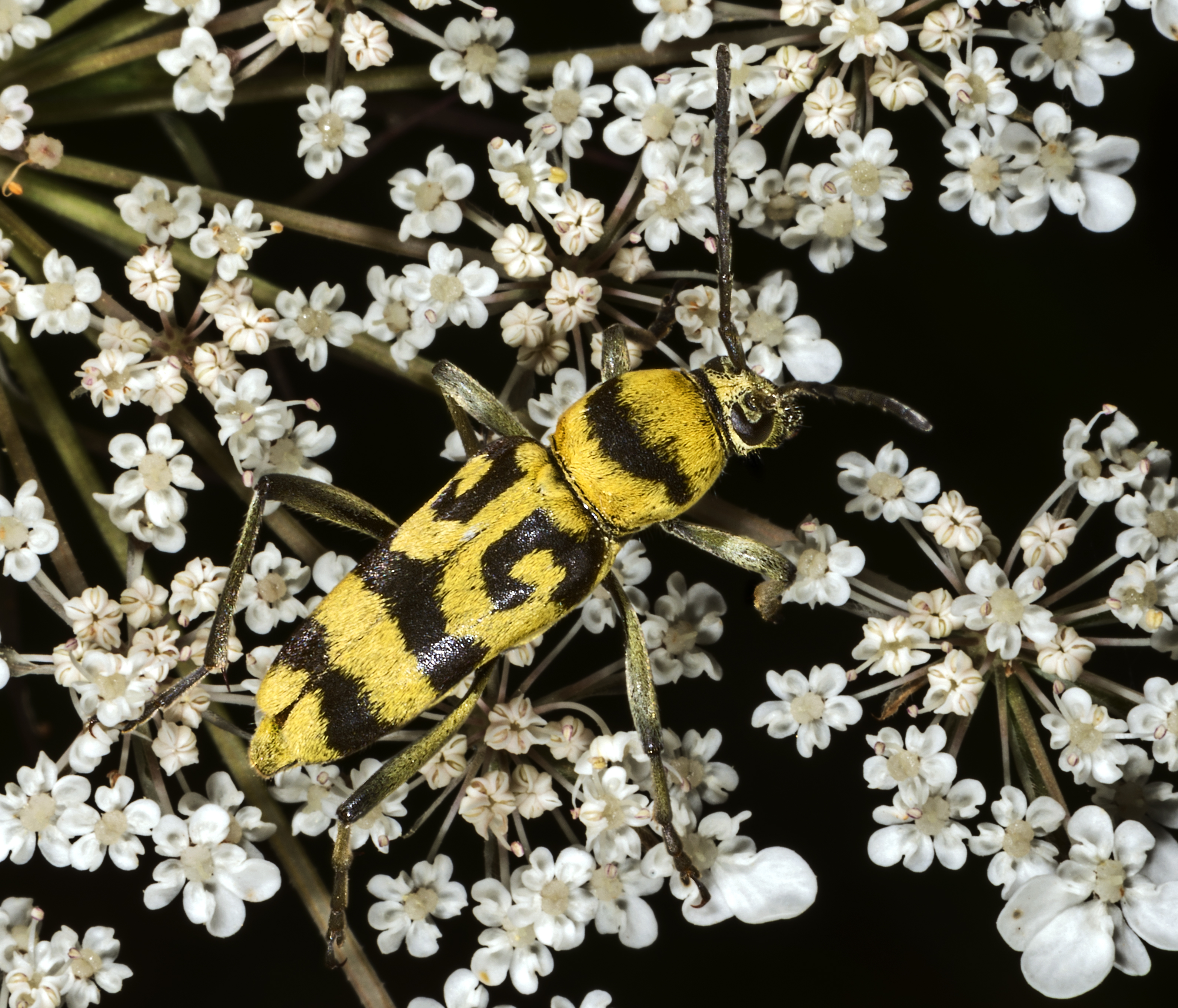
Chlorophorus varius (O.F.Müller, 1766)

## Clausirion

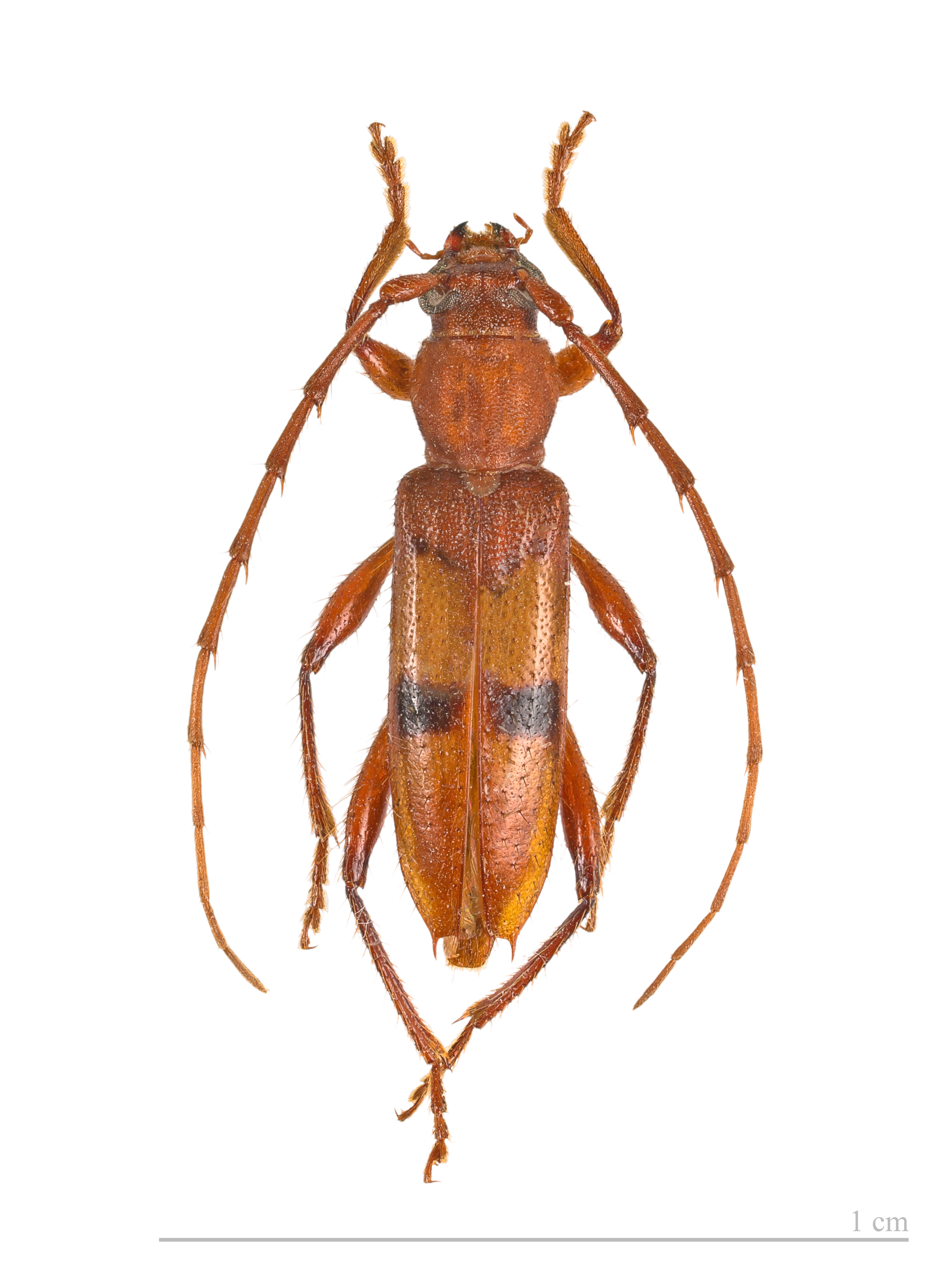
Clausirion comptum - Muséum de Toulouse

## Clytus

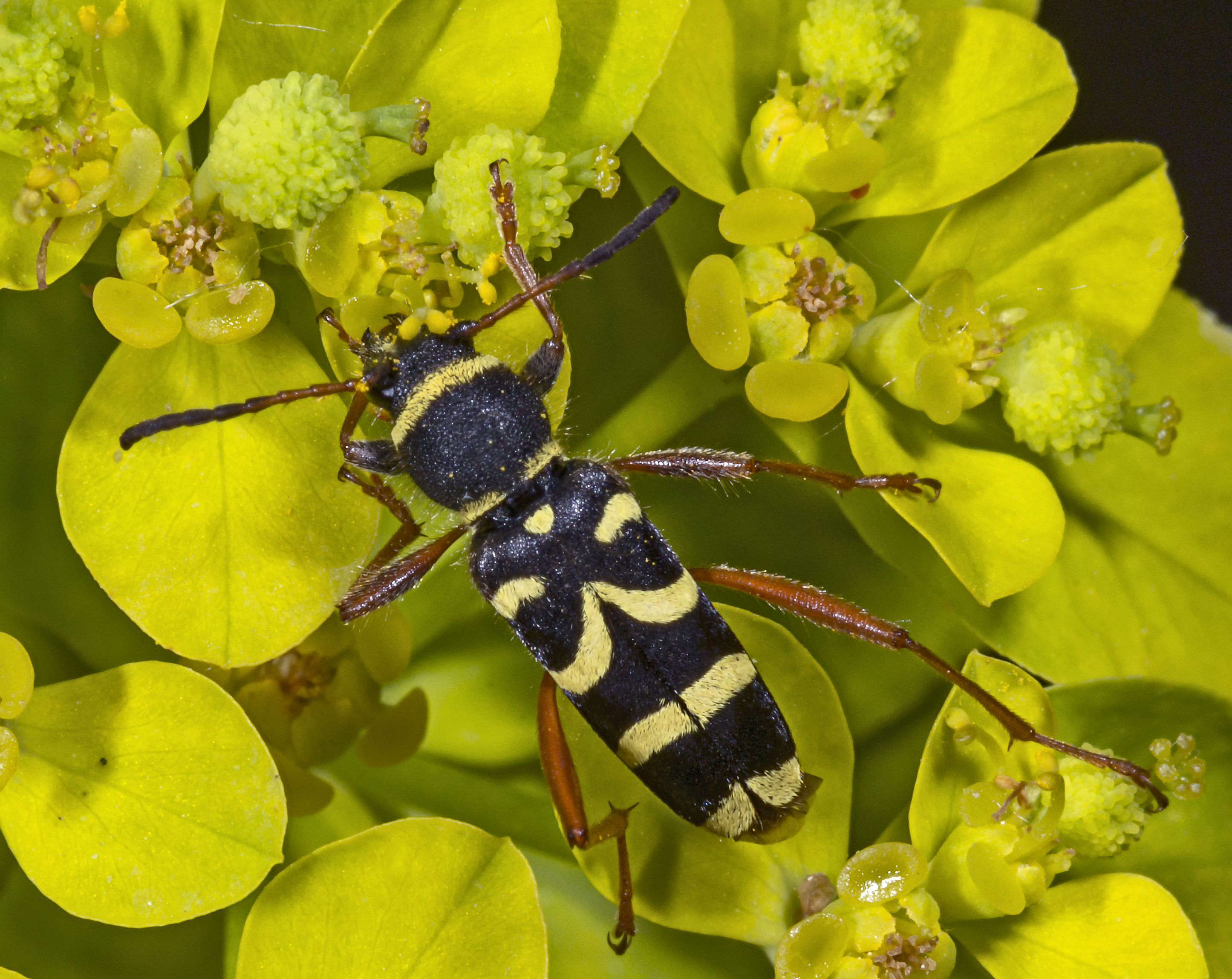
Clytus arietis (Linnaeus, 1758)
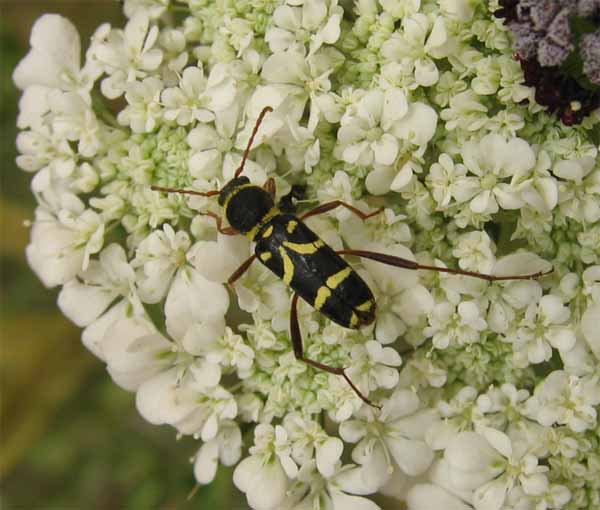
Clytus rhamni Germar, 1817

## Derobrachus

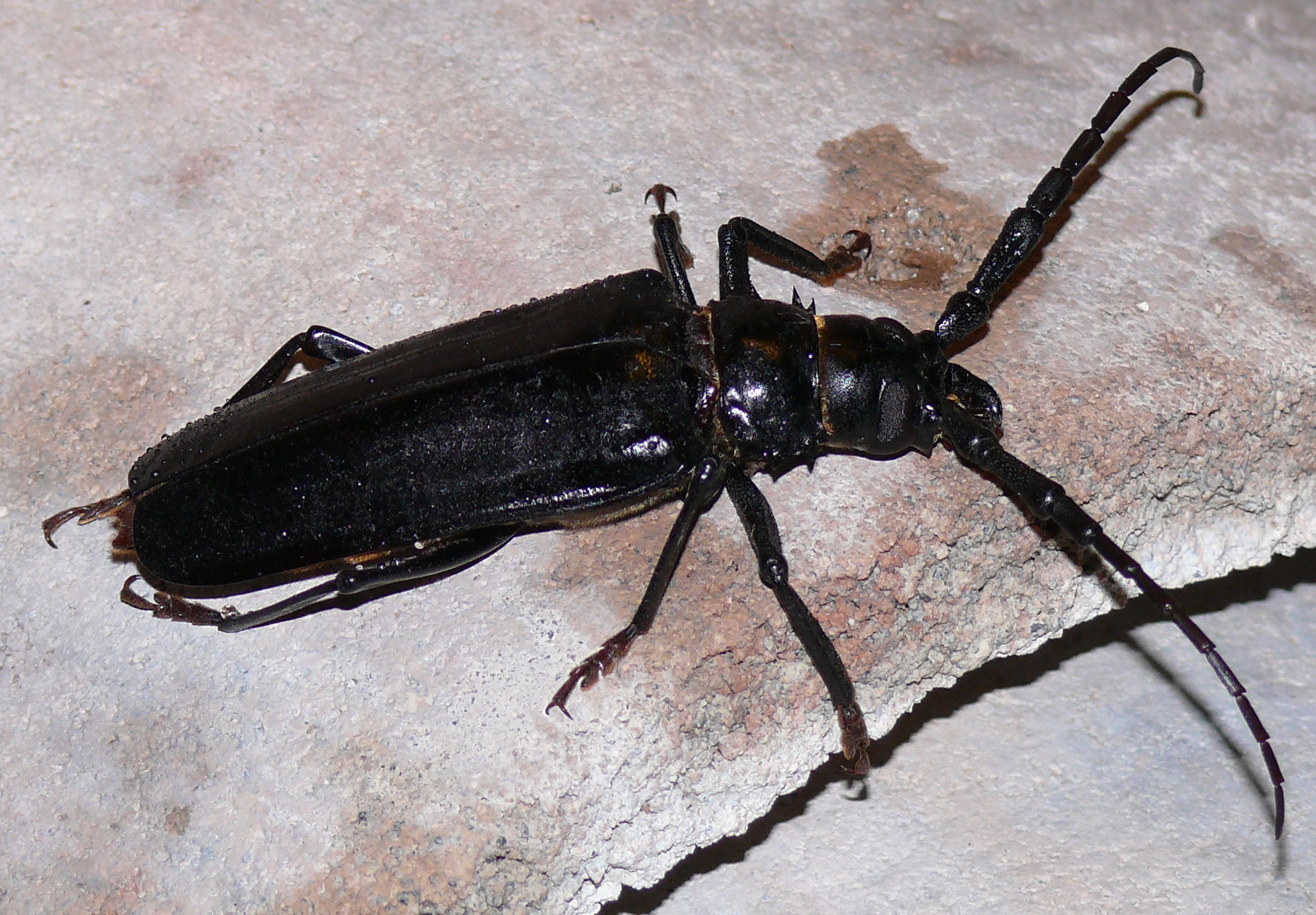
Derobrachus geminatus LeConte, 1853
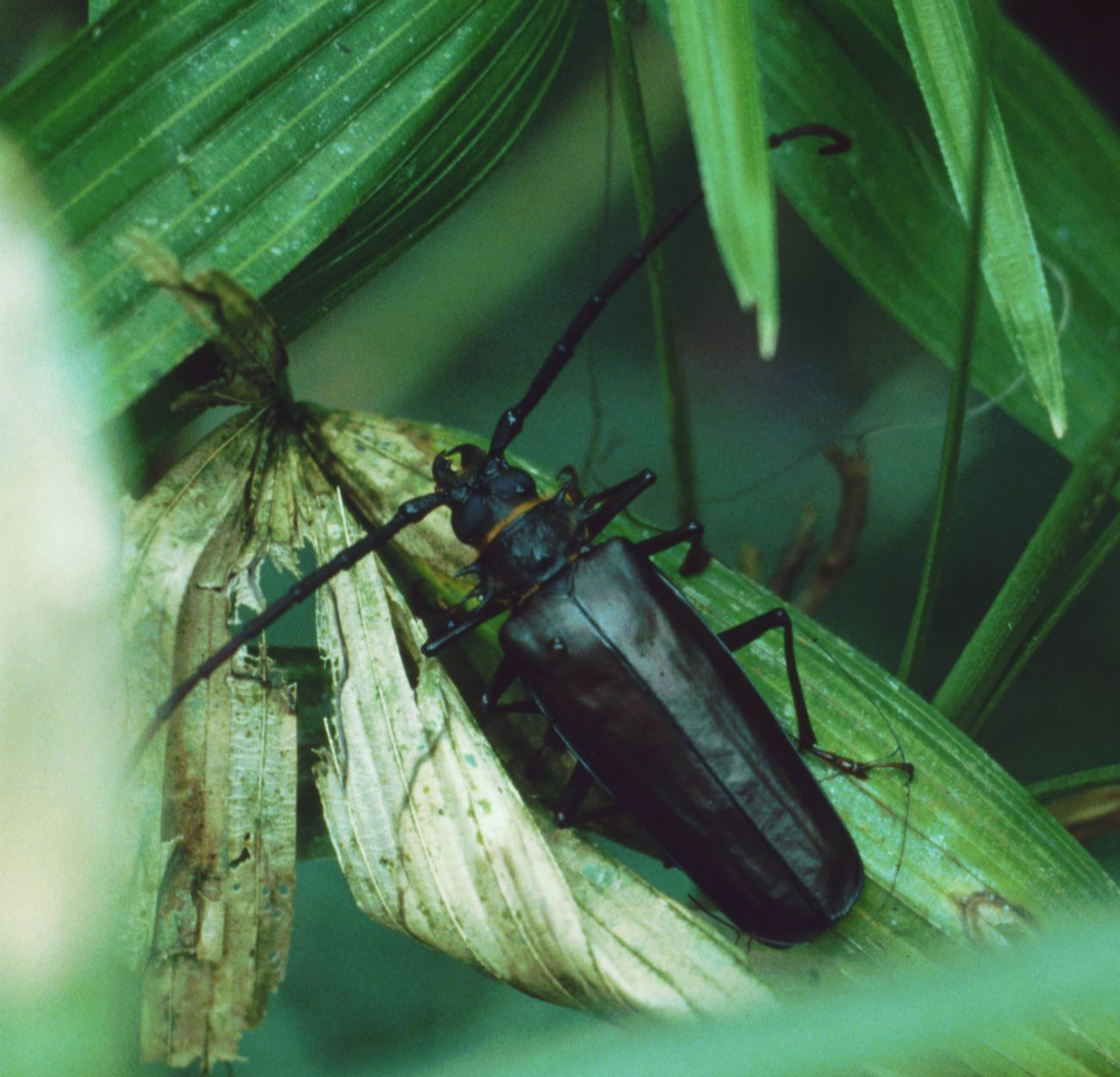
Derobrachus longicornis (Bates, 1872)

## Dinoptera

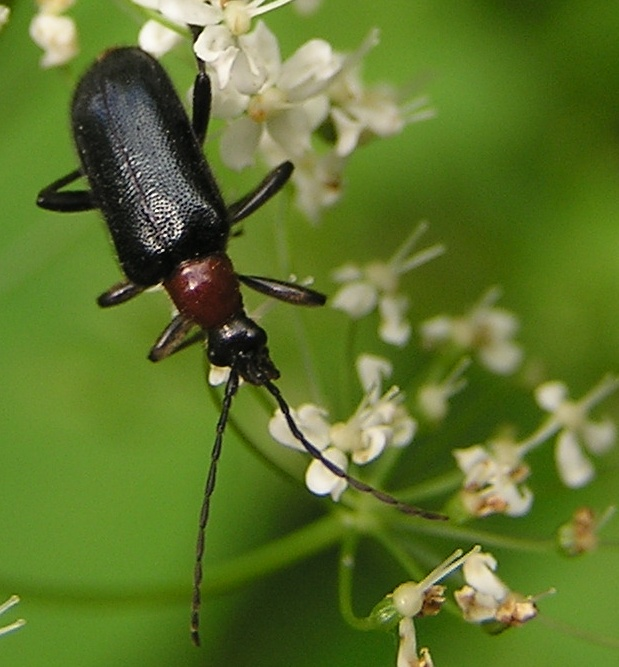
Dinoptera collaris (Linnaeus, 1758)

## Dubiefostola

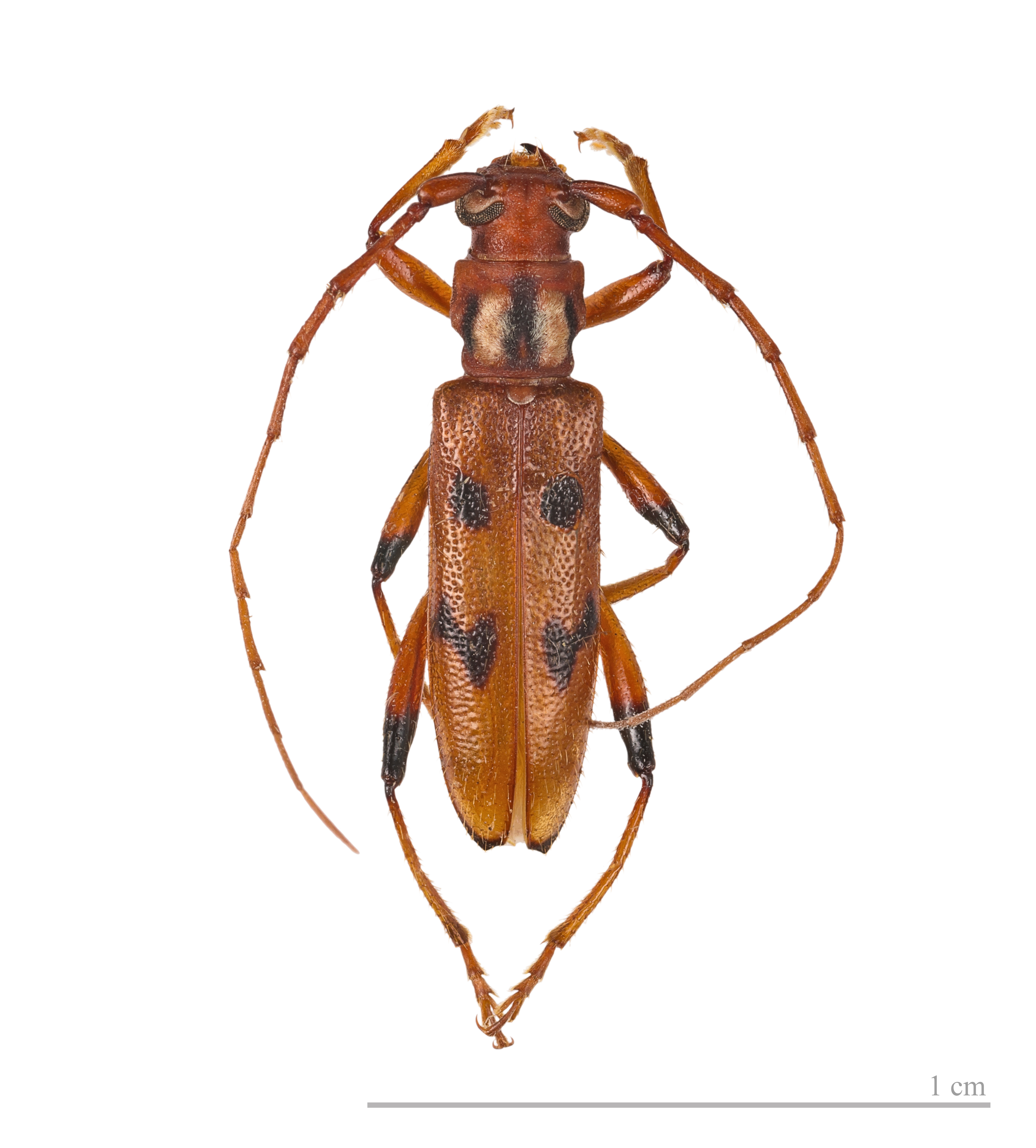
Dubiefostola auricollis - Muséum de Toulouse

## Ergates

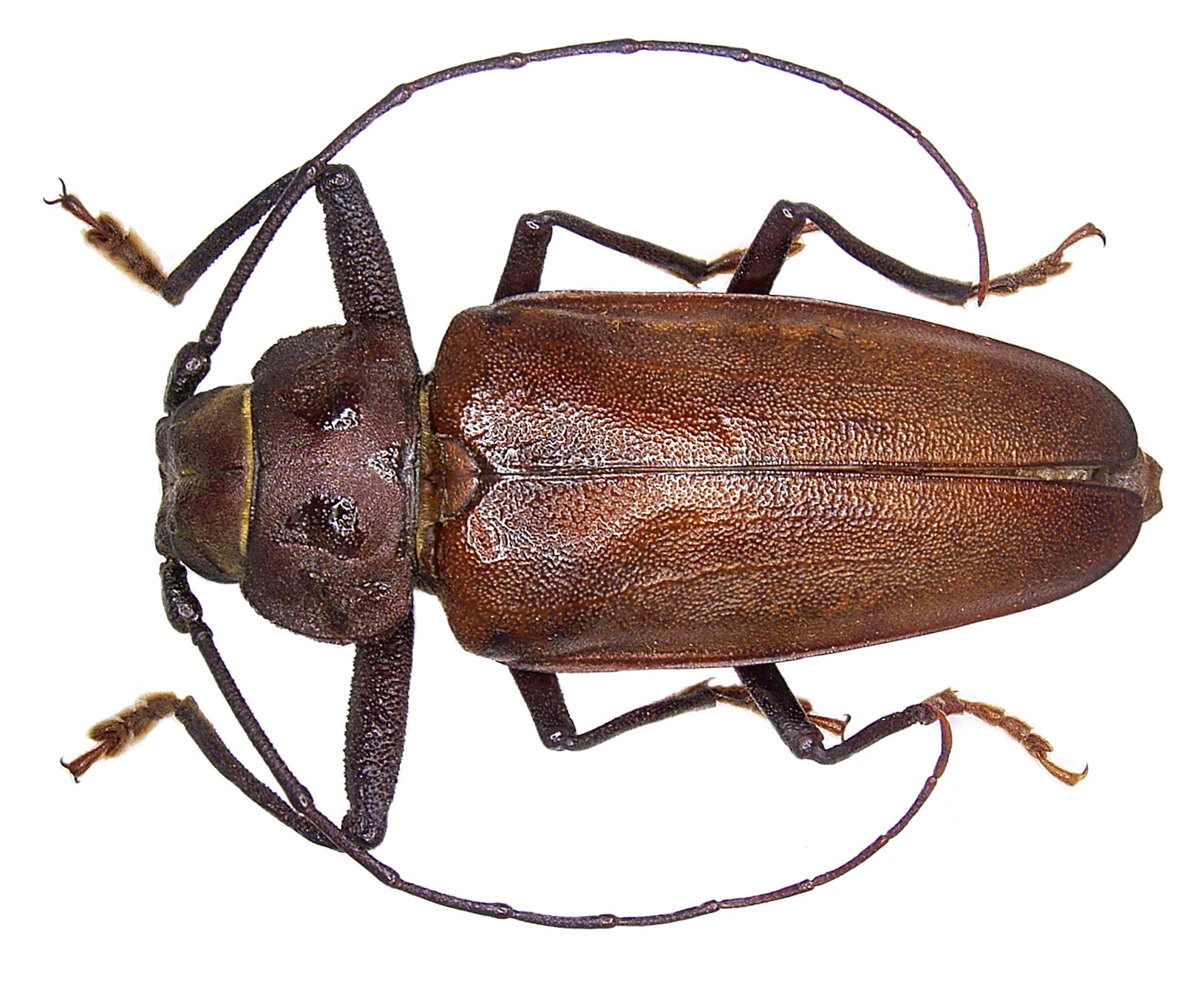
Ergates faber (Ergate forgeron) (Linnaeus, 1767)

## Gaurotes

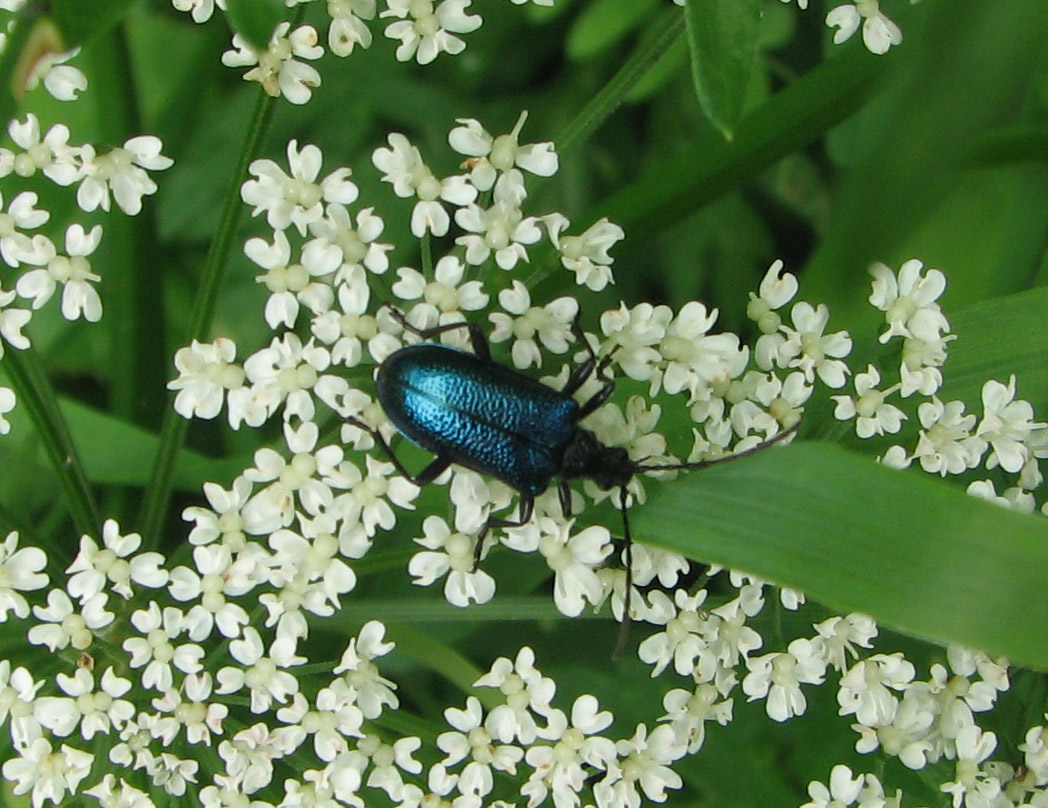
Gaurotes virgineus (Linnaeus, 1758)

## Gigantotrichoderes

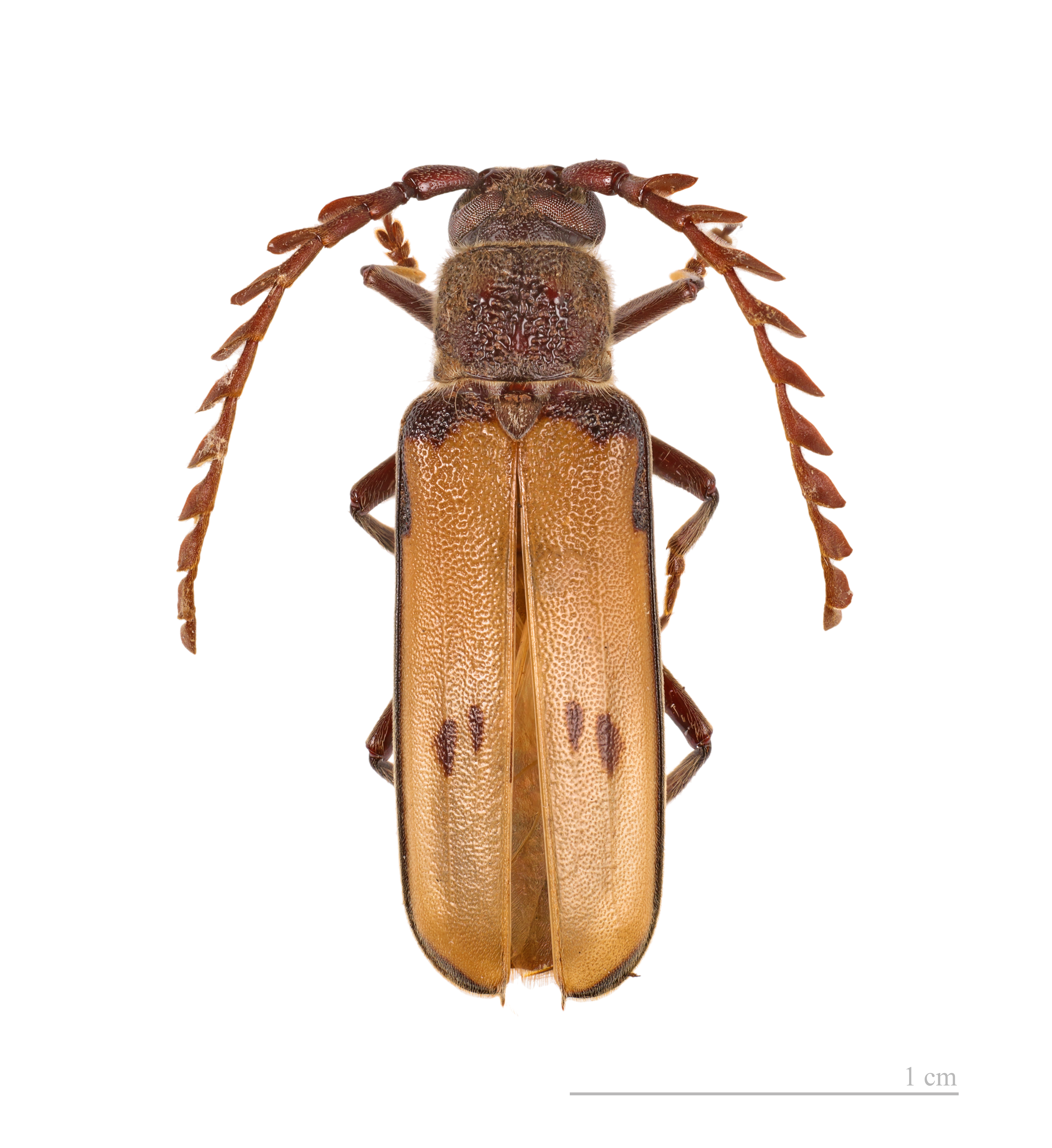
Gigantotrichoderes conicicollis- Muséum de Toulouse

## Hesperophanes

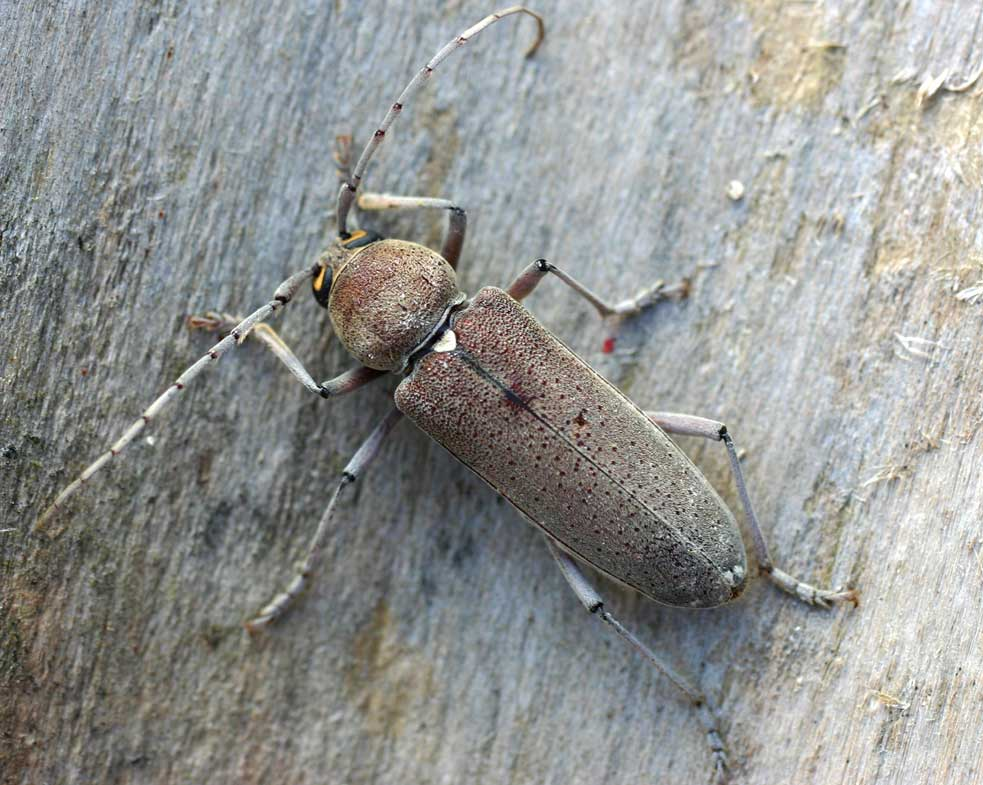
Hesperophanes sericeus (Fabricius, 1787)

## Hirtobrasilianus

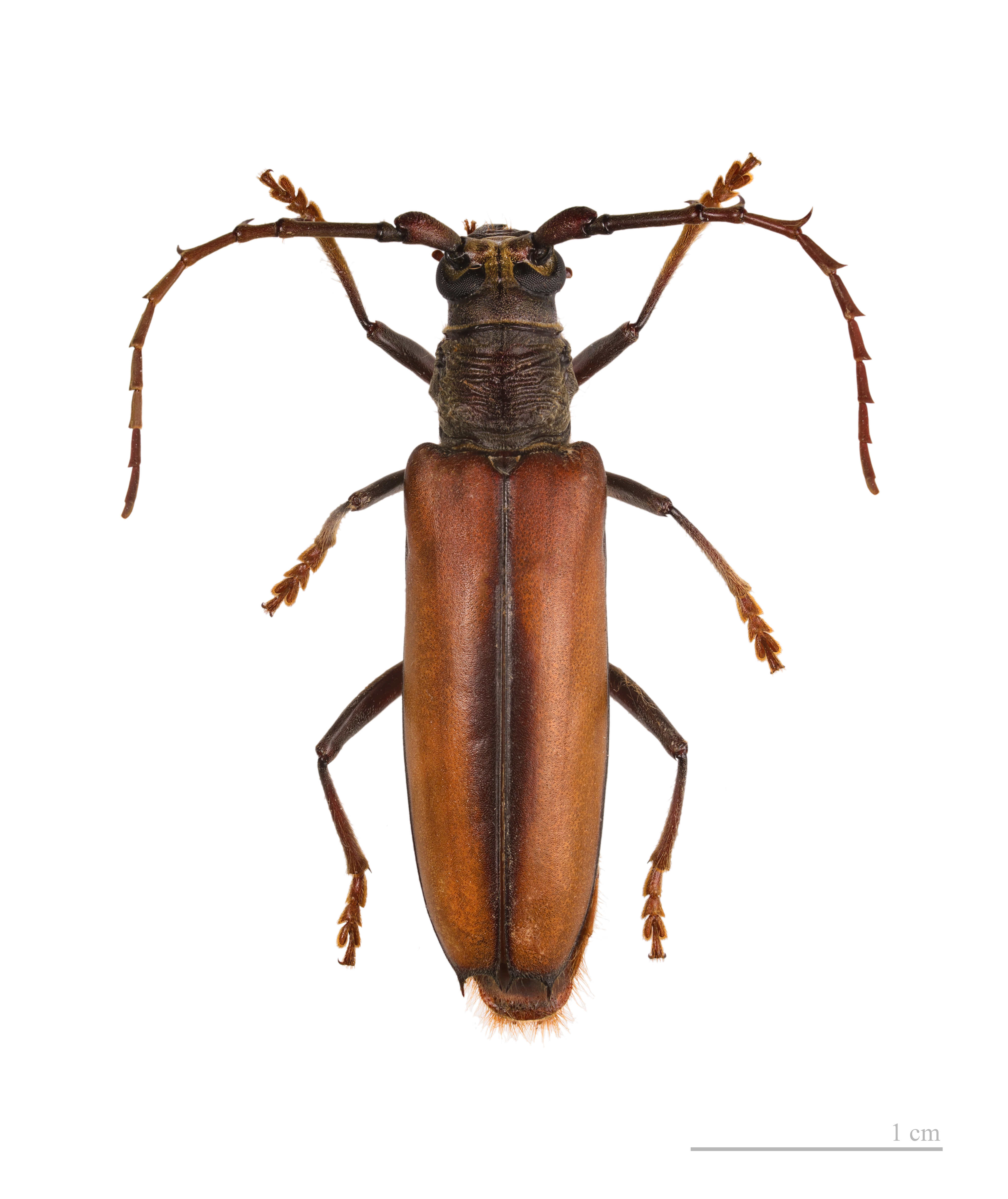
Hirtobrasilianus villiersi - Muséum de Toulouse

## Hylotrupes

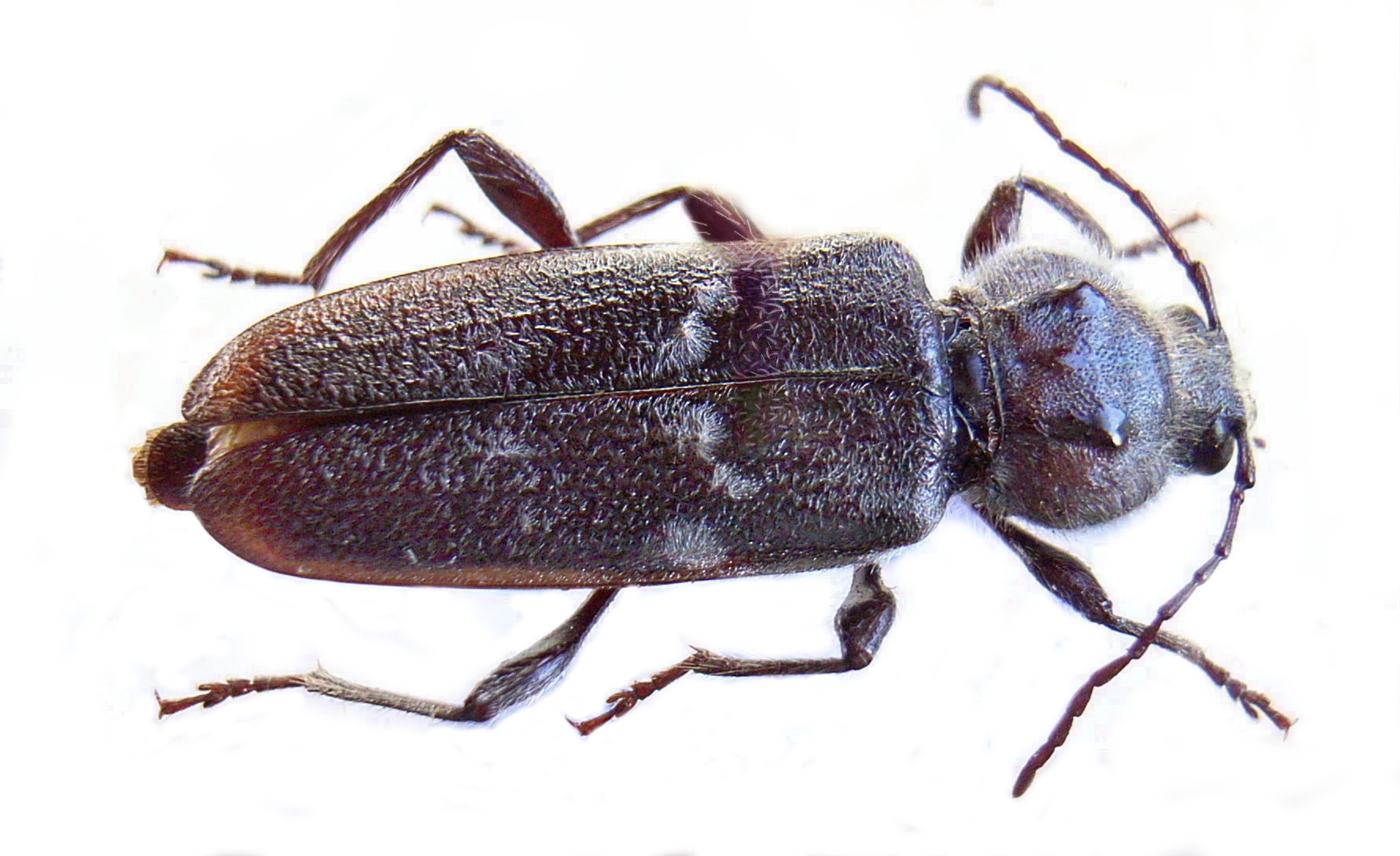
Hylotrupes bajulus (Linnaeus, 1758)

## Ialyssus

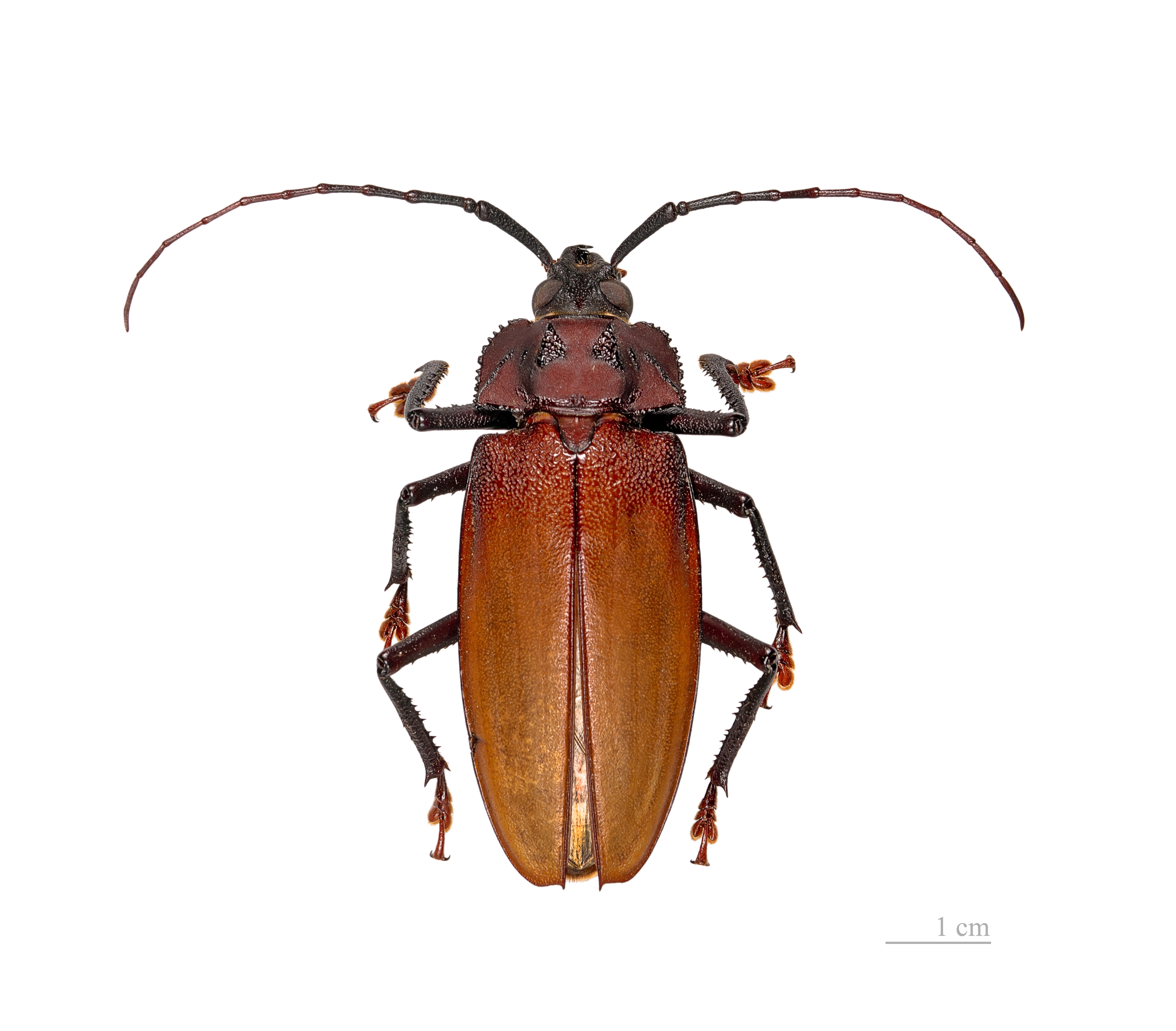
Ialyssus tuberculatus Muséum de Toulouse

## Juiaparus

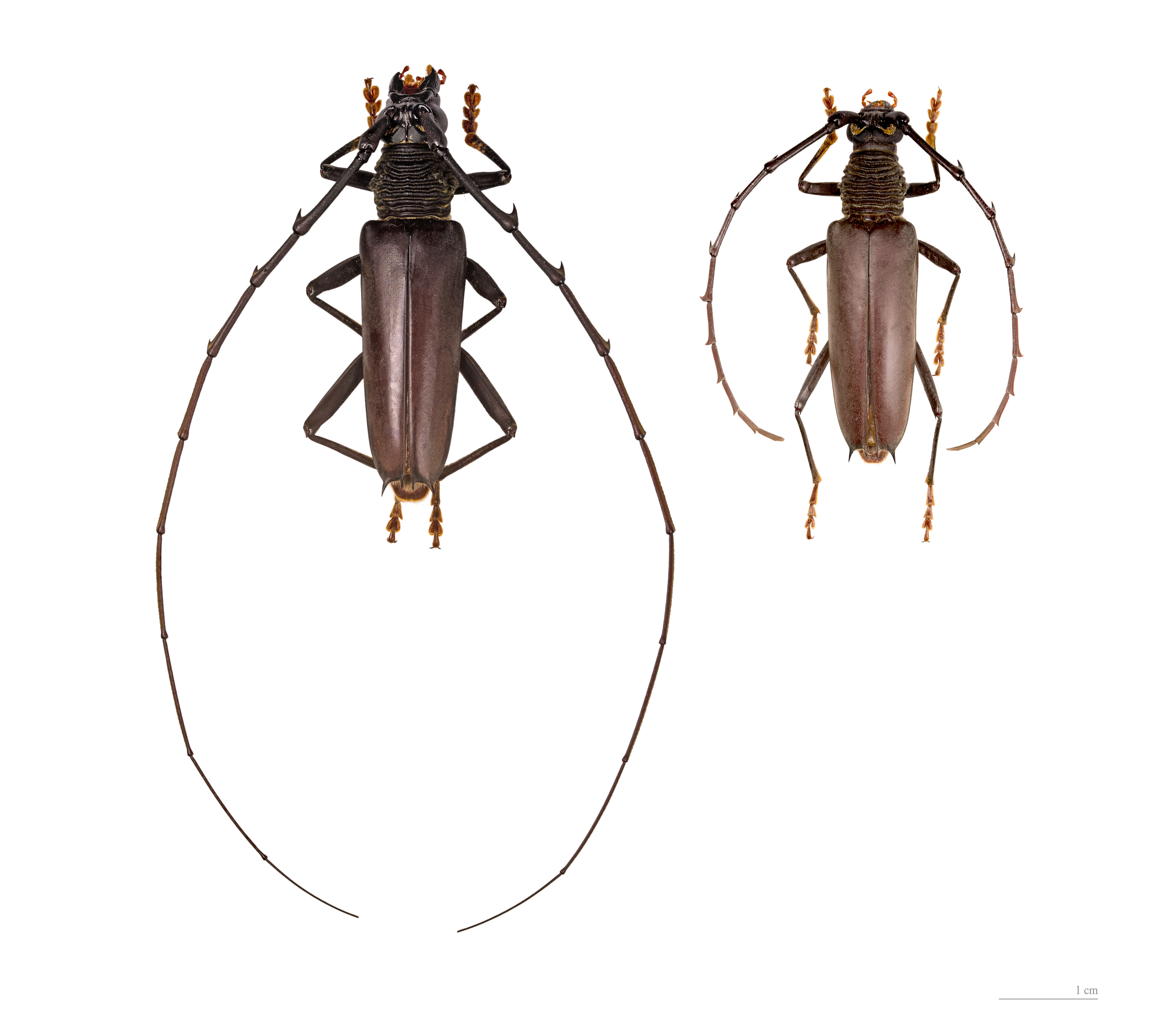
Juiaparus batus - Muséum de Toulouse

## Jupoata

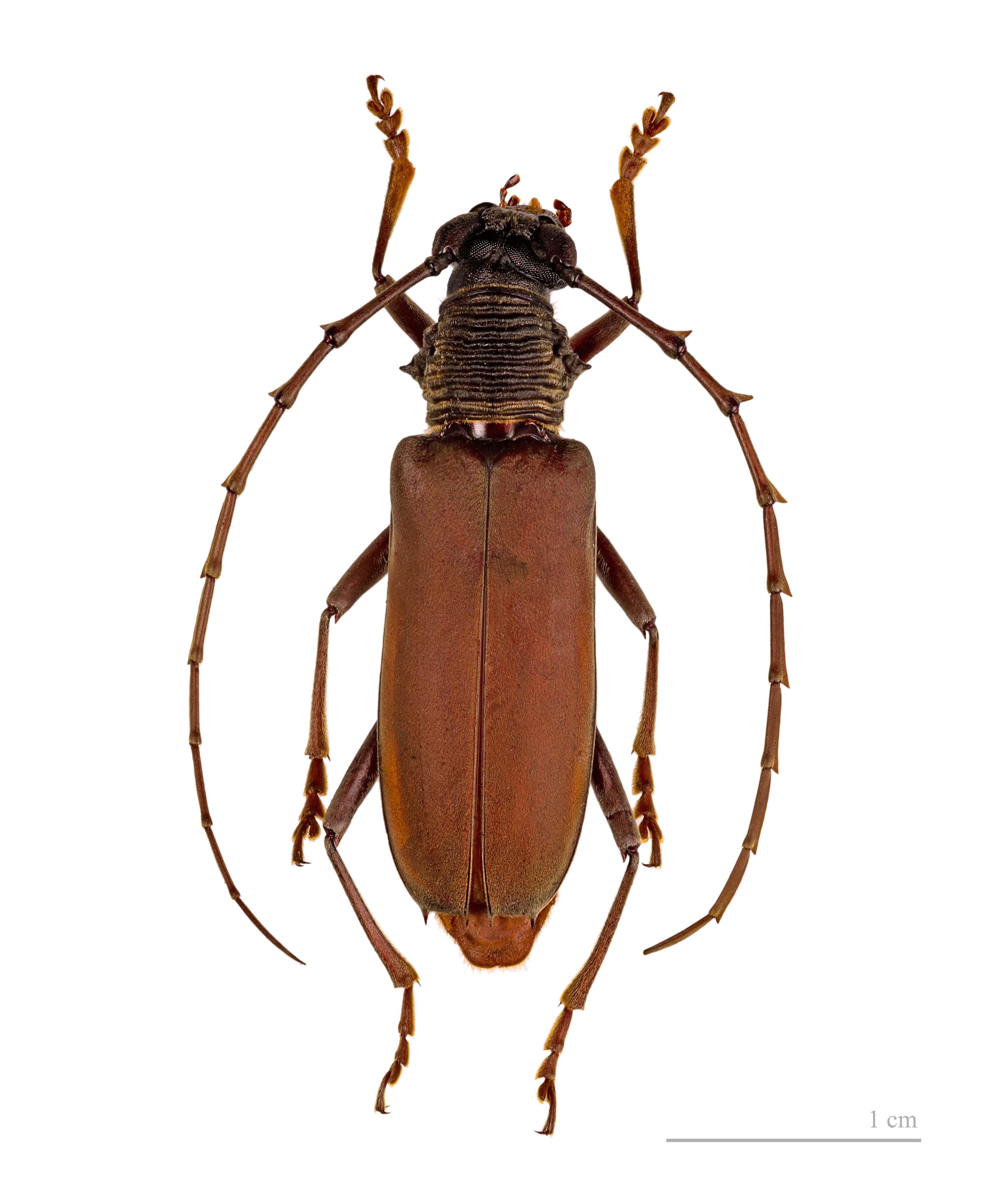
Jupoata rufipennis - Muséum de Toulouse

## Lagocheirus

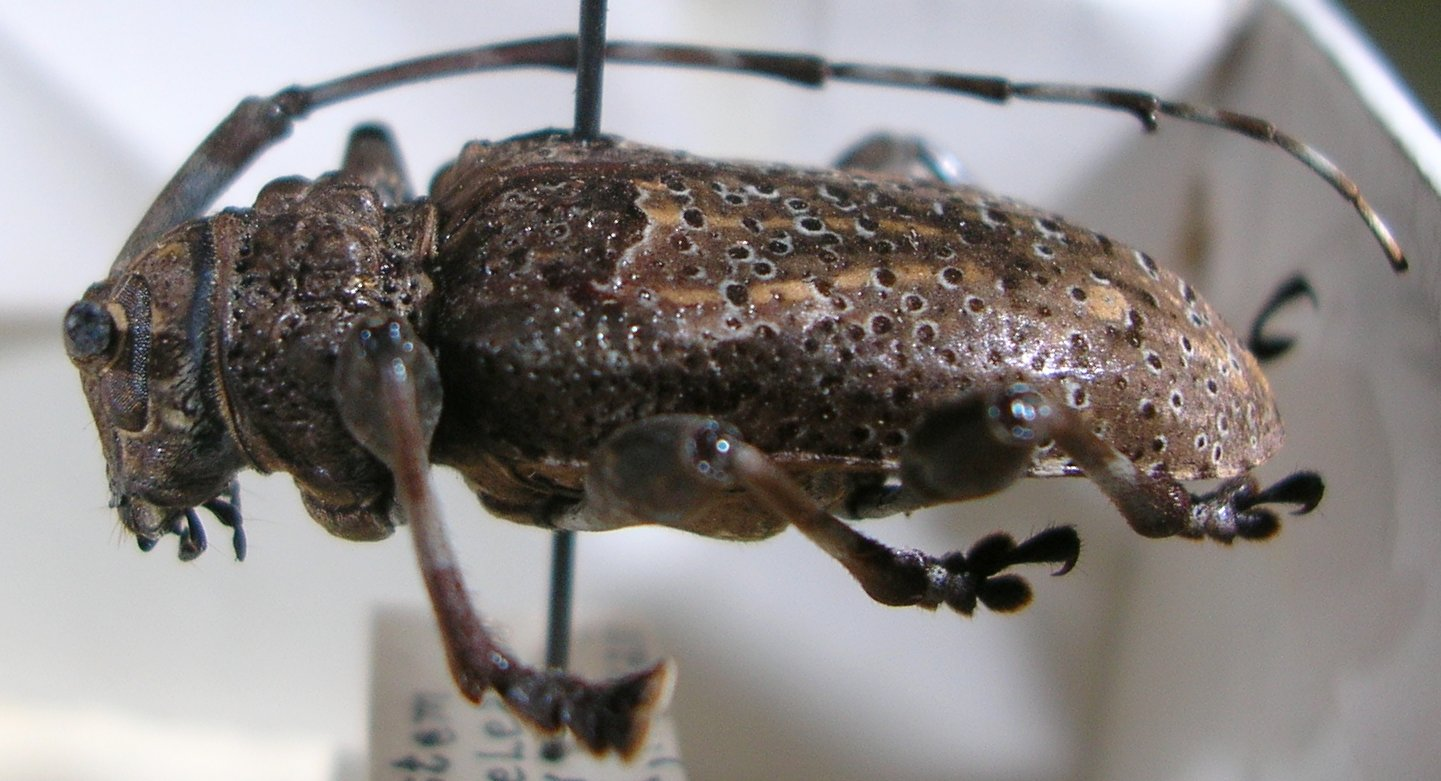
Lagocheirus funestus (Thomson, 1865)

## Lamia

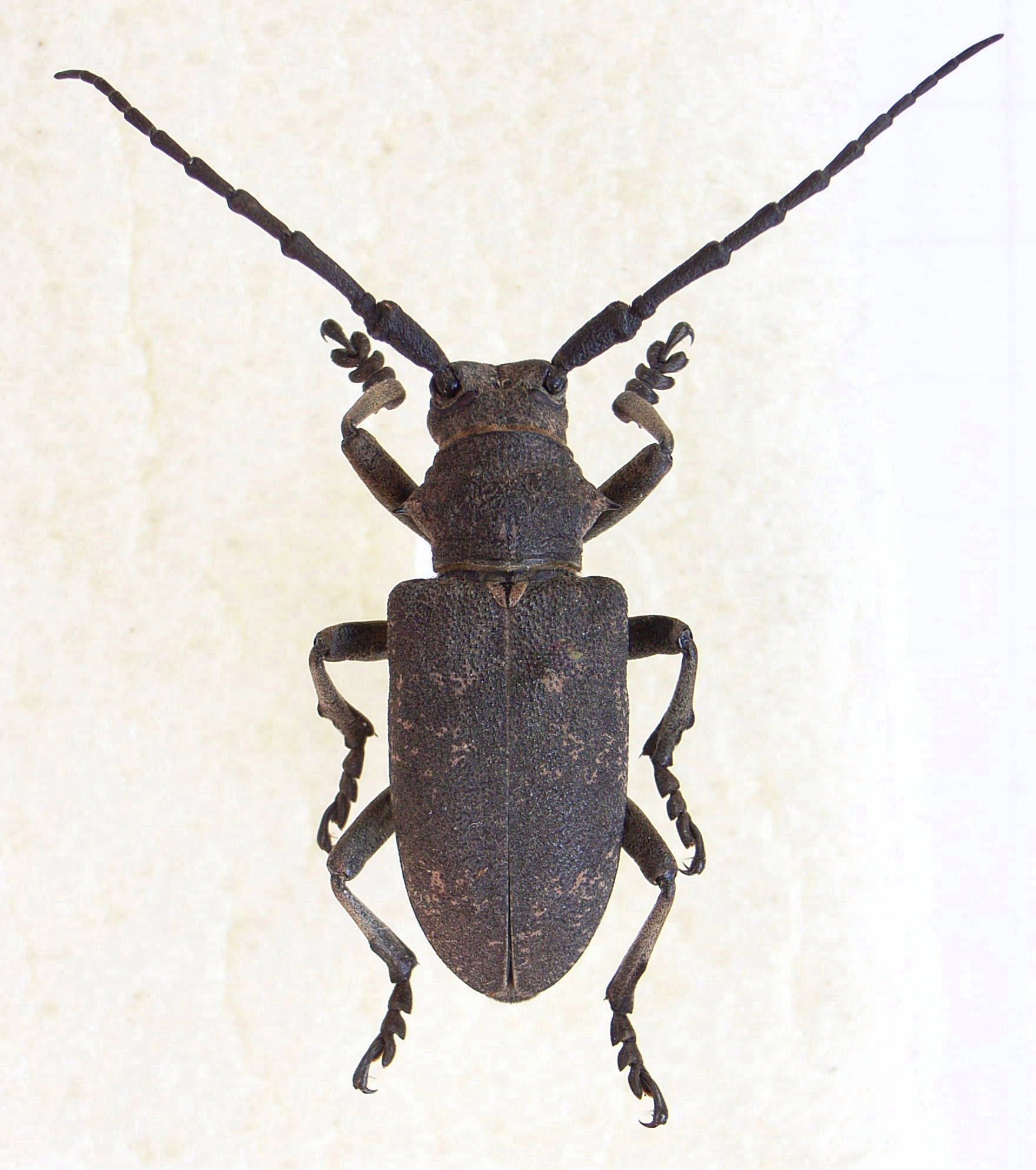
Lamia textor (Linnaeus, 1758)

## Leptura

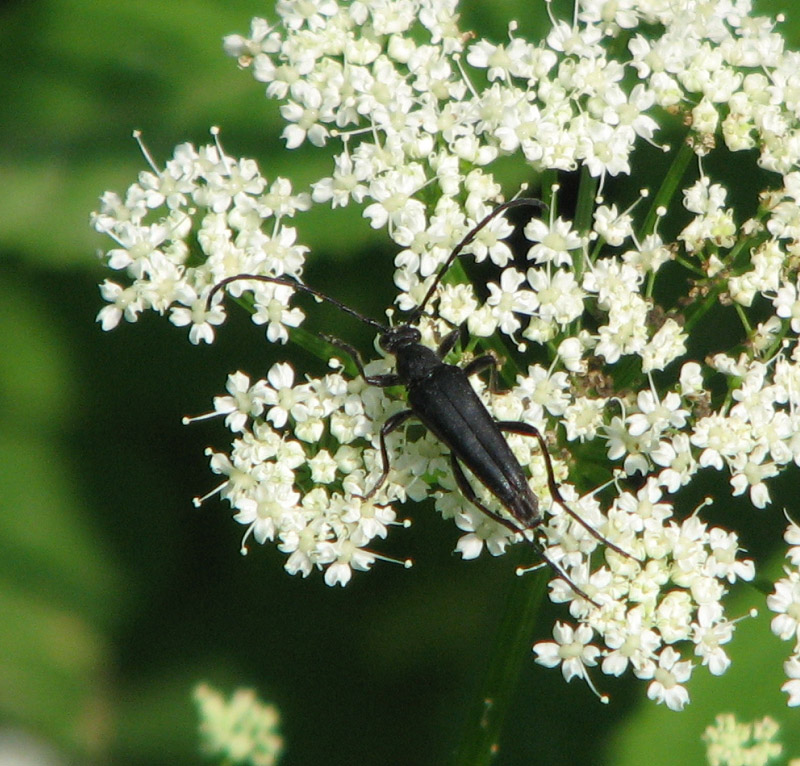
Leptura aethiops Poda, 1761
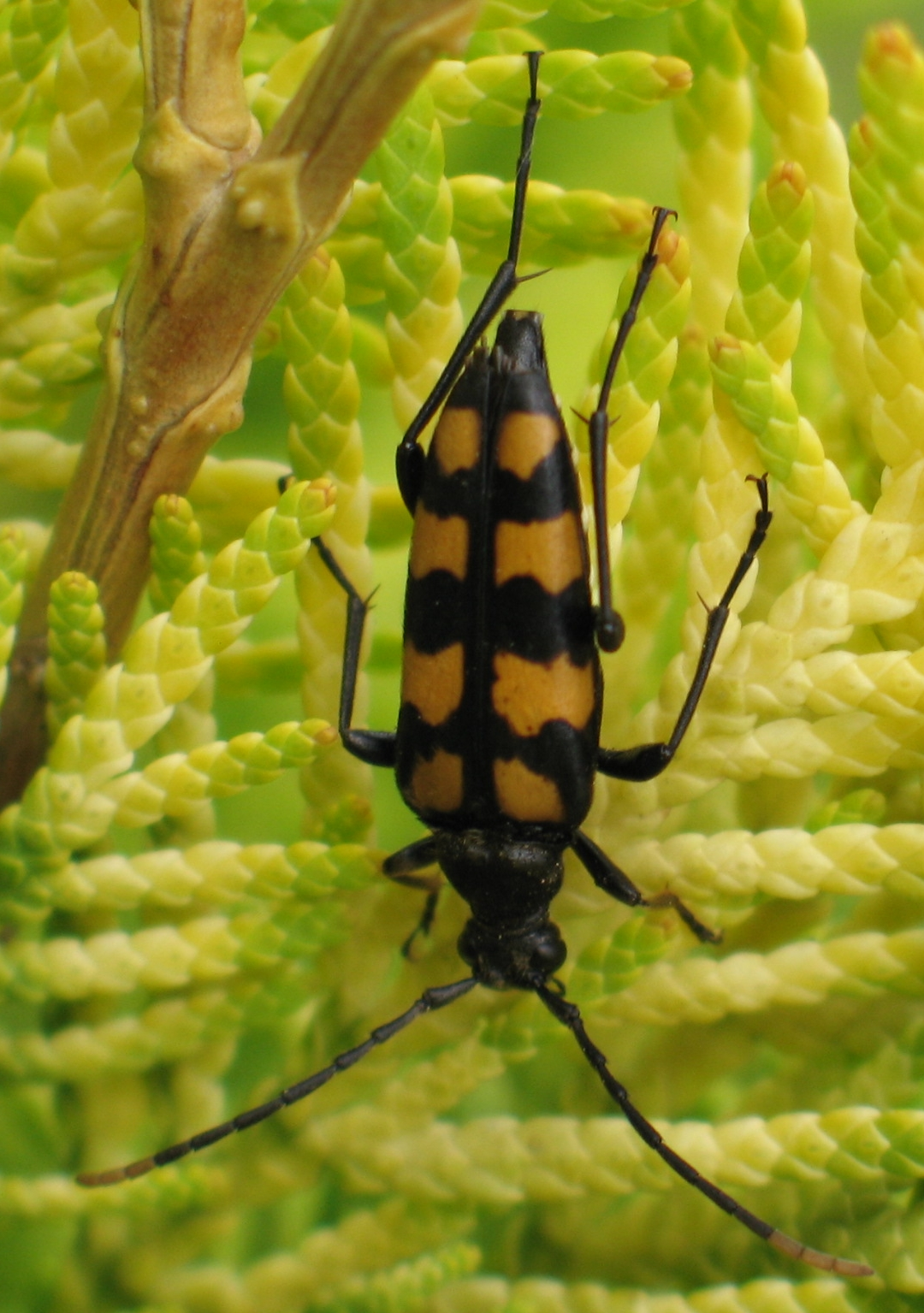
Leptura quadrifasciata Linnaeus, 1758

## Macrodontia

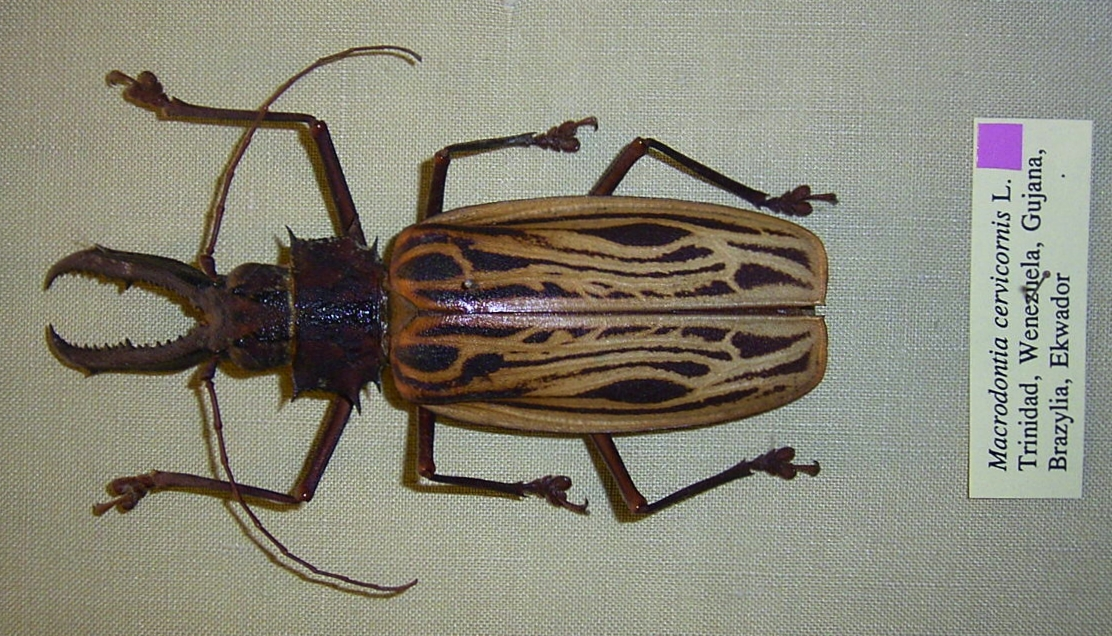
Macrodontia cervicornis (Linnaeus, 1758)

## Macropophora

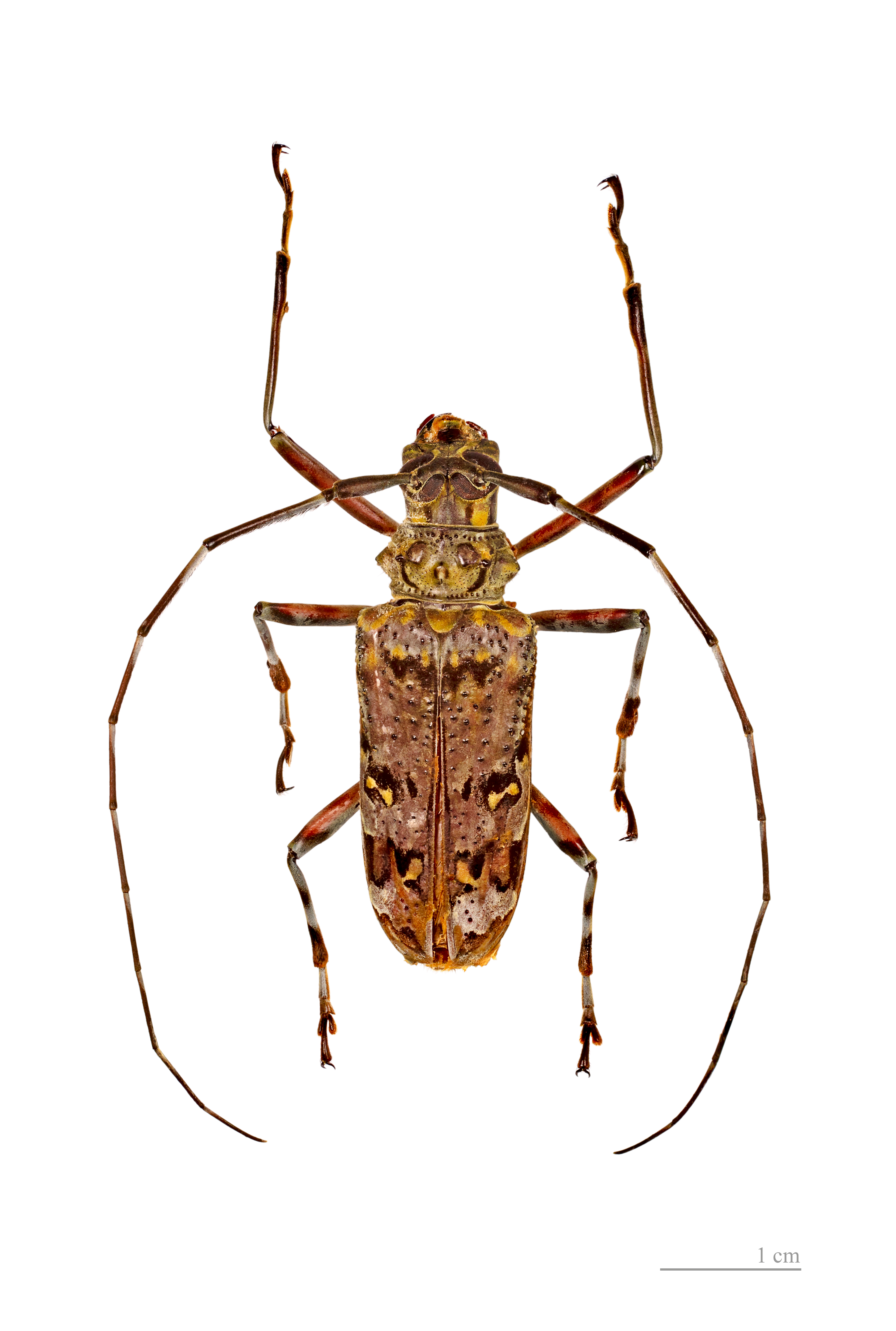
Macropophora trochlearis Muséum de Toulouse

## Mionochroma

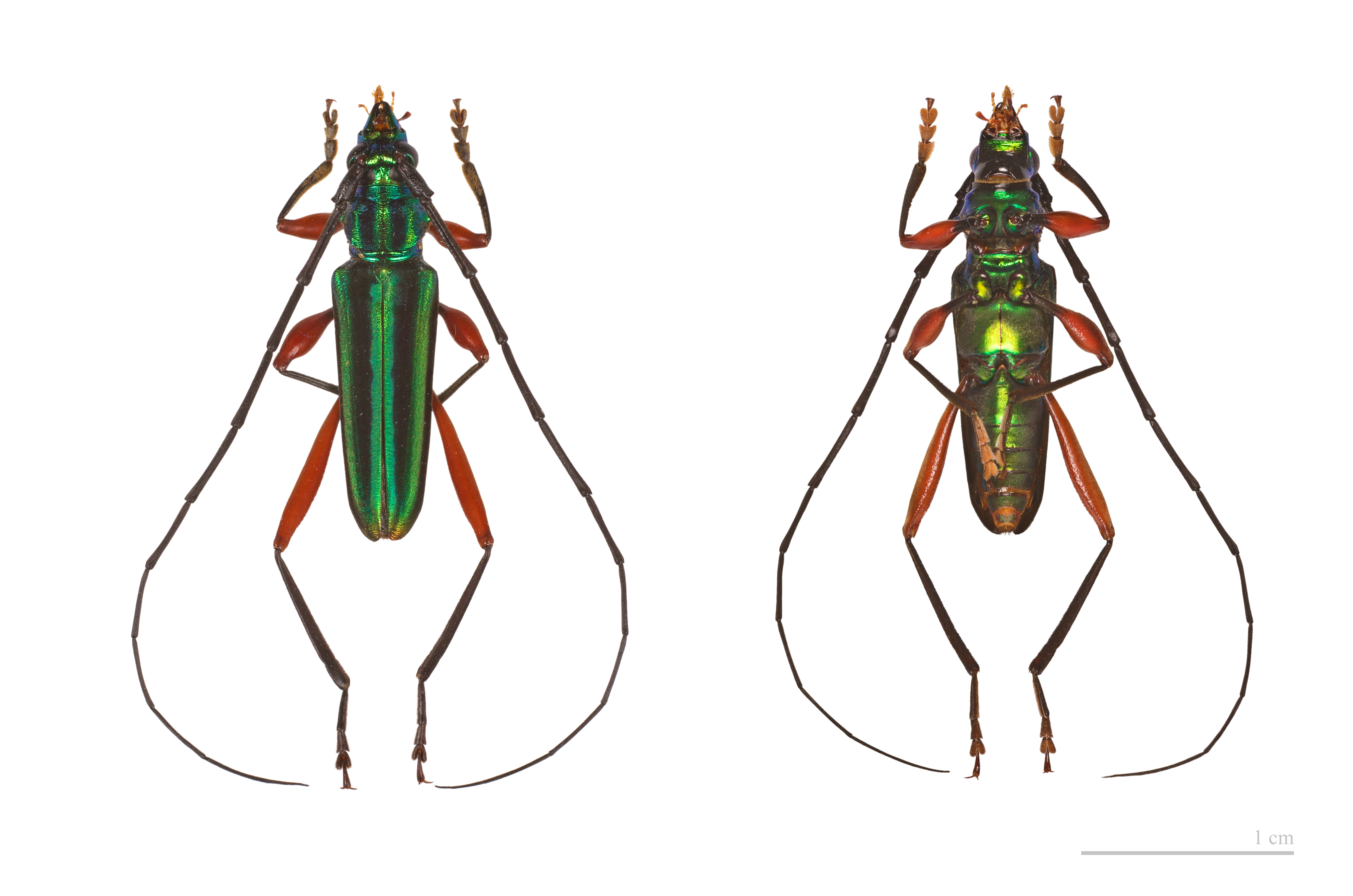
Mionochroma aureotinctum- Muséum de Toulouse

## Molorchus

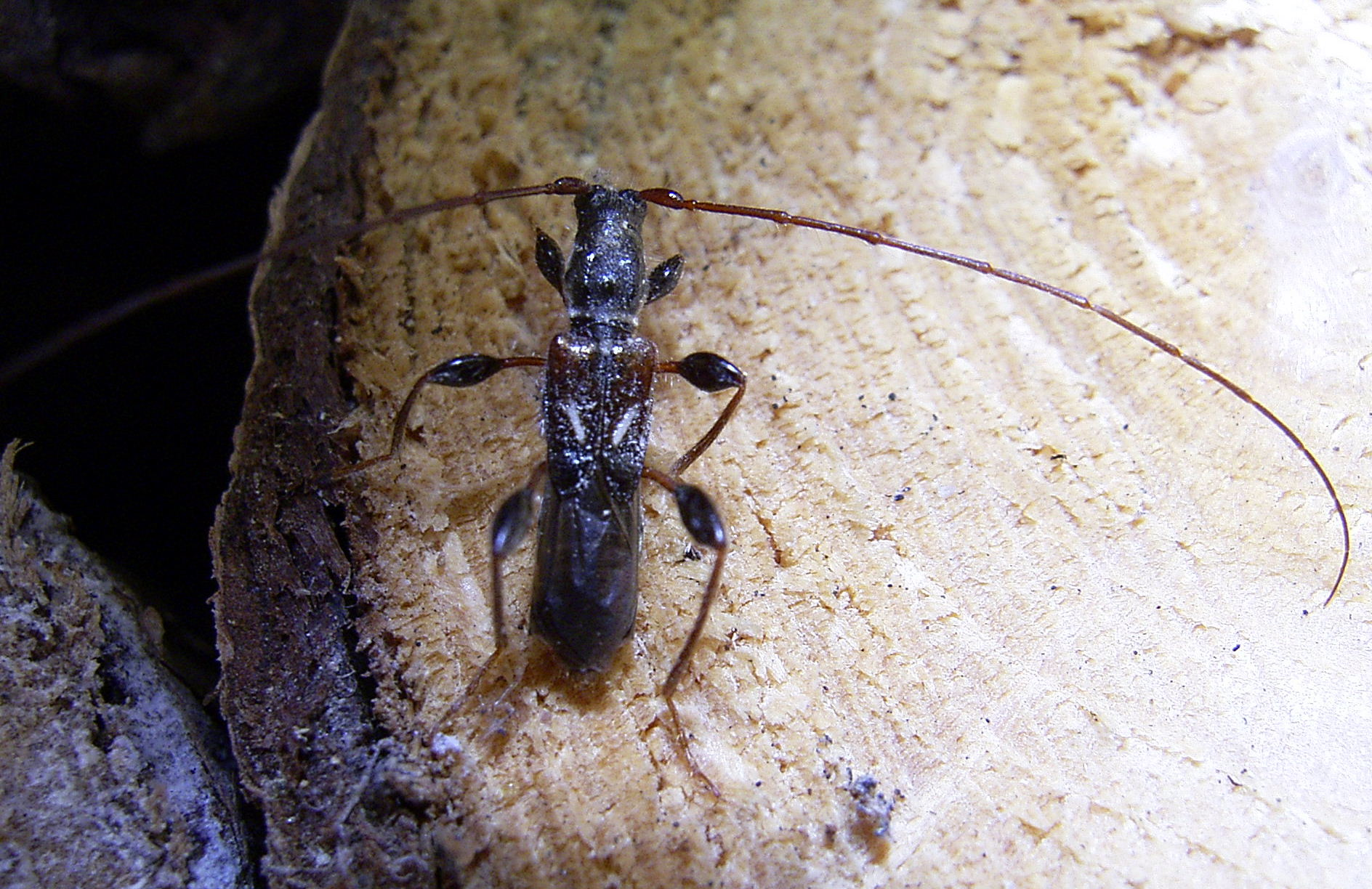
Molorchus minor (Linnaeus, 1758)

## Moneilema

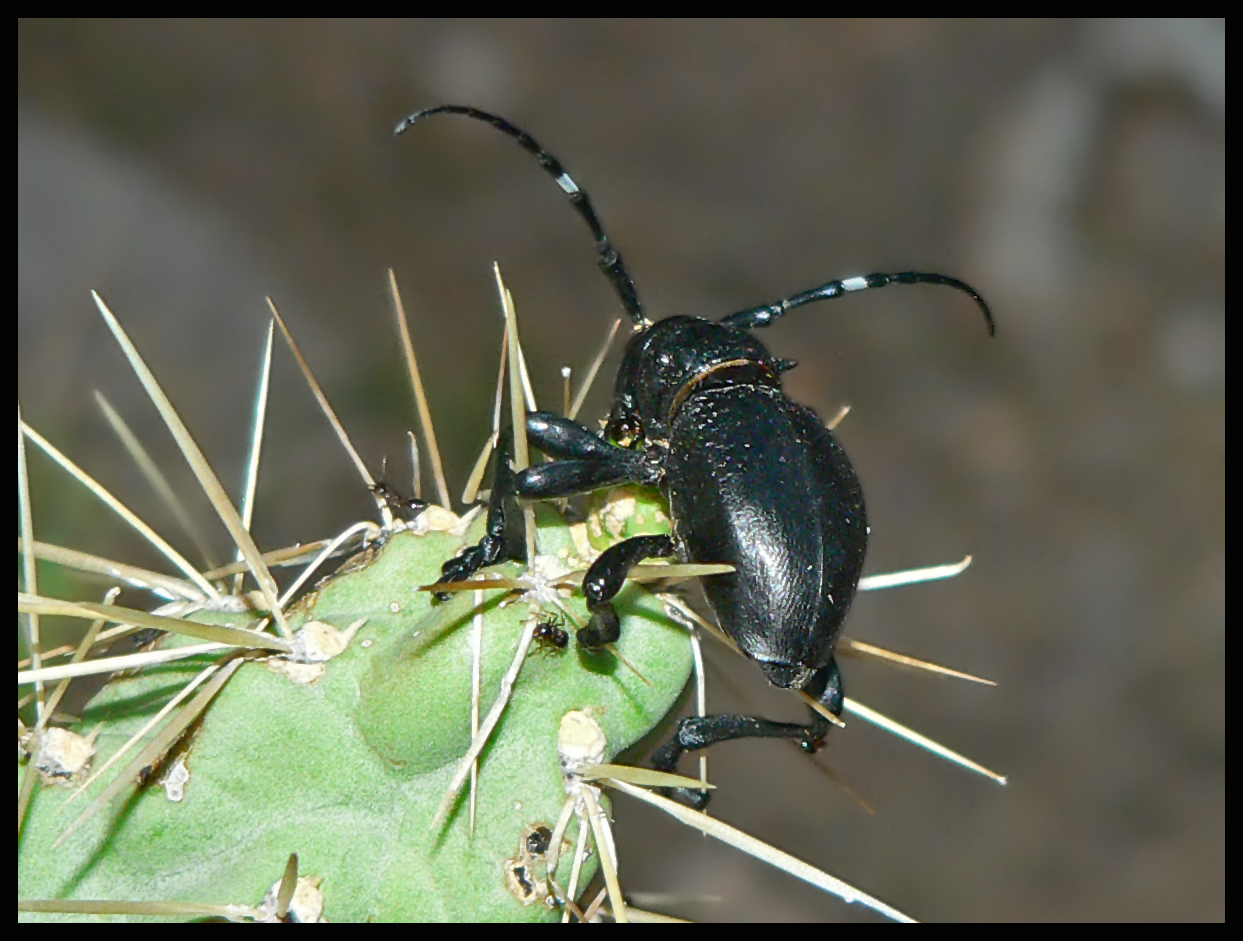
Moneilema gigas LeConte, 1873

## Monochamus

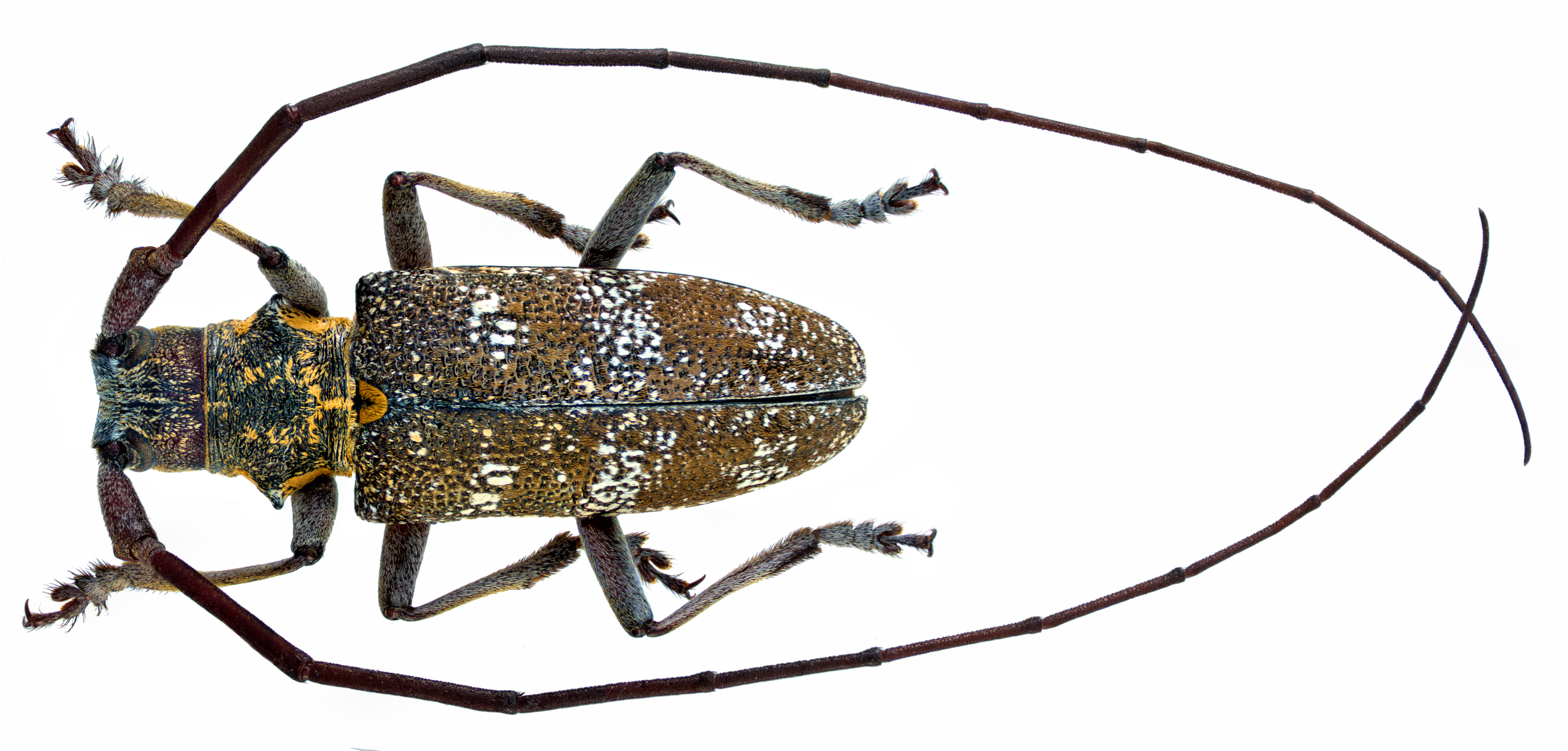
Monochamus galloprovincialis (Olivier, 1795) mâle
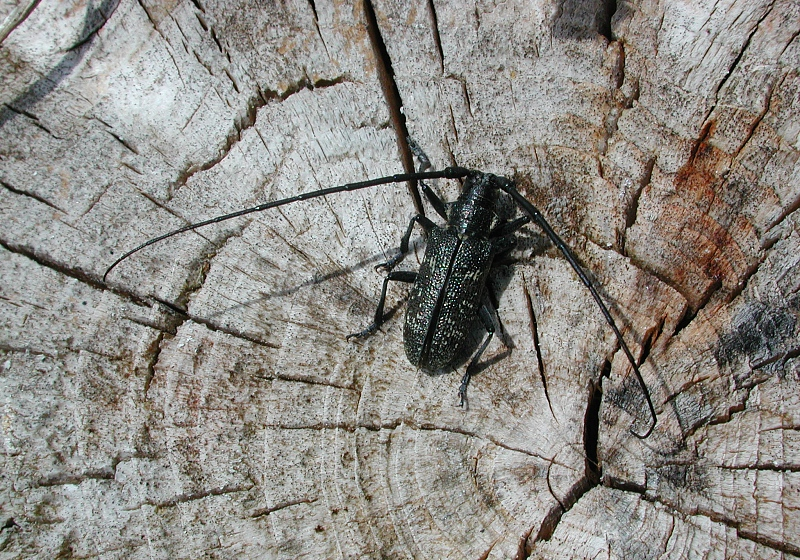
Monochamus sartor (Fabricius, 1787) mâle
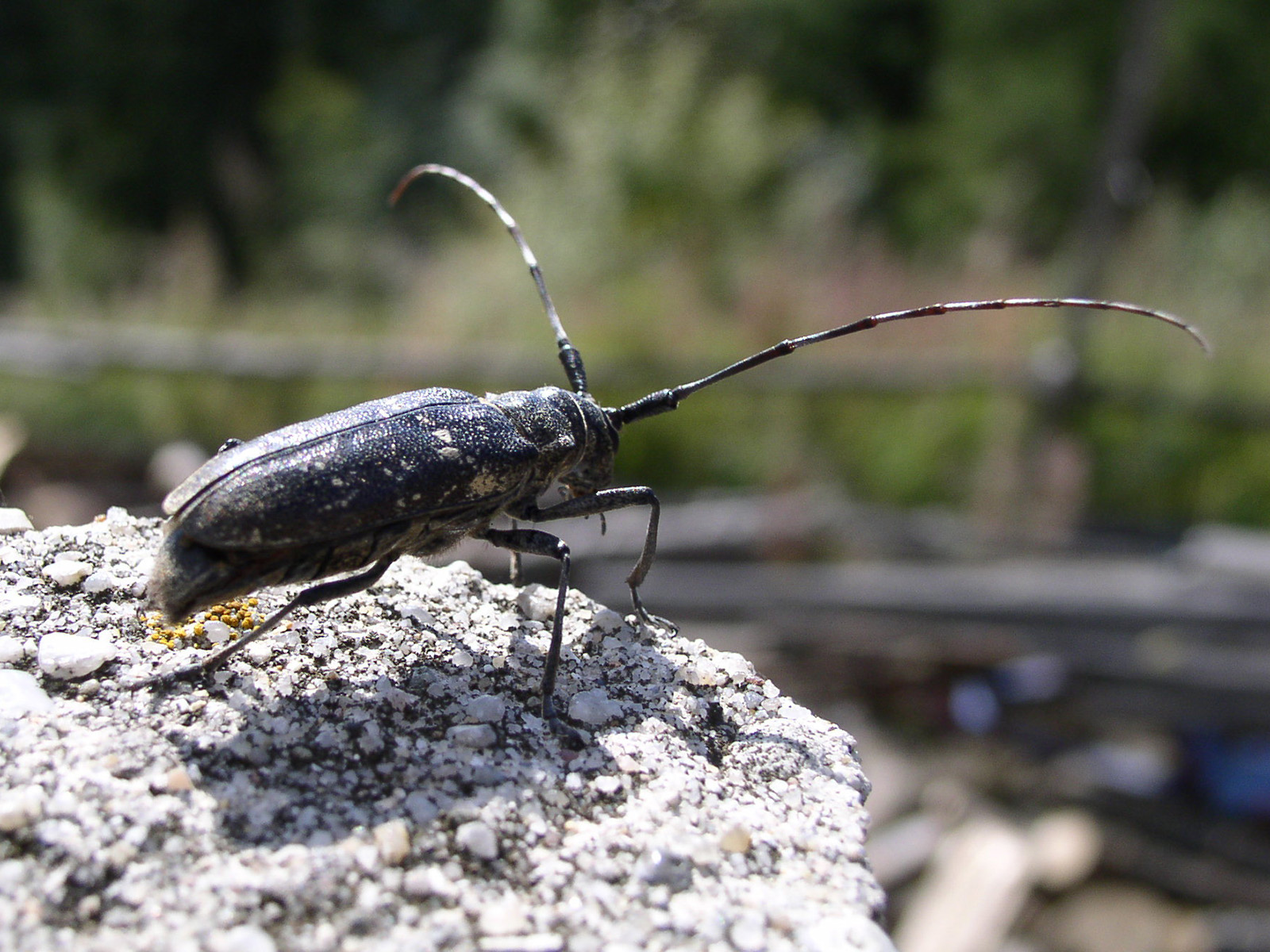
Monochamus sartor (Fabricius, 1787) femelle
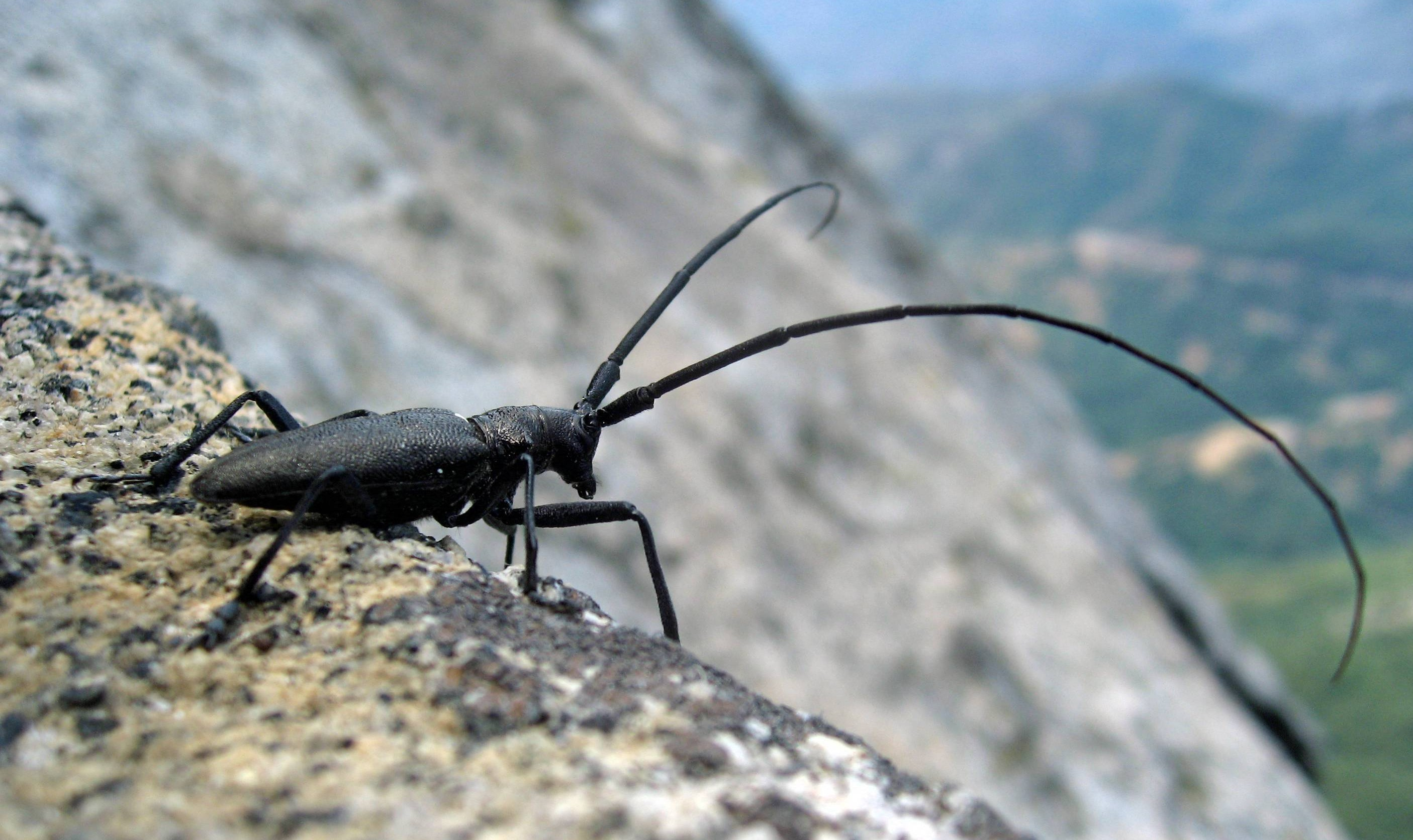
Monochamus scutellatus (Say, 1824)
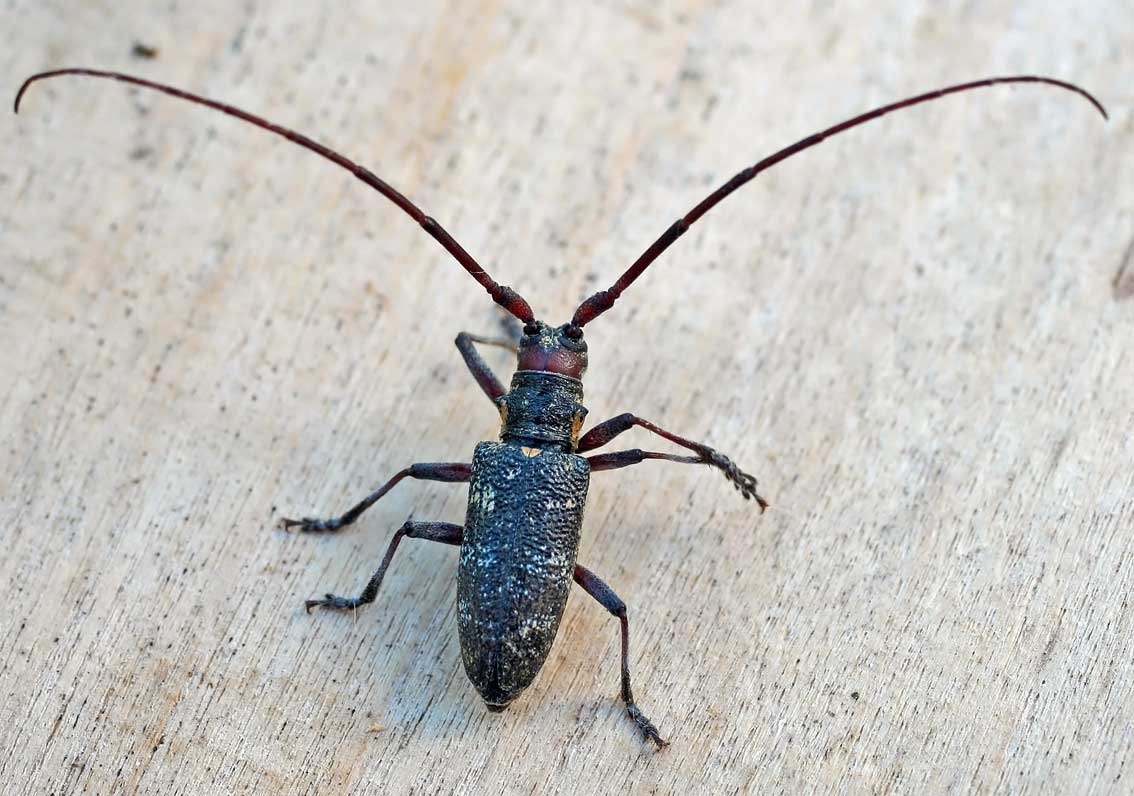
Monochamus sutor (Linnaeus, 1758) mâle

## Morimus

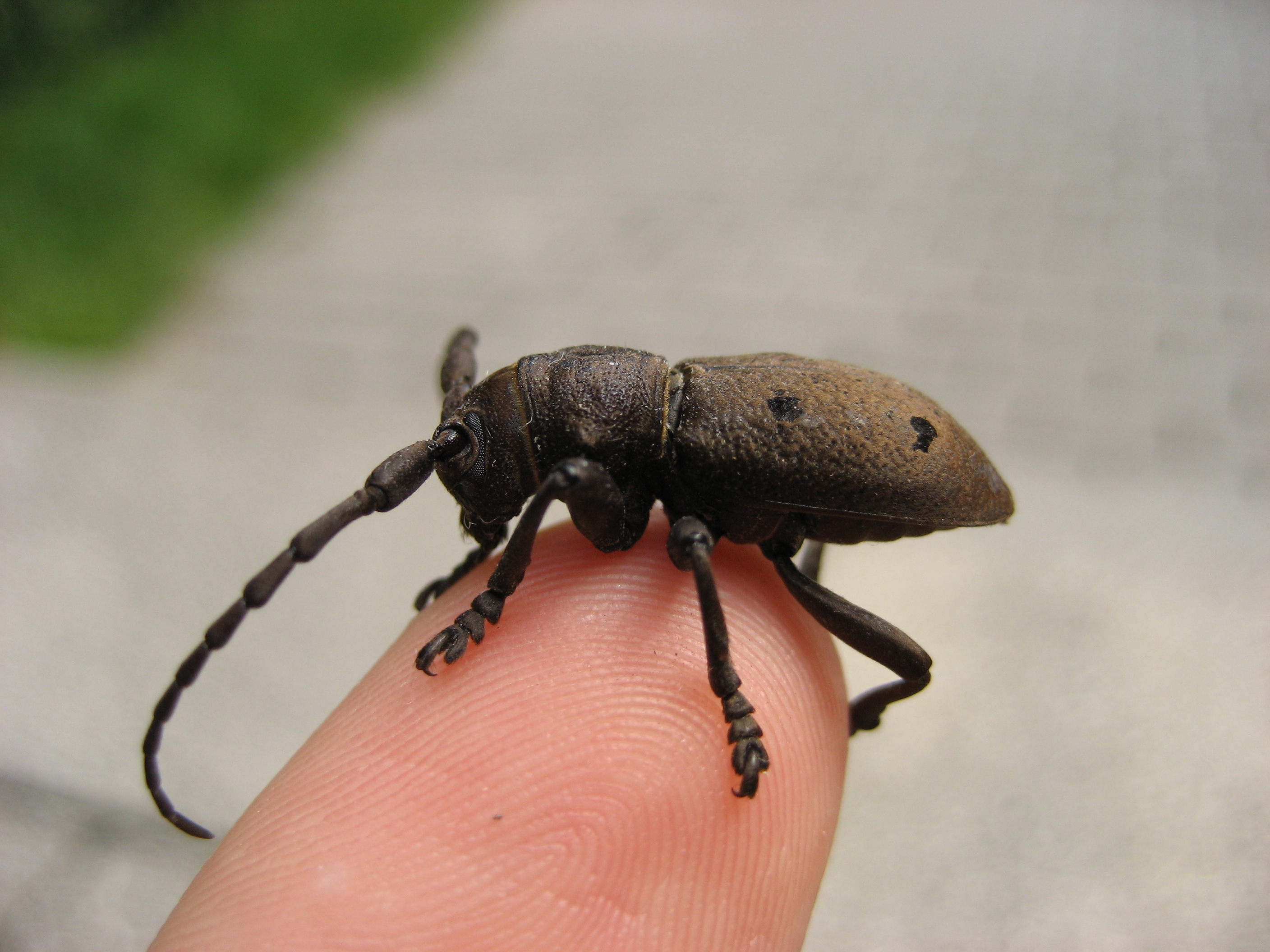
Morimus asper (Sulzer, 1776)

## Musaria

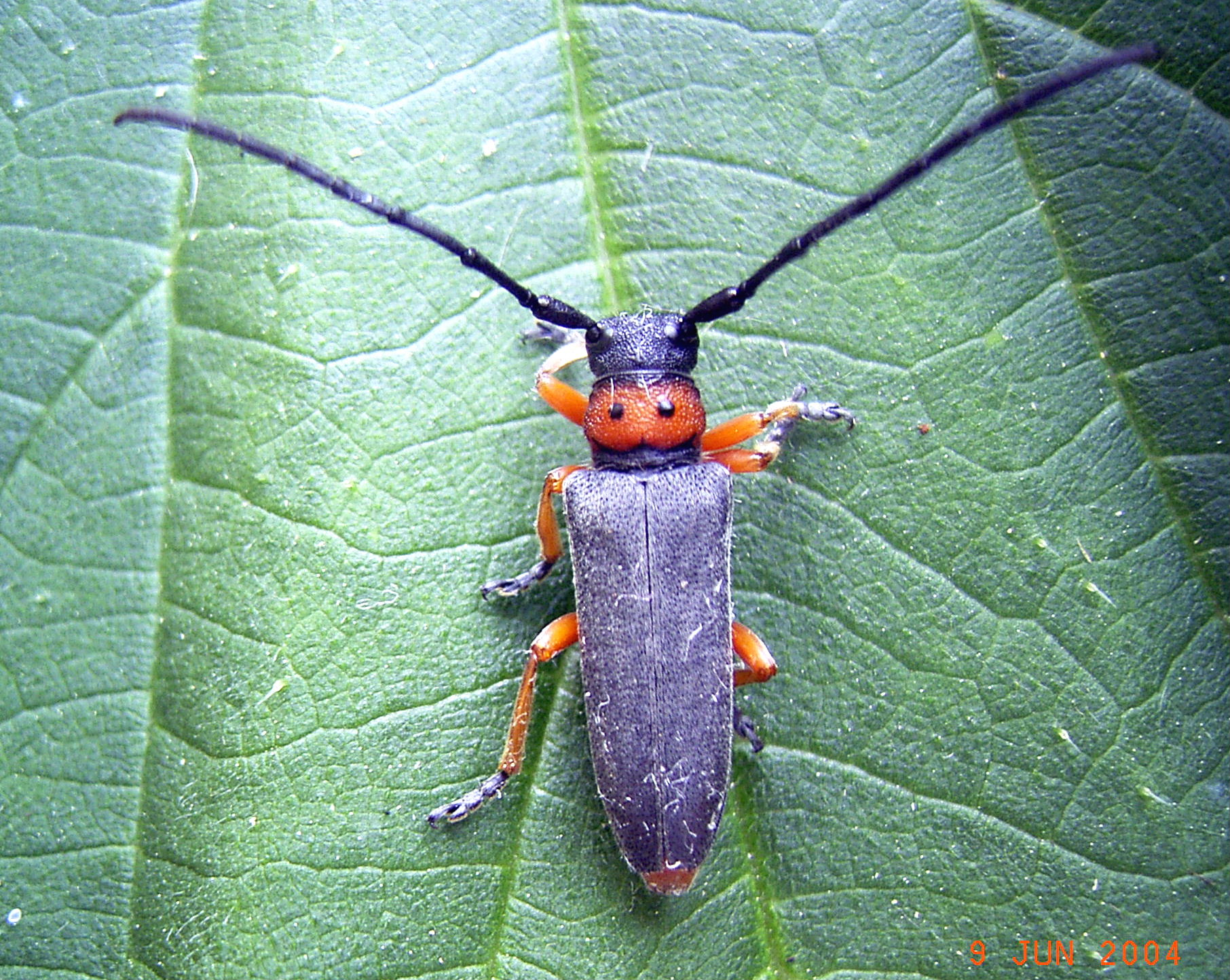
Musaria affinis (Harrer 1784)

## Necydalis

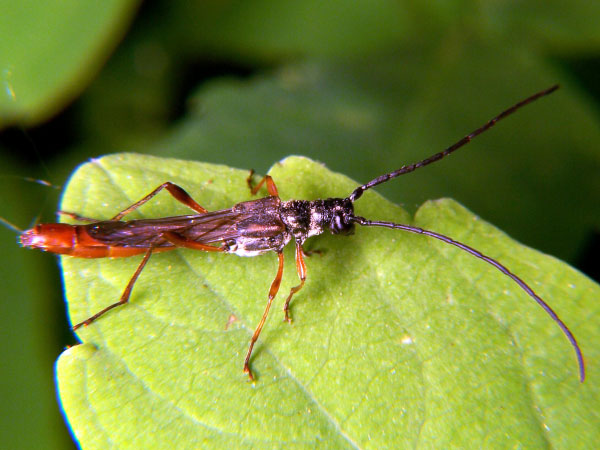
Necydalis mellita (Say, 1835)

## Oberea

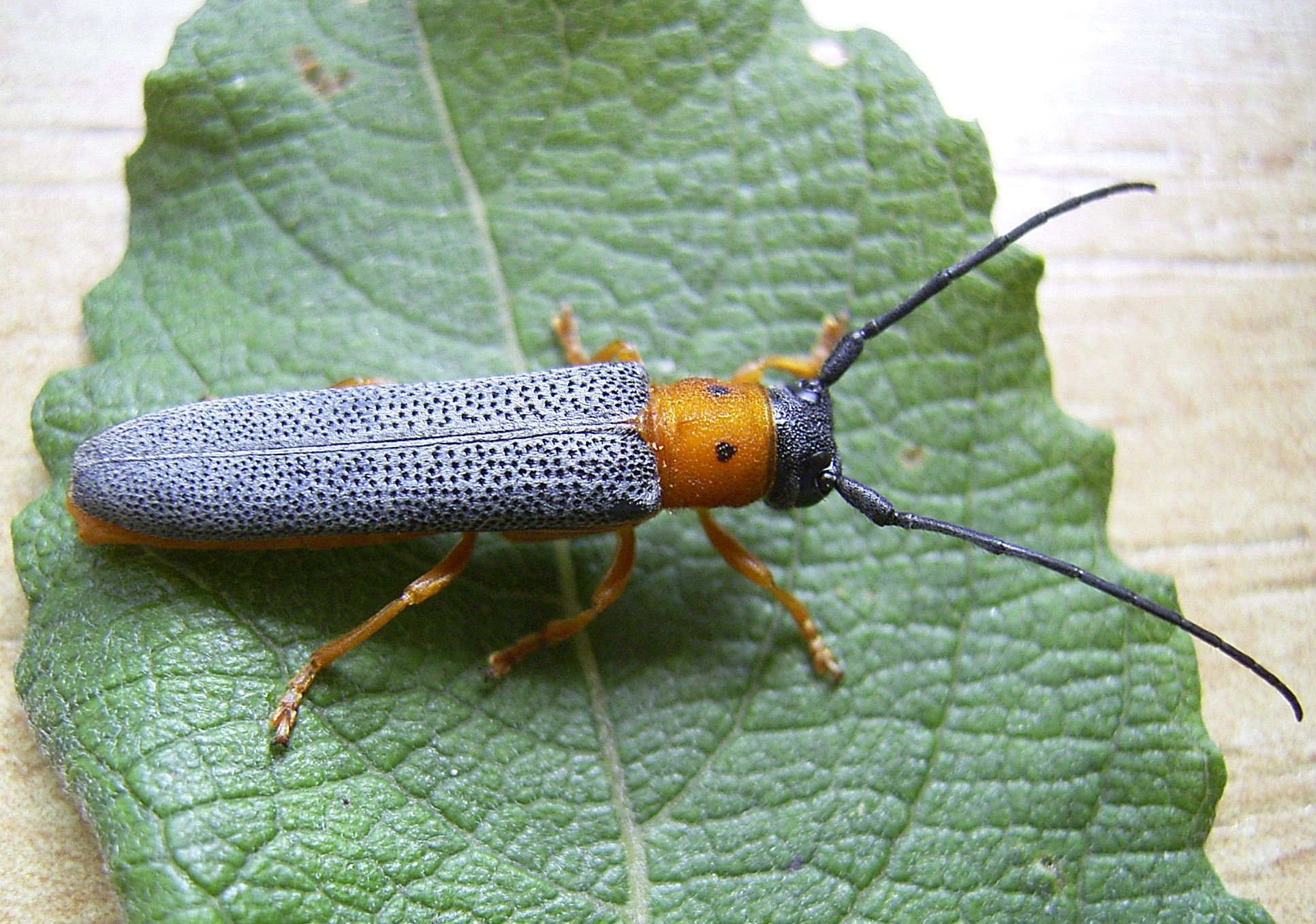
Oberea oculata (Linnaeus, 1758)

## Opsilia

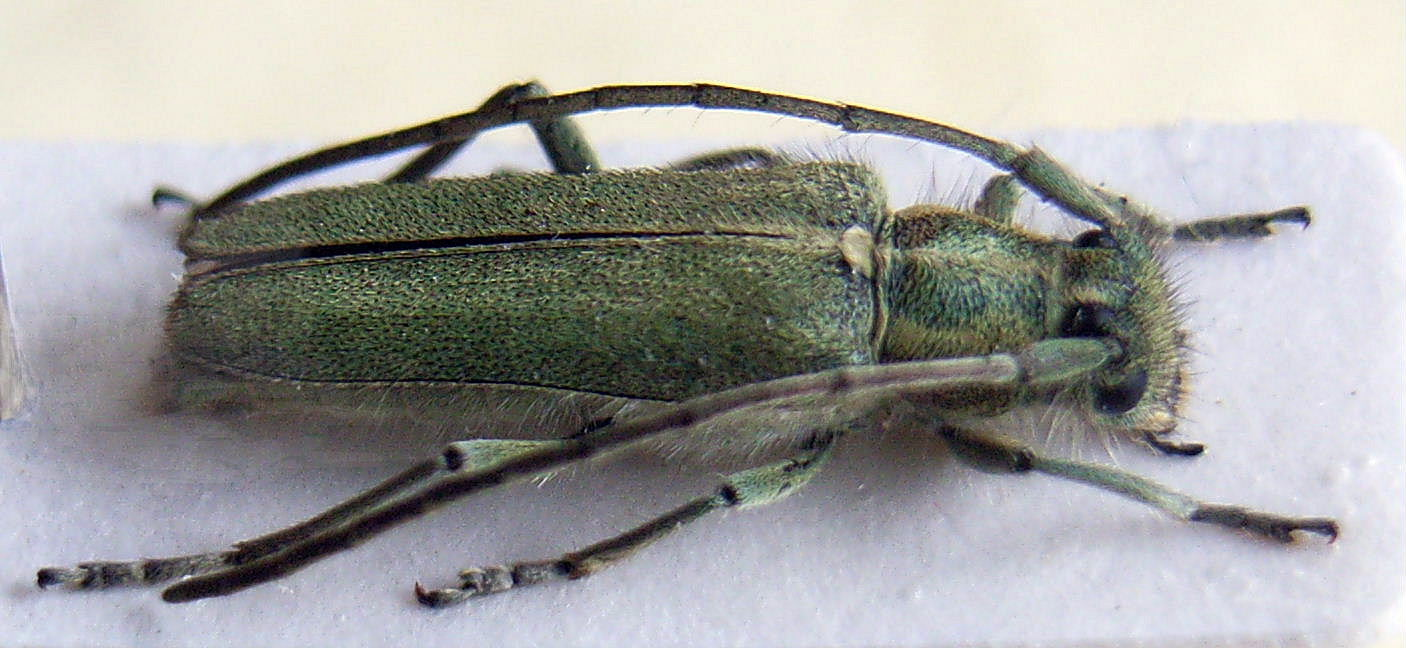
Opsilia coerulescens (Scopoli 1763)

## Oreodera

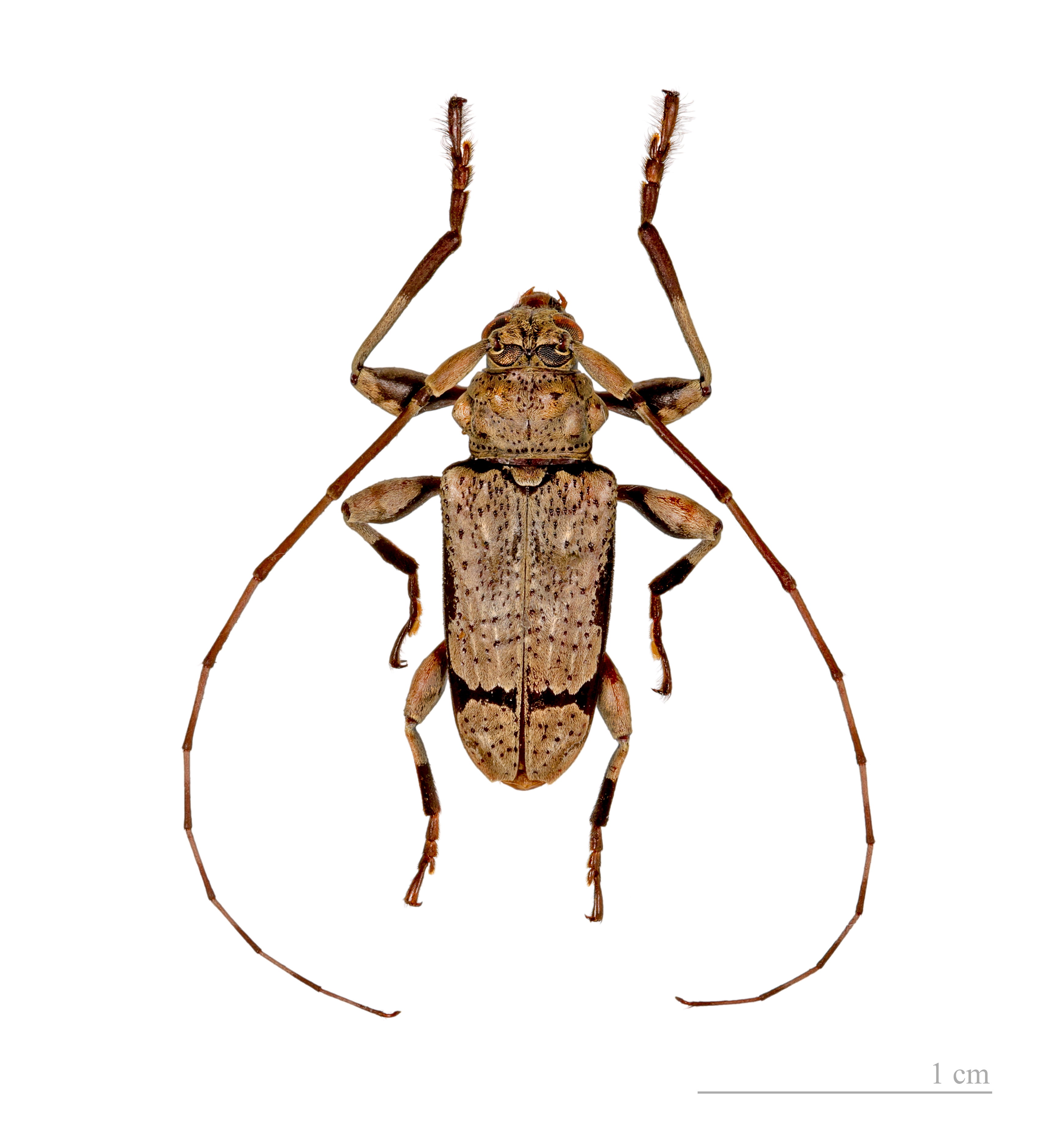
Oreodera paulista Muséum de Toulouse

## Oxymirus

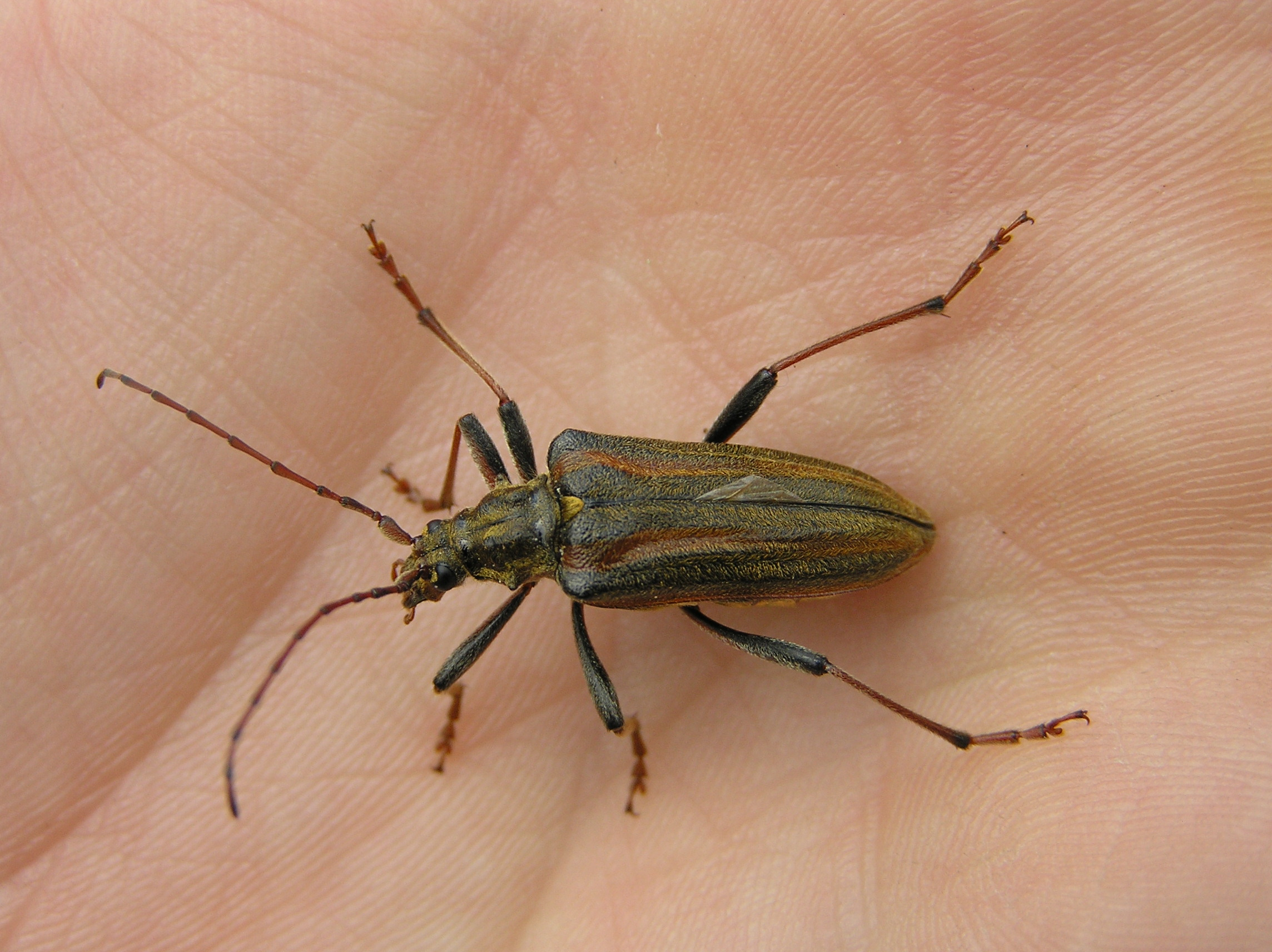
Oxymirus cursor Linnaeus, 1758

## Pachyta

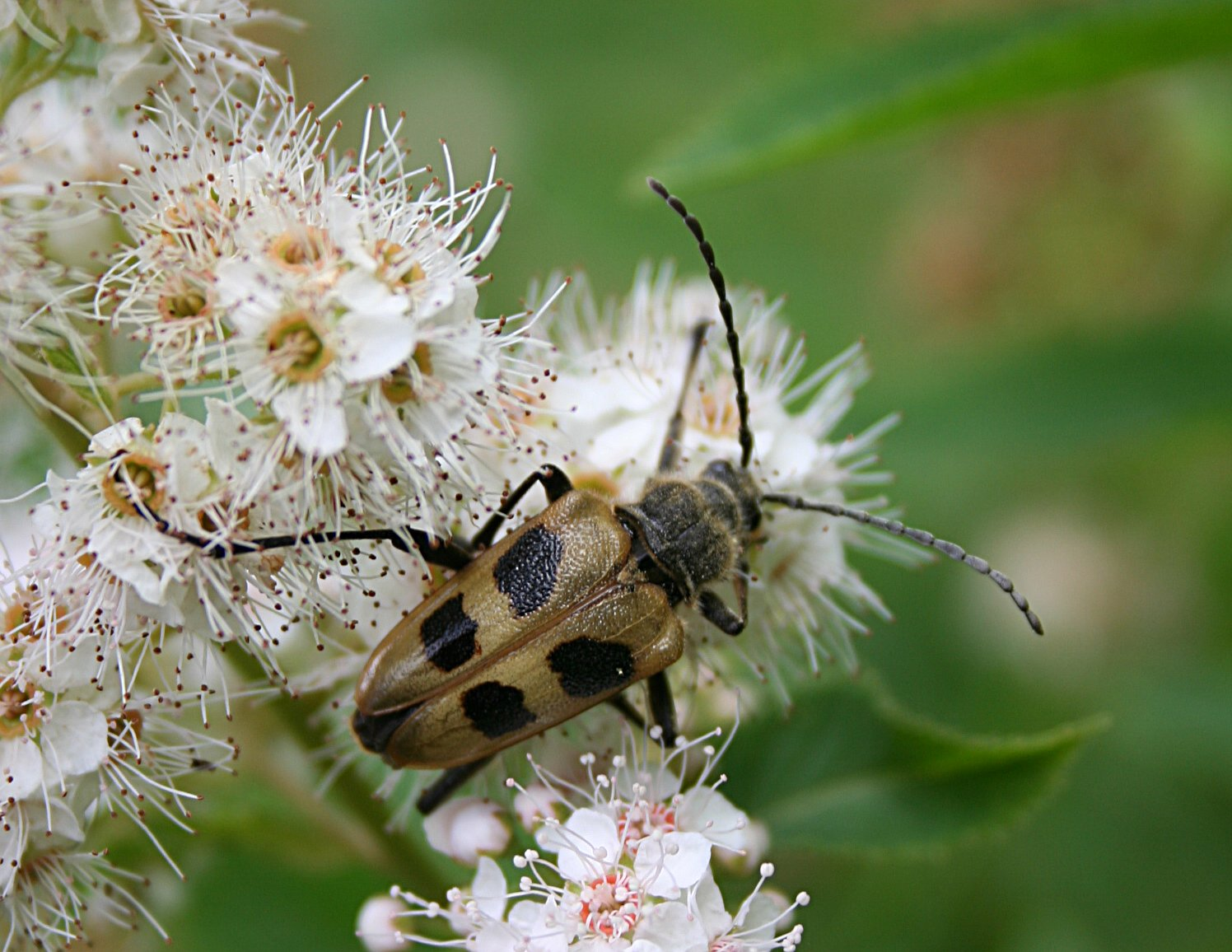
Pachyta quadrimaculata (Linnaeus, 1758)

## Paracorymbia

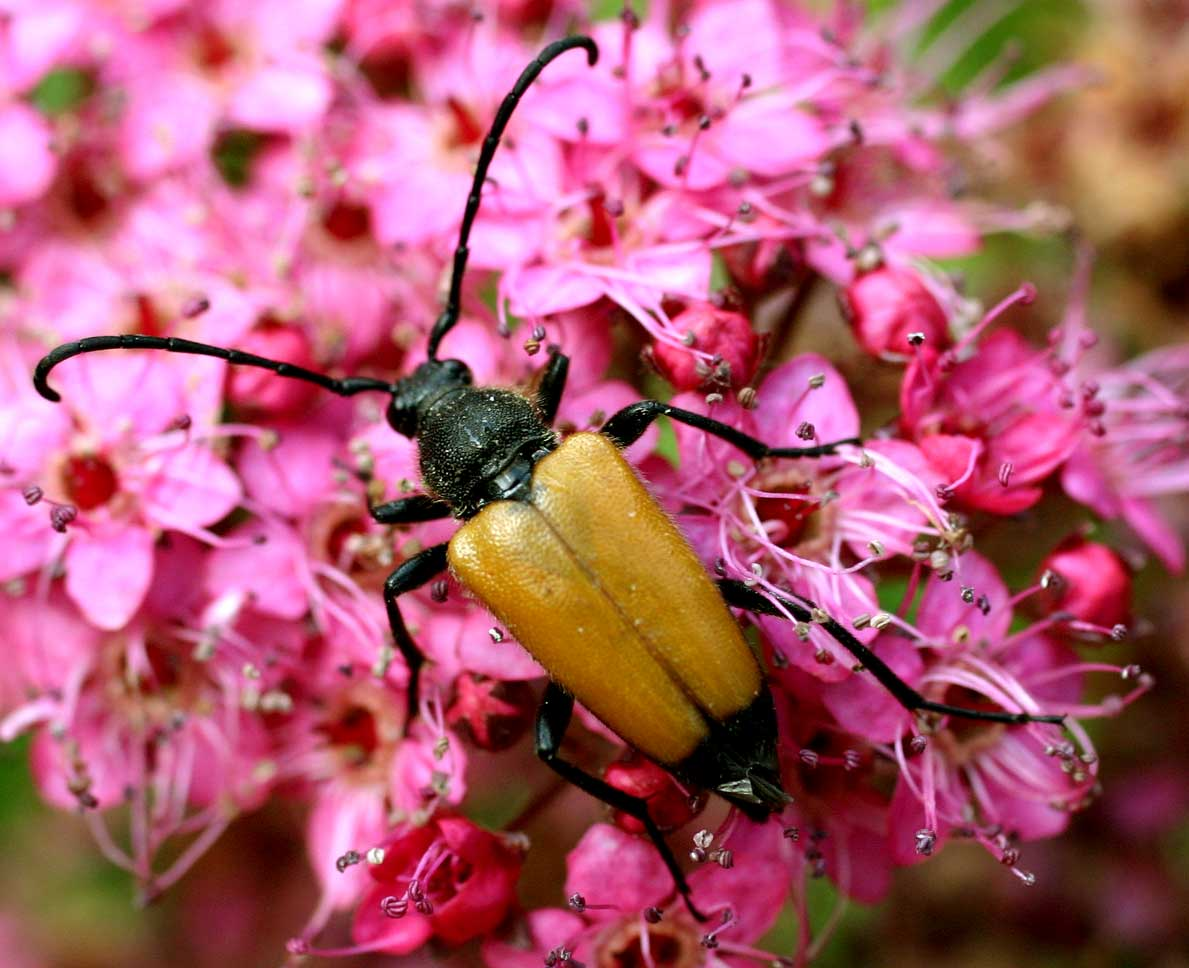
Paracorymbia fulva (De Geer, 1775)
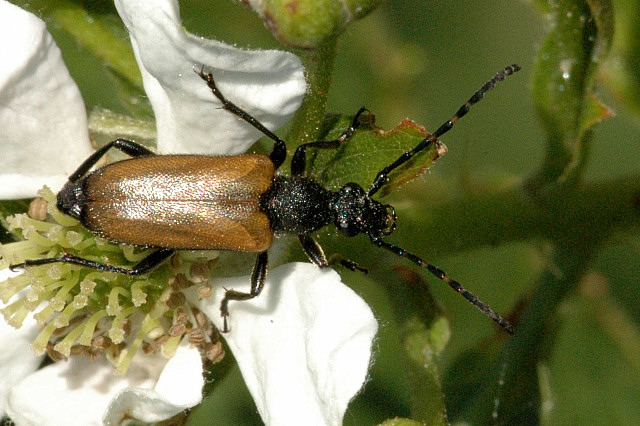
Paracorymbia maculicornis (De Geer, 1775)

## Paraglenea

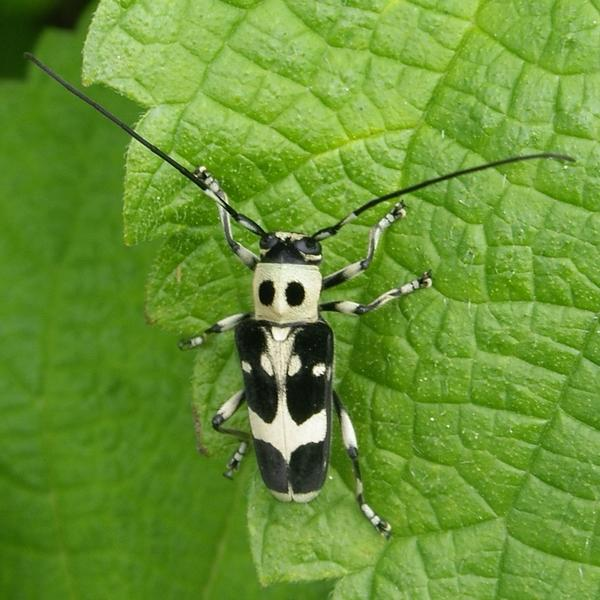
Paraglenea fortunei Saunders, 1853

## Parandra

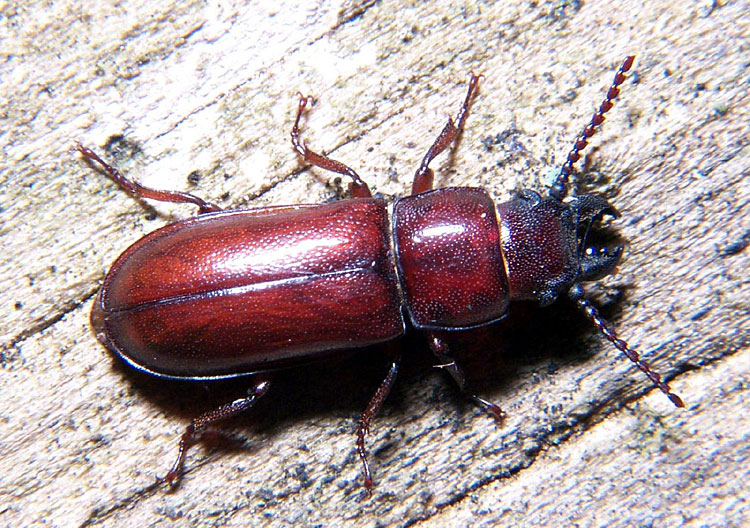
Parandra brunnea (Fabricius, 1779)

## Phymatodes

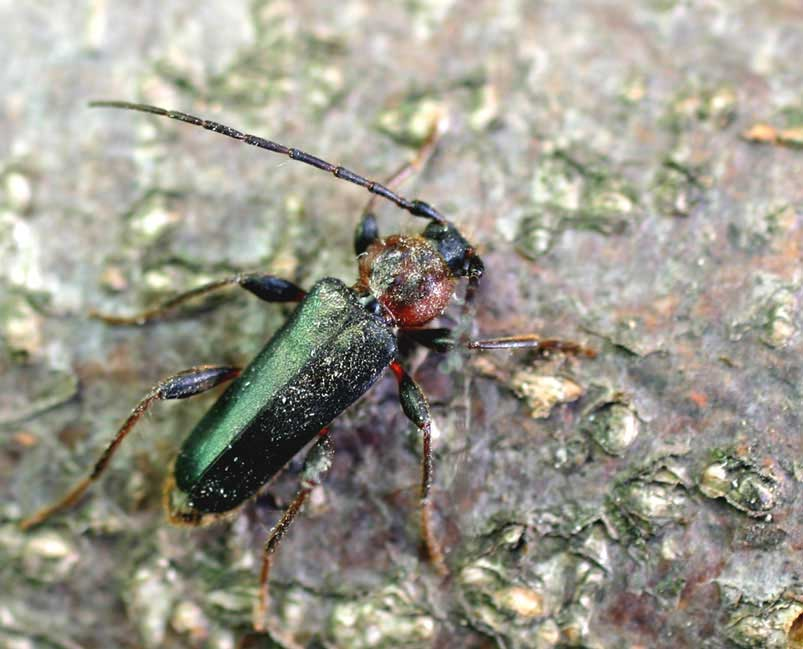
Phymatodes testaceus (Linnaeus, 1758)

## Phytoecia

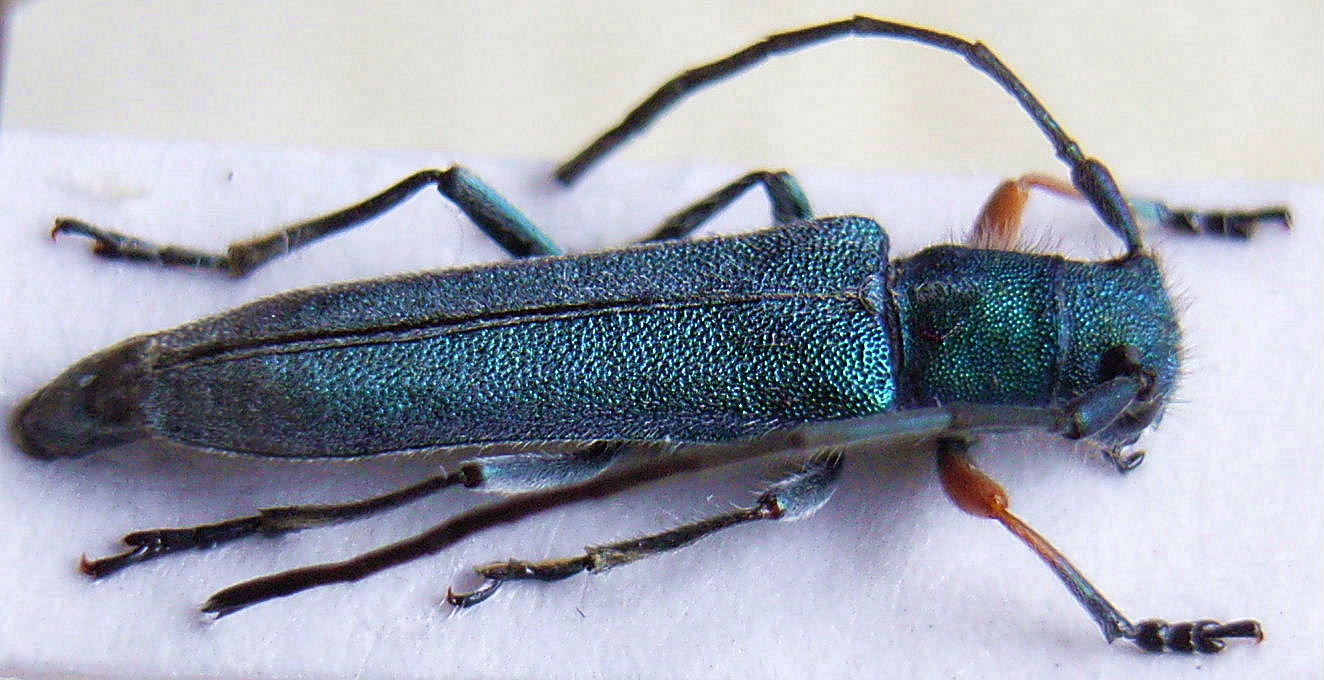
Phytoecia caerula (Scopoli, 1772)

## Pidonia

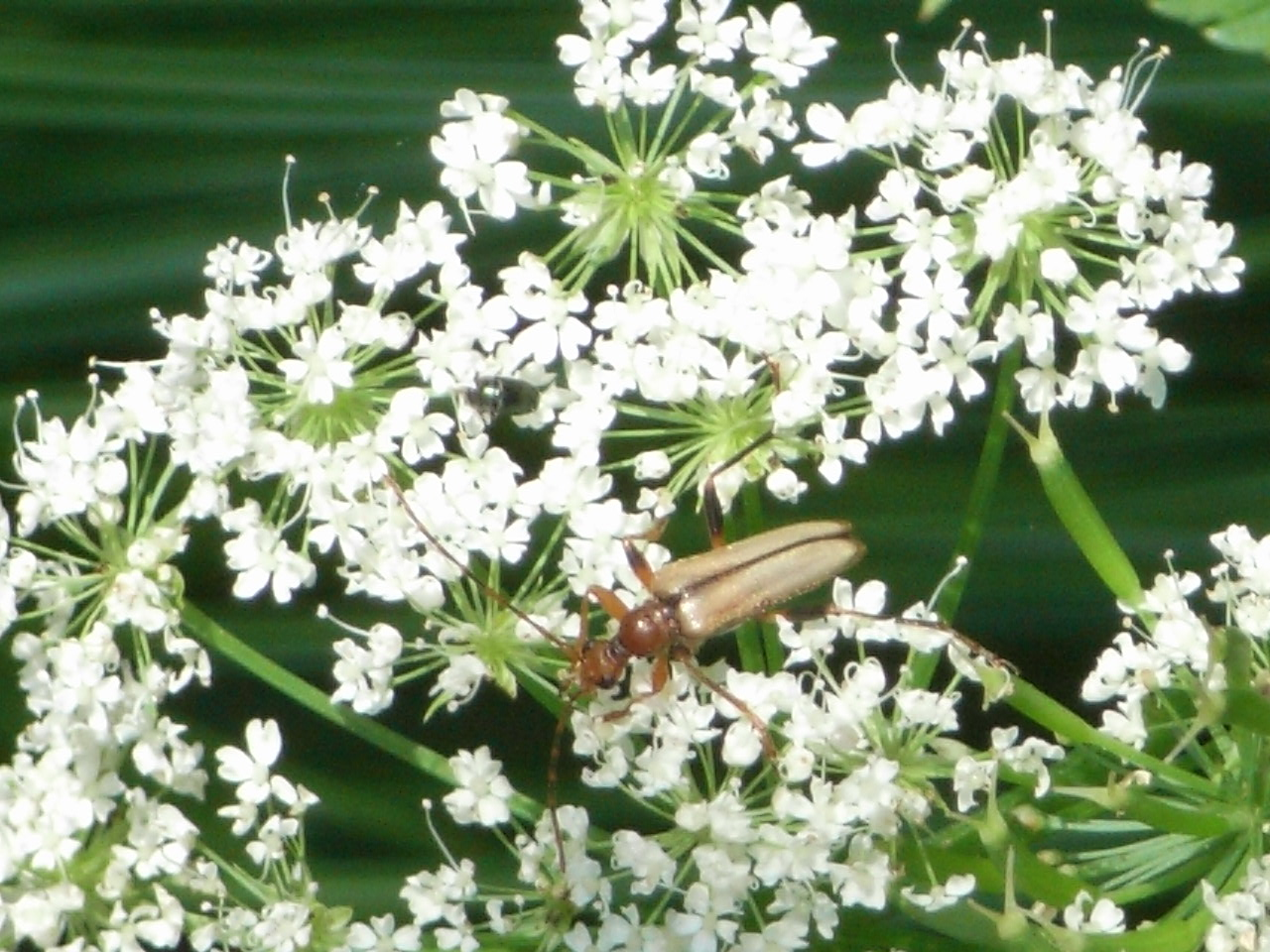
Pidonia lurida (Fabricius, 1792)

## Plocaederus

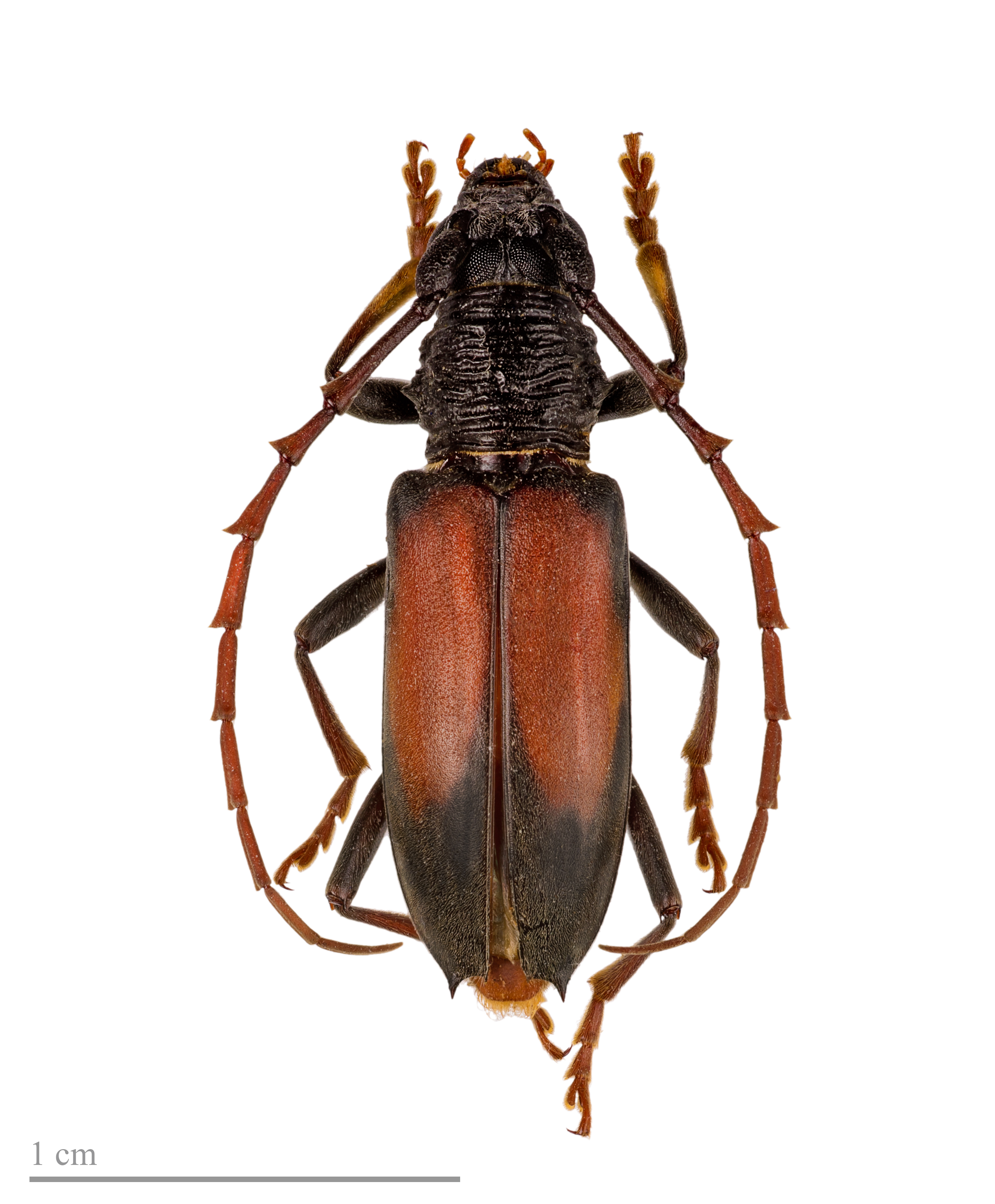
Plocaederus bipartitus Muséum de Toulouse

## Pogonocherus

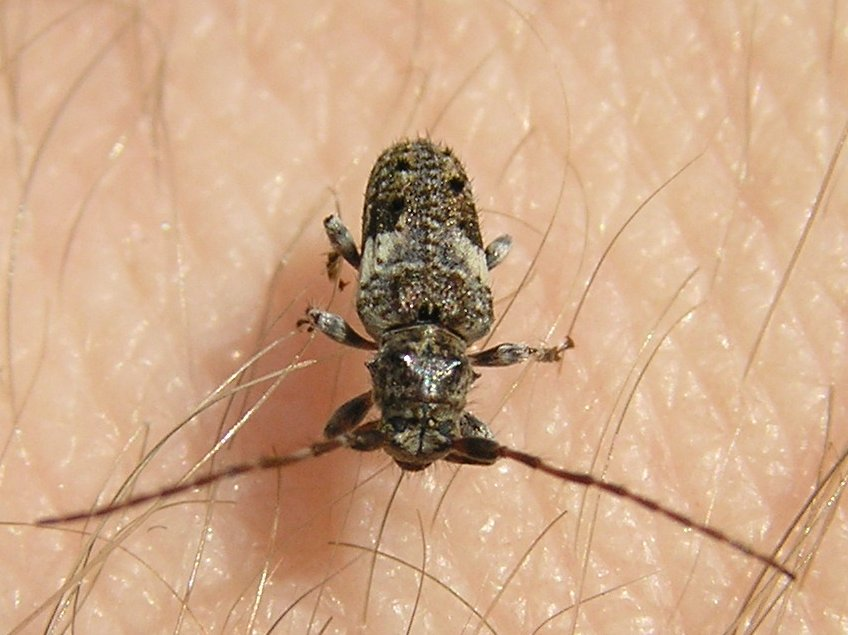
Pogonocherus fasciculatus (De Geer, 1775)
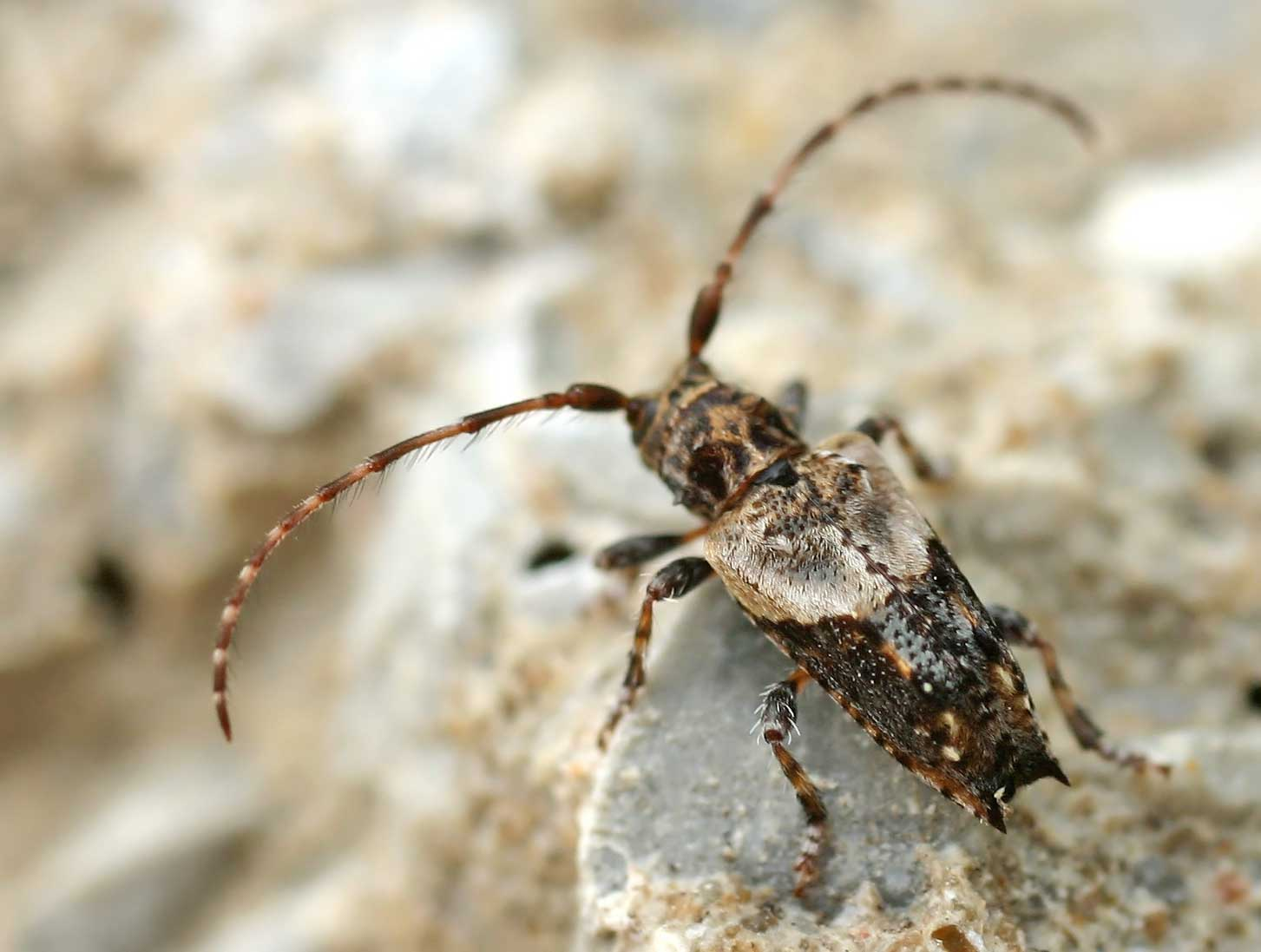
Pogonocherus hispidus (Linnaeus, 1758)

## Praxithea

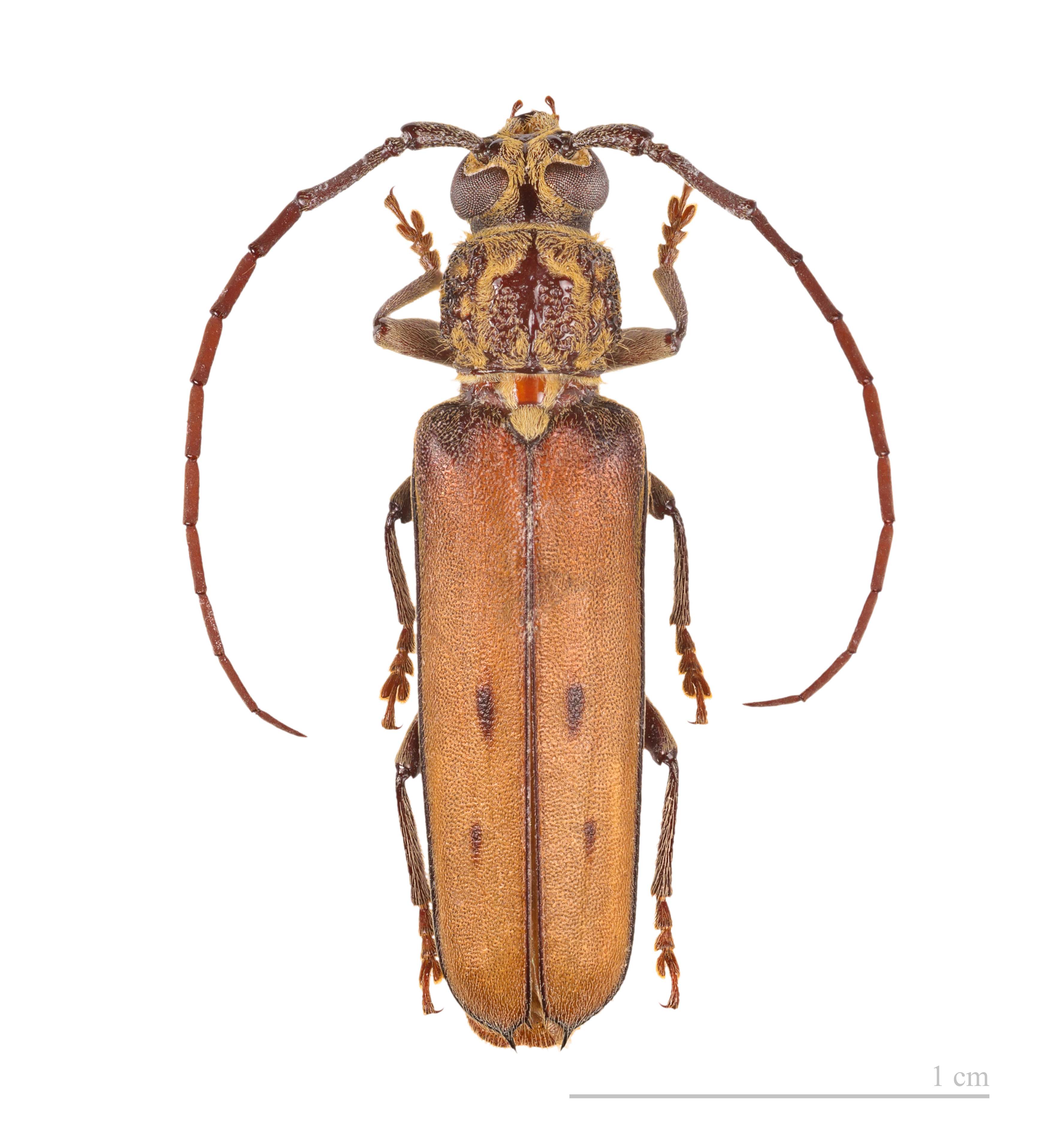
Praxithea travassosi Muséum de Toulouse

## Prionus

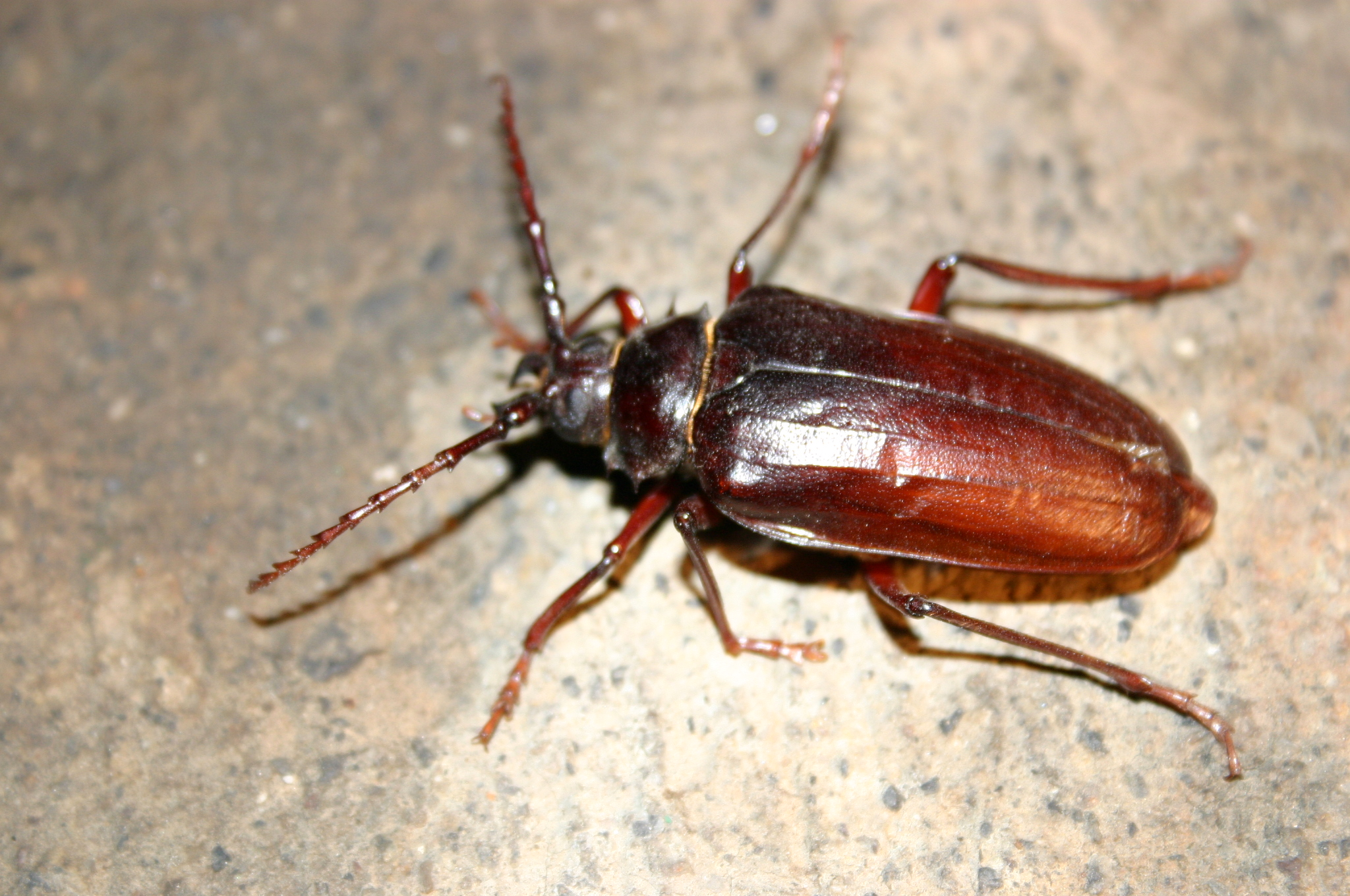
Prionus californicus Motschulsky, 1845

## Pseudovadonia

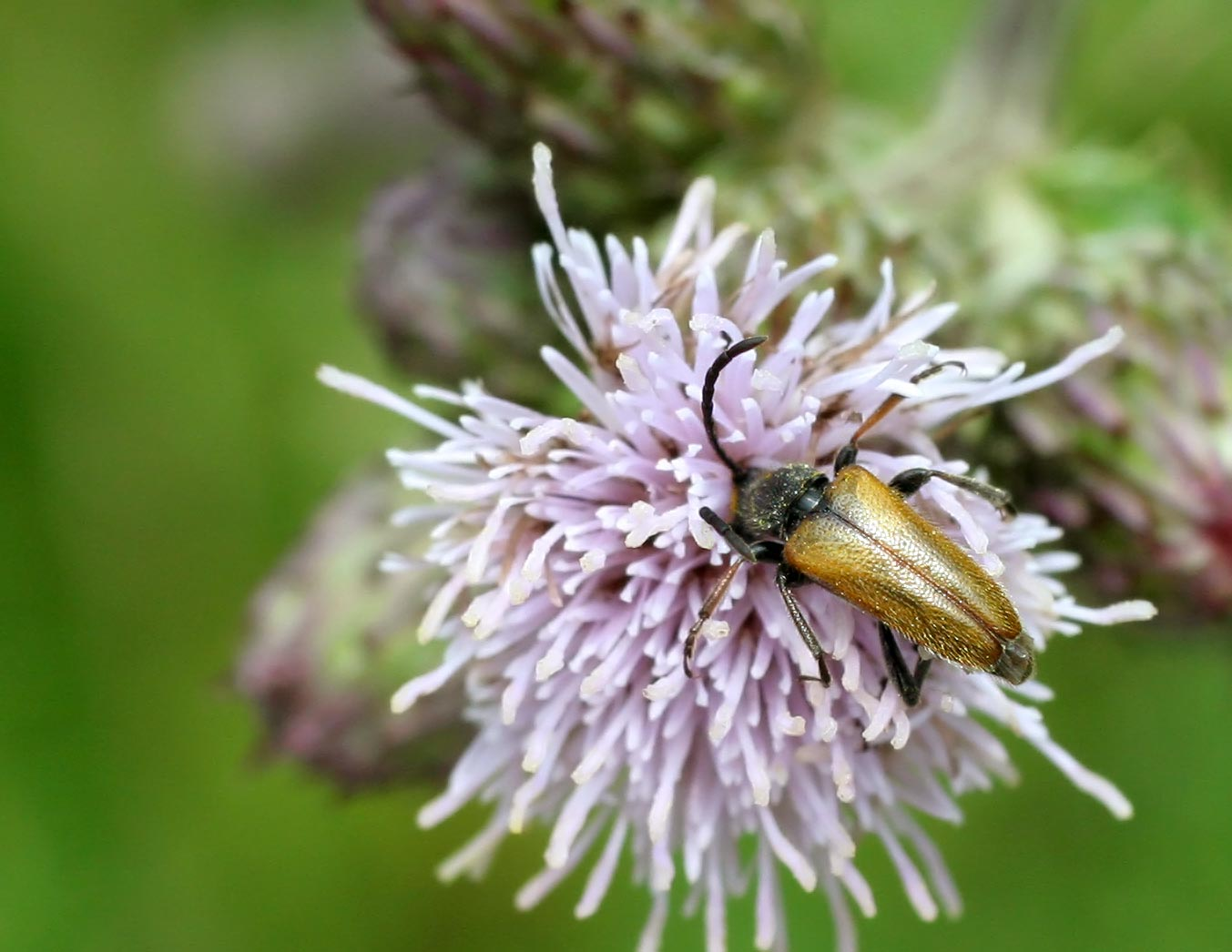
Pseudovadonia livida (Fabricius, 1776)

## Purpuricenus

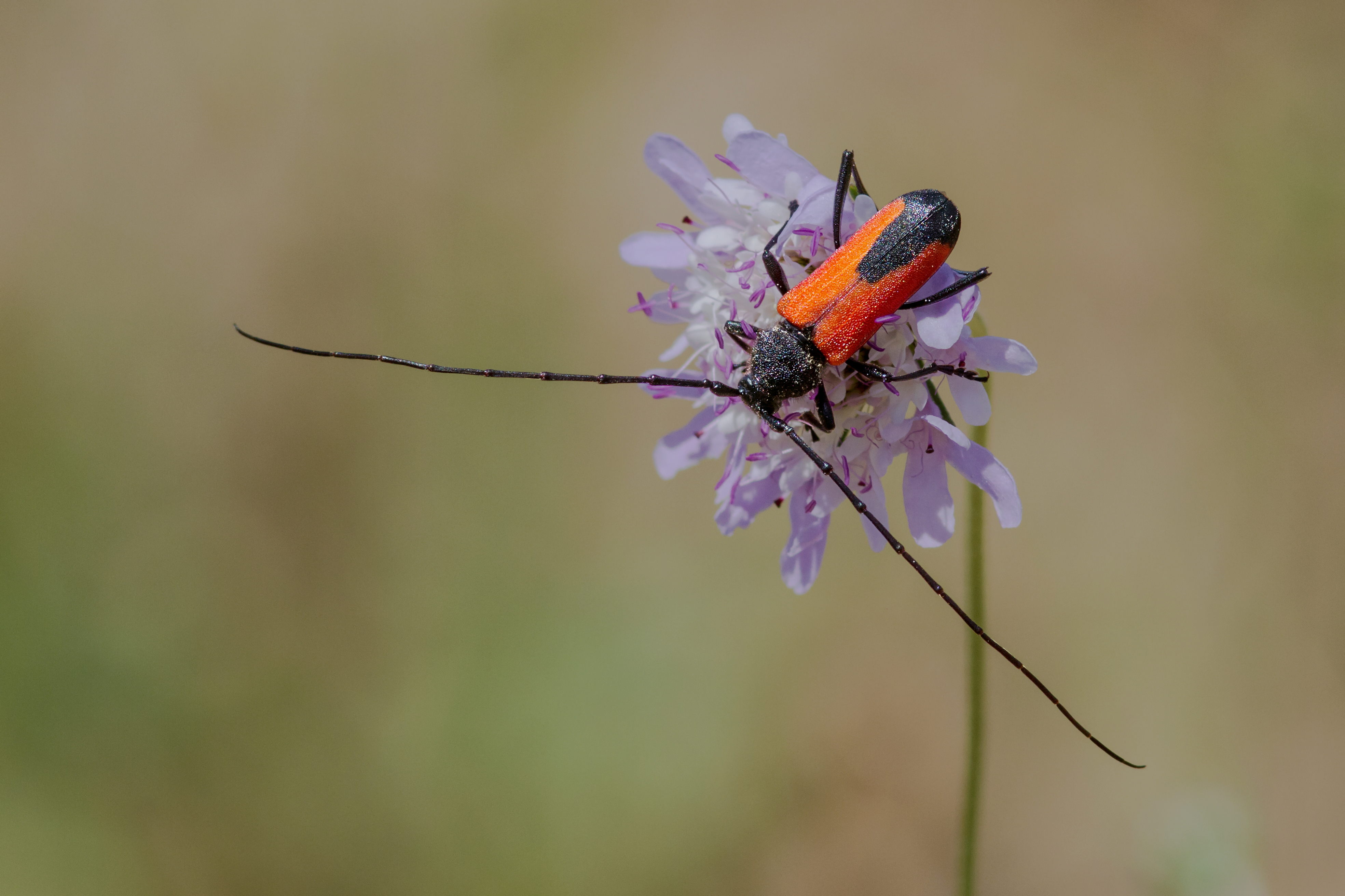
Purpuricenus budensis (Gotz, 1783)

## Physopleurus

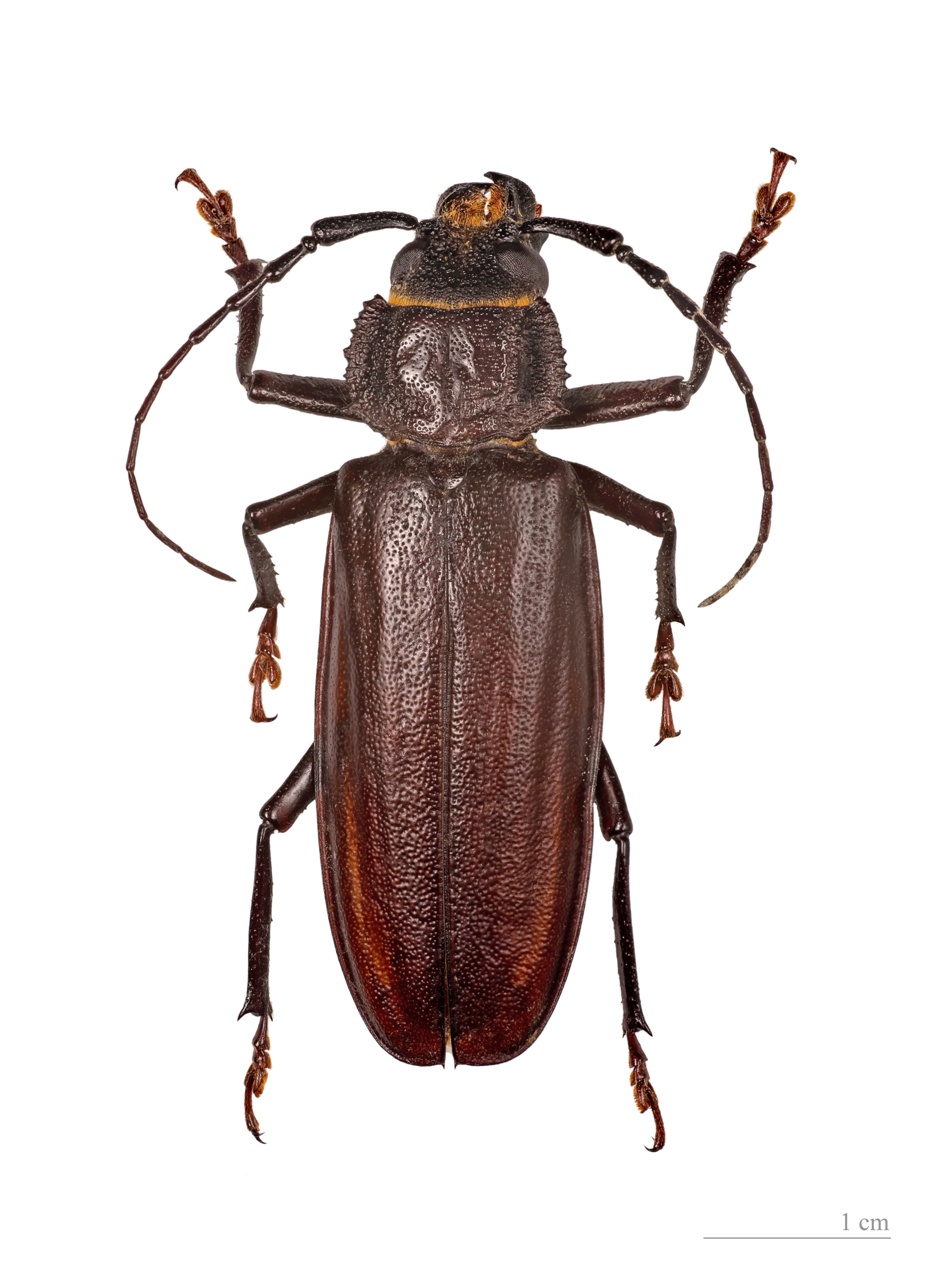
Physopleurus crassidens Muséum de Toulouse

## Pyrrhidium

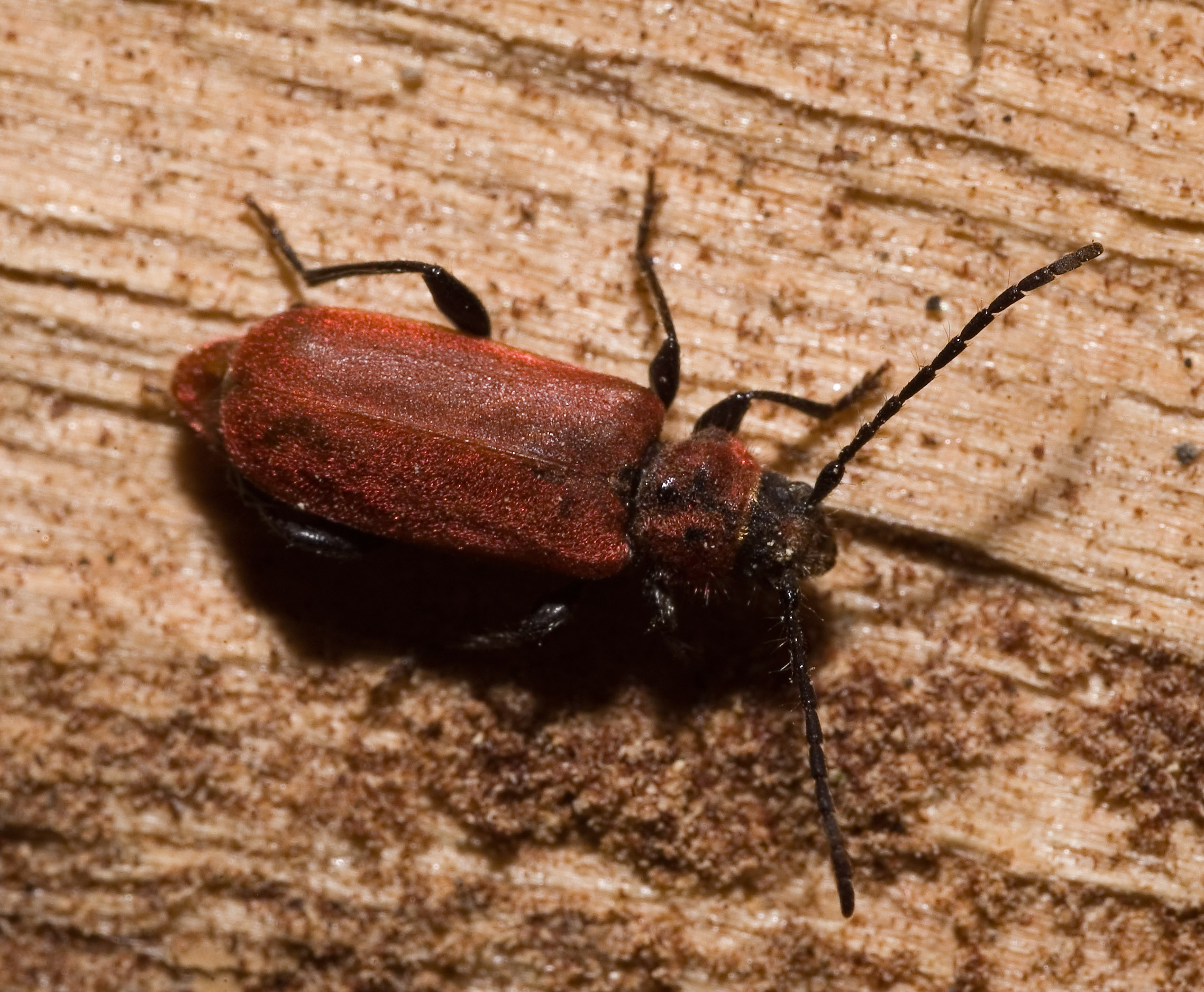
Pyrrhidium sanguineum (Linnaeus, 1758) Femelle

## Rhagium

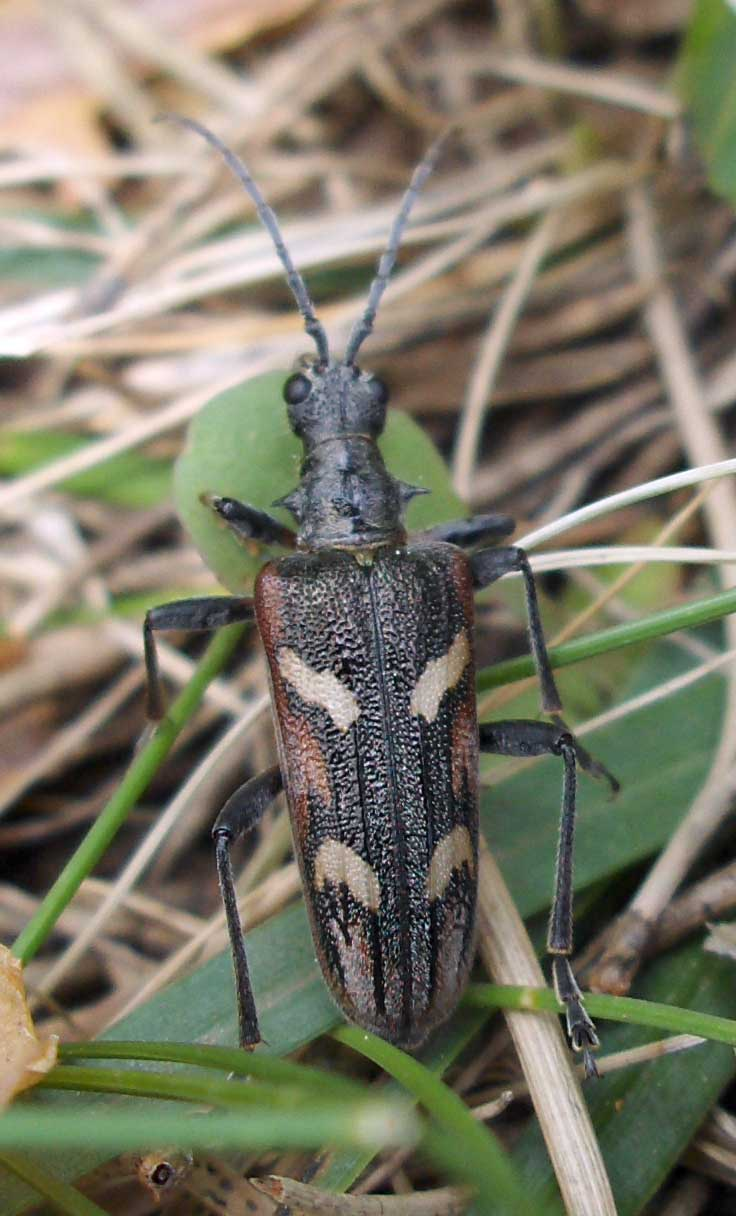
Rhagium (Hagrium) bifasciatum Fabricius, 1775
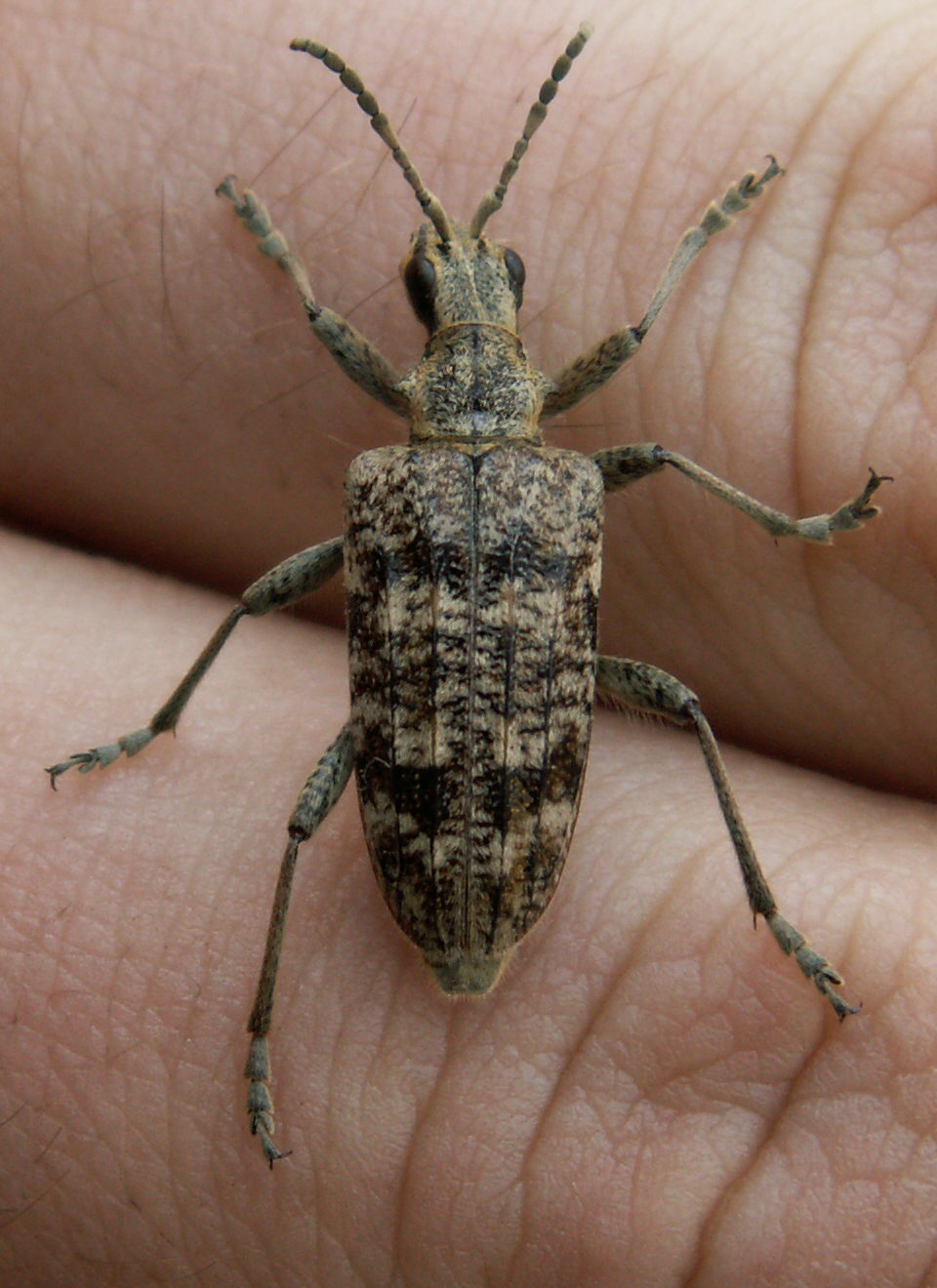
Rhagium (Rhagium) inquisitor Linnaeus, 1758
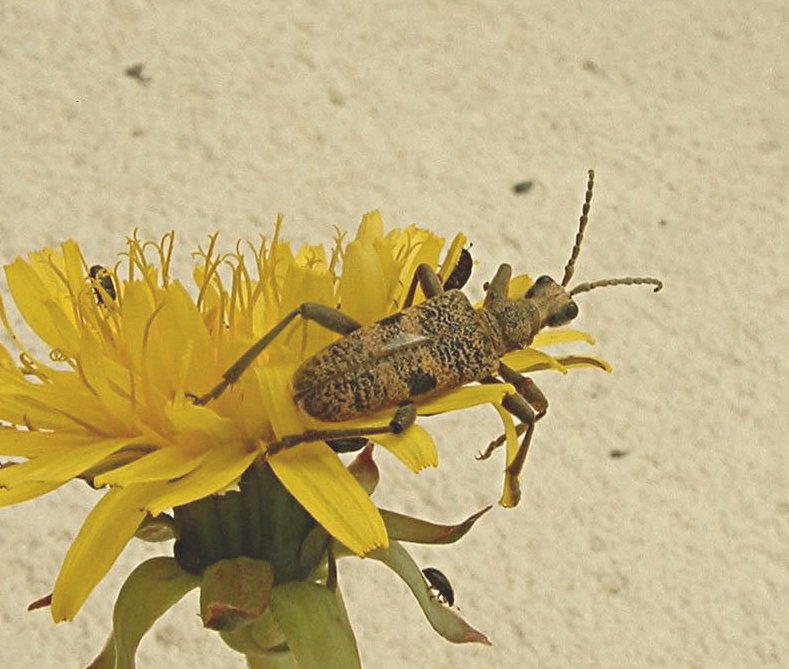
Rhagium (Megarhagium) mordax De Geer, 1775
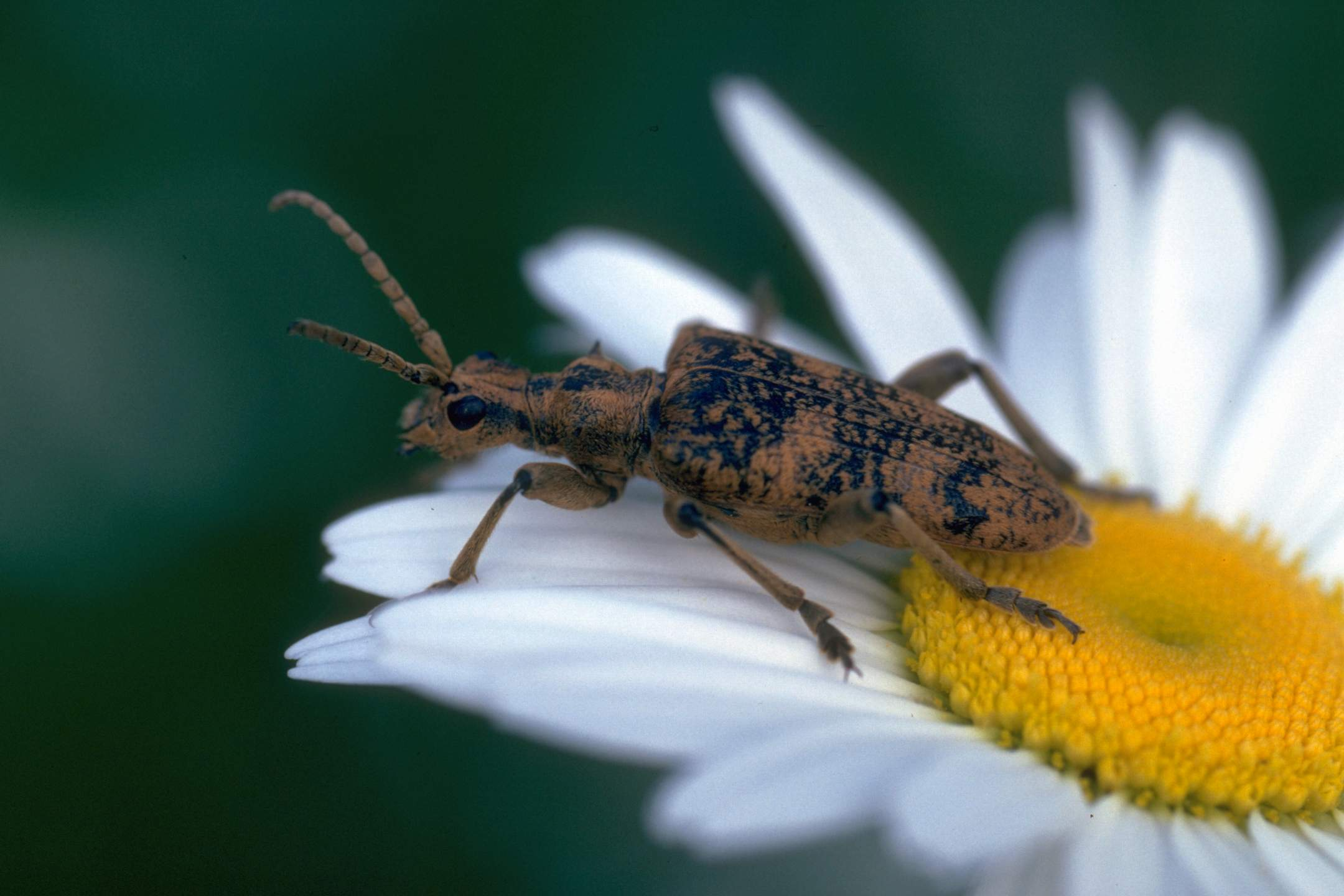
Rhagium (Rhagium) sycophanta (Schrank, 1781)

## Rosalia

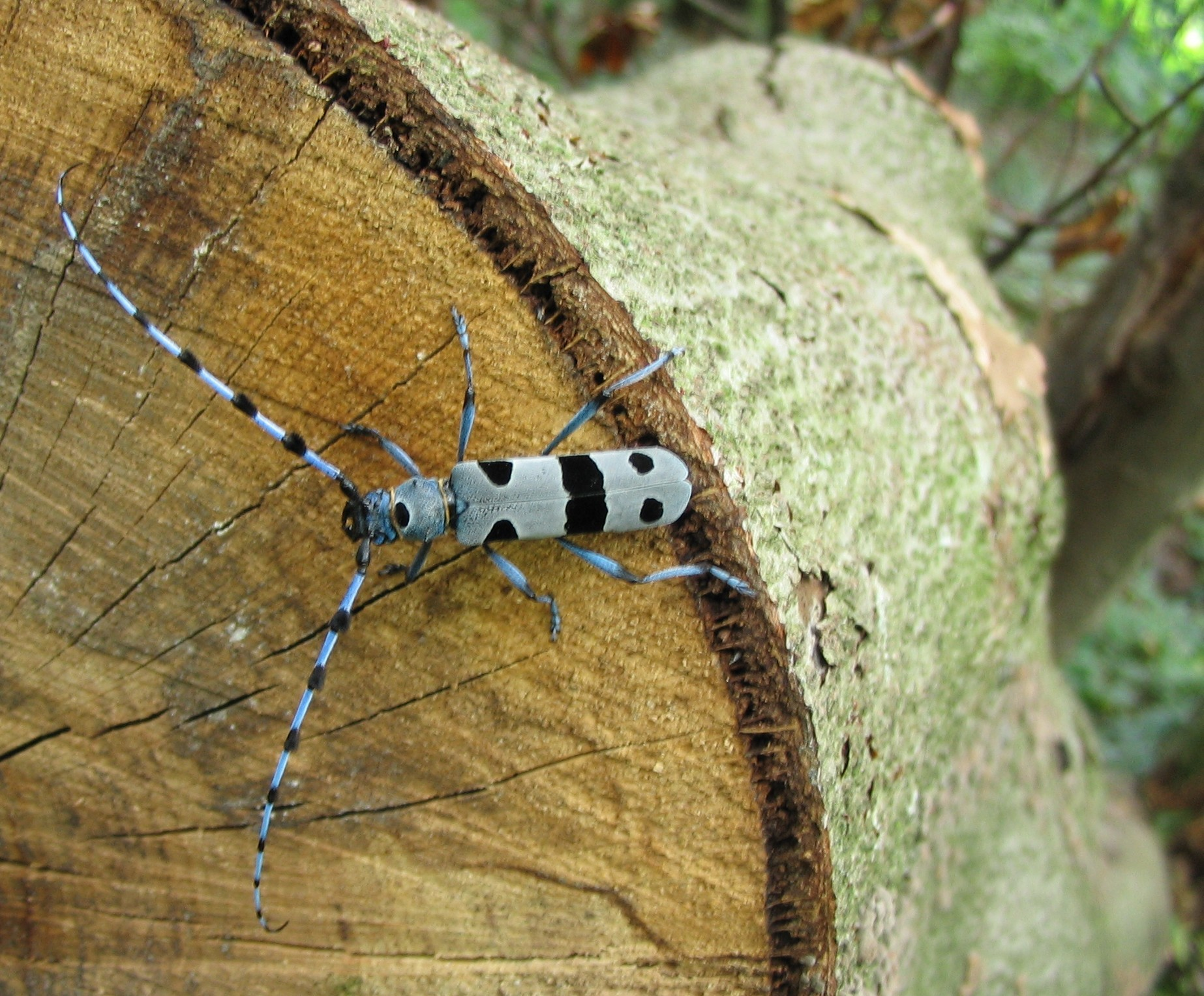
Rosalia alpina (Linnaeus, 1758)
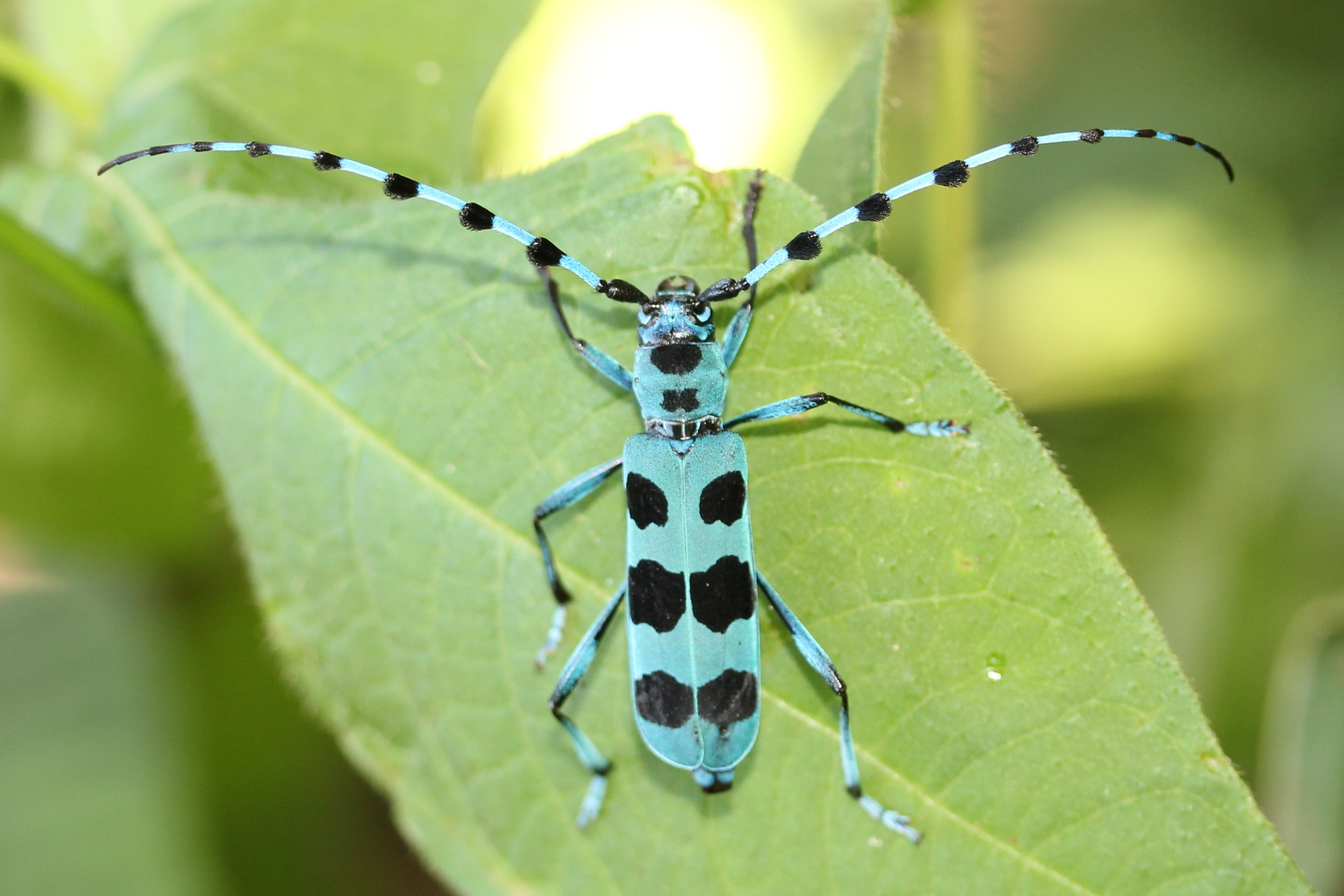
Rosalia batesi Harold, 1877

## Rutpela

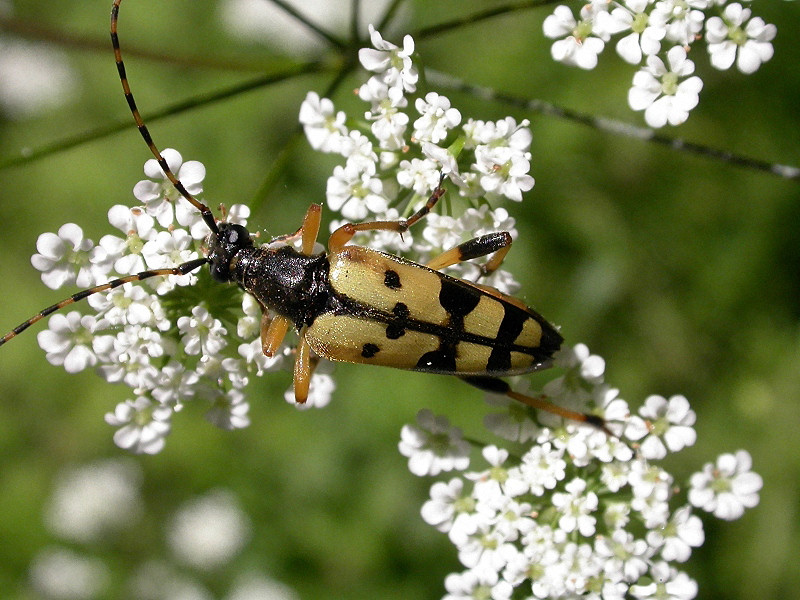
Rutpela maculata (Poda, 1761)

## Saperda

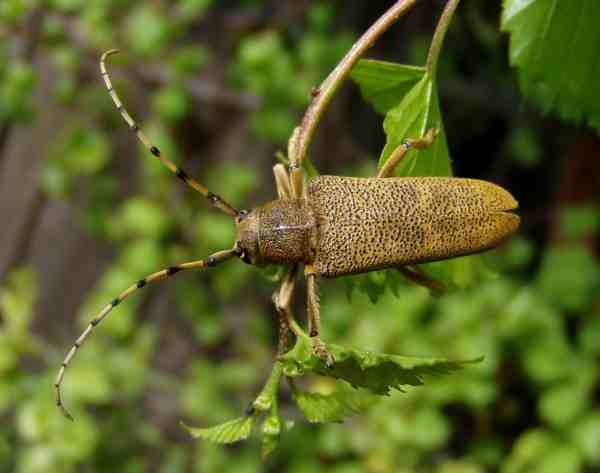
Saperda carcharias (Linnaeus, 1758)
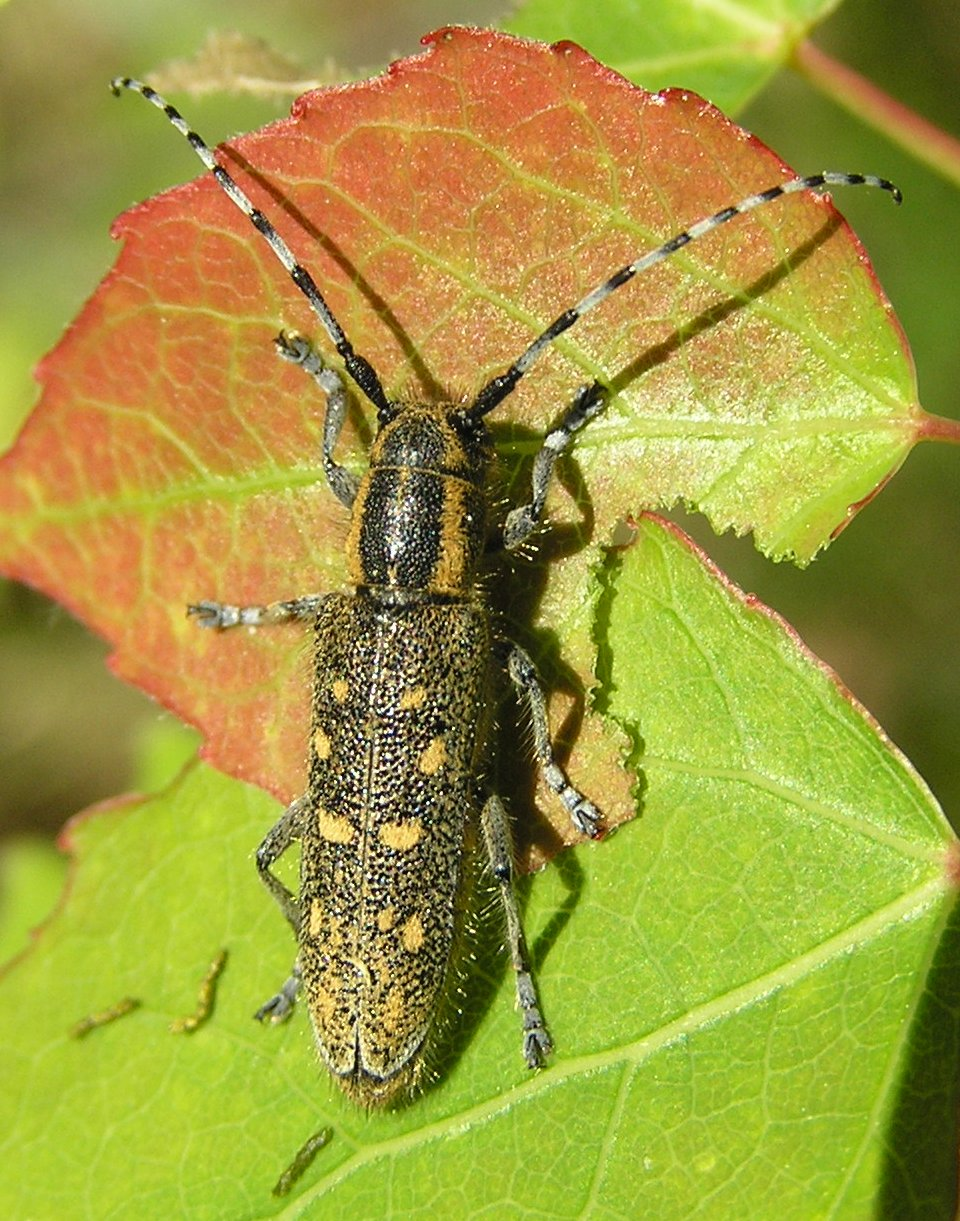
Saperda populneaa (Linnaeus, 1758)
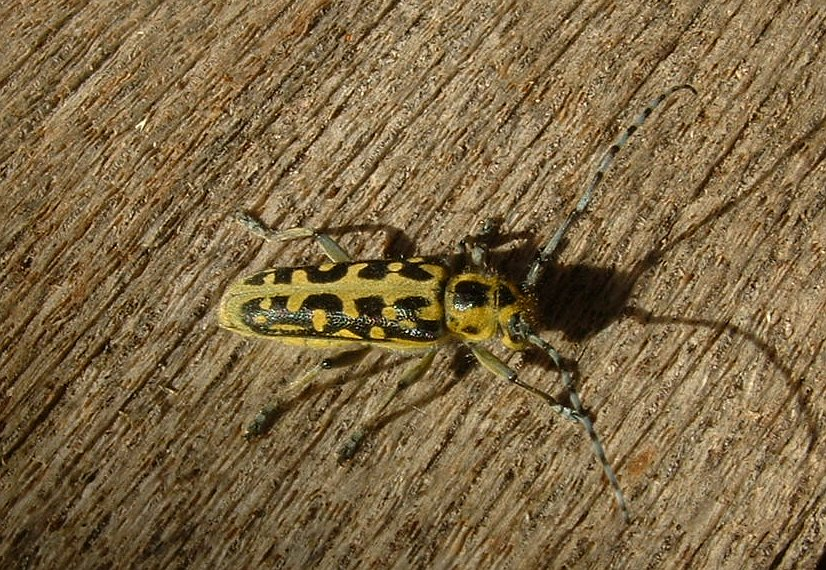
Saperda scalaris (Linnaeus, 1758)

## Saphanus

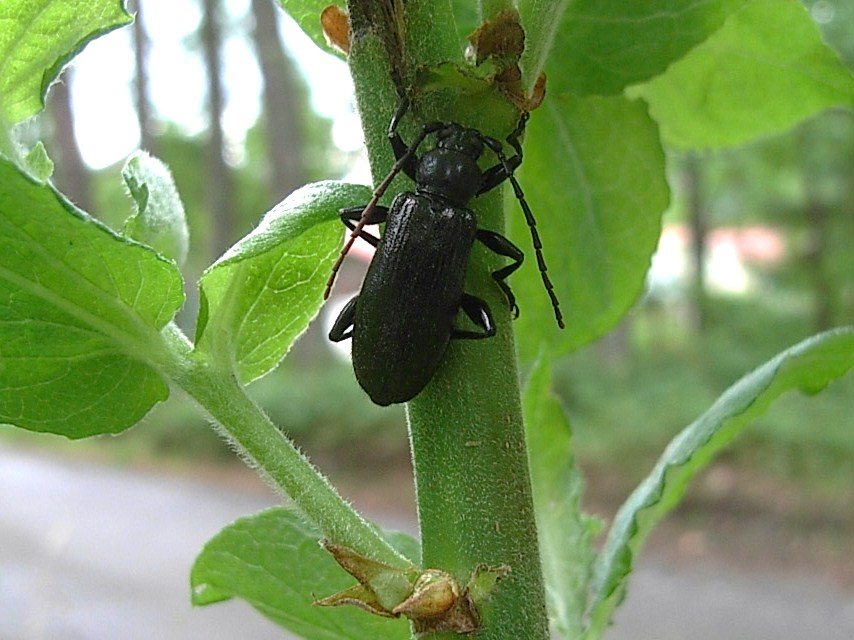
Saphanus piceus (Laicharting ,1784)

## Spondylis

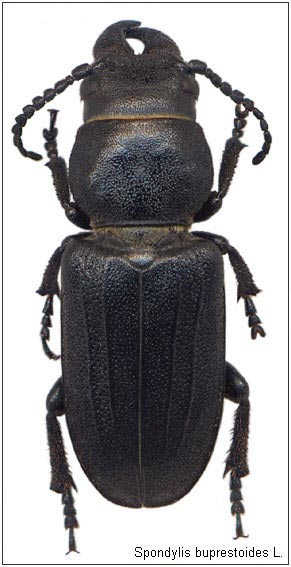
Spondylis buprestoides (Linnaeus, 1758)

## Stenelytrana

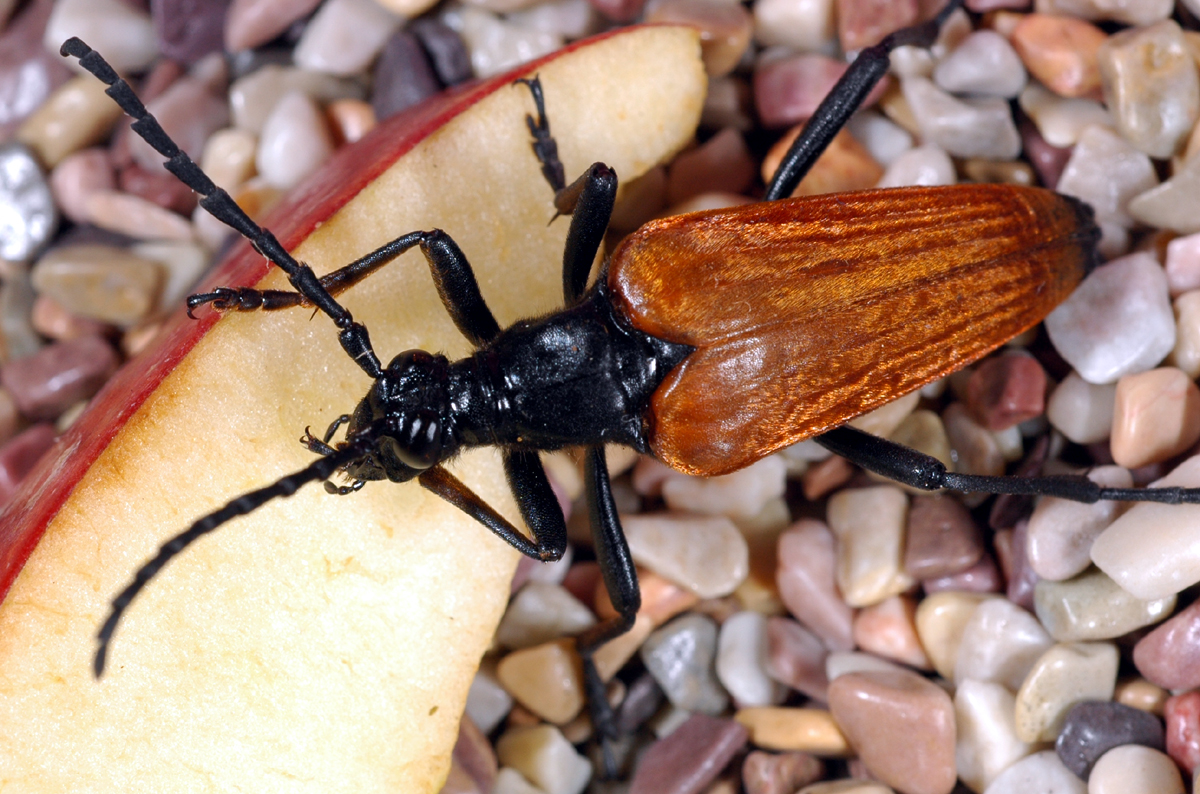
Stenelytrana emarginata (Fabricius, 1787)

## Stenopterus

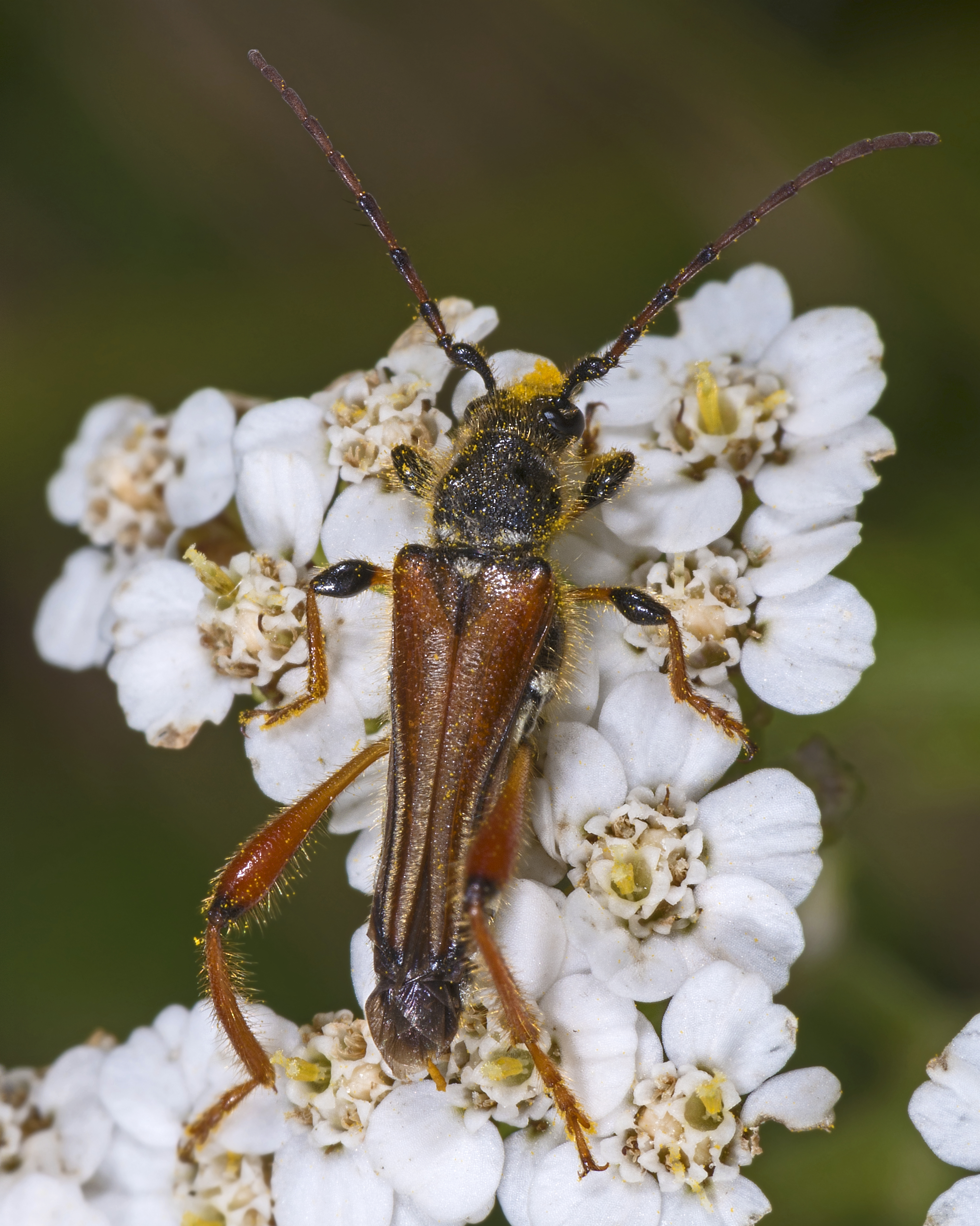
Stenopterus rufus (Linnaeus, 1767)

## Stenurella

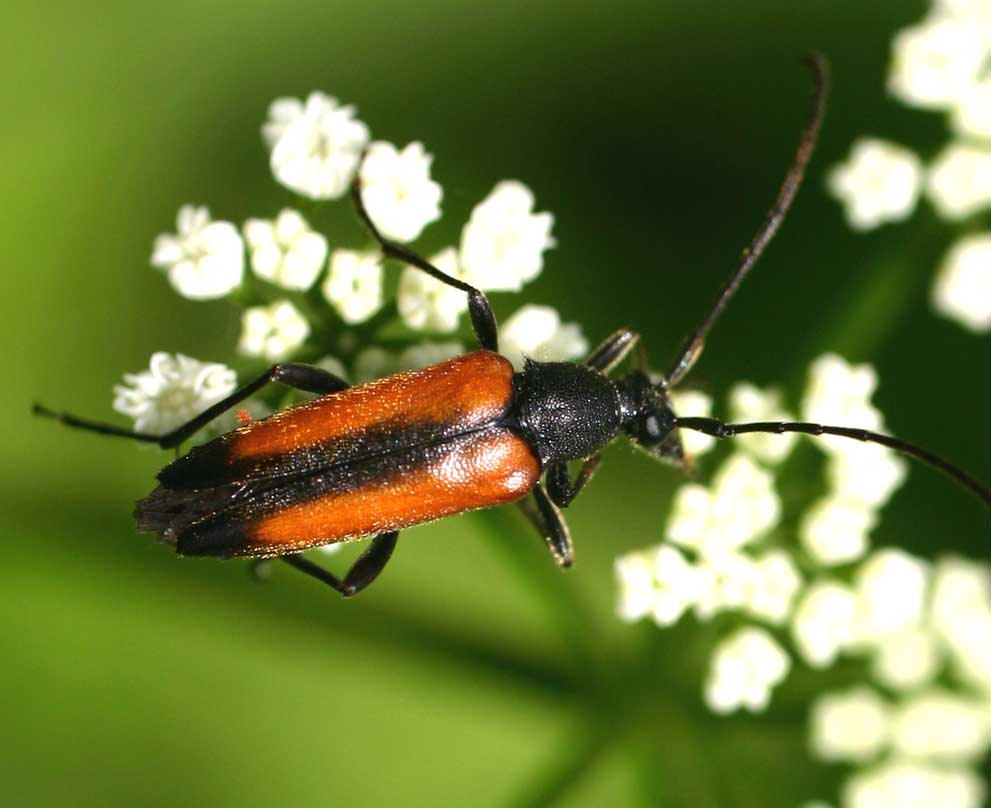
Stenurella melanura (Linnaeus, 1758)

## Stictoleptura

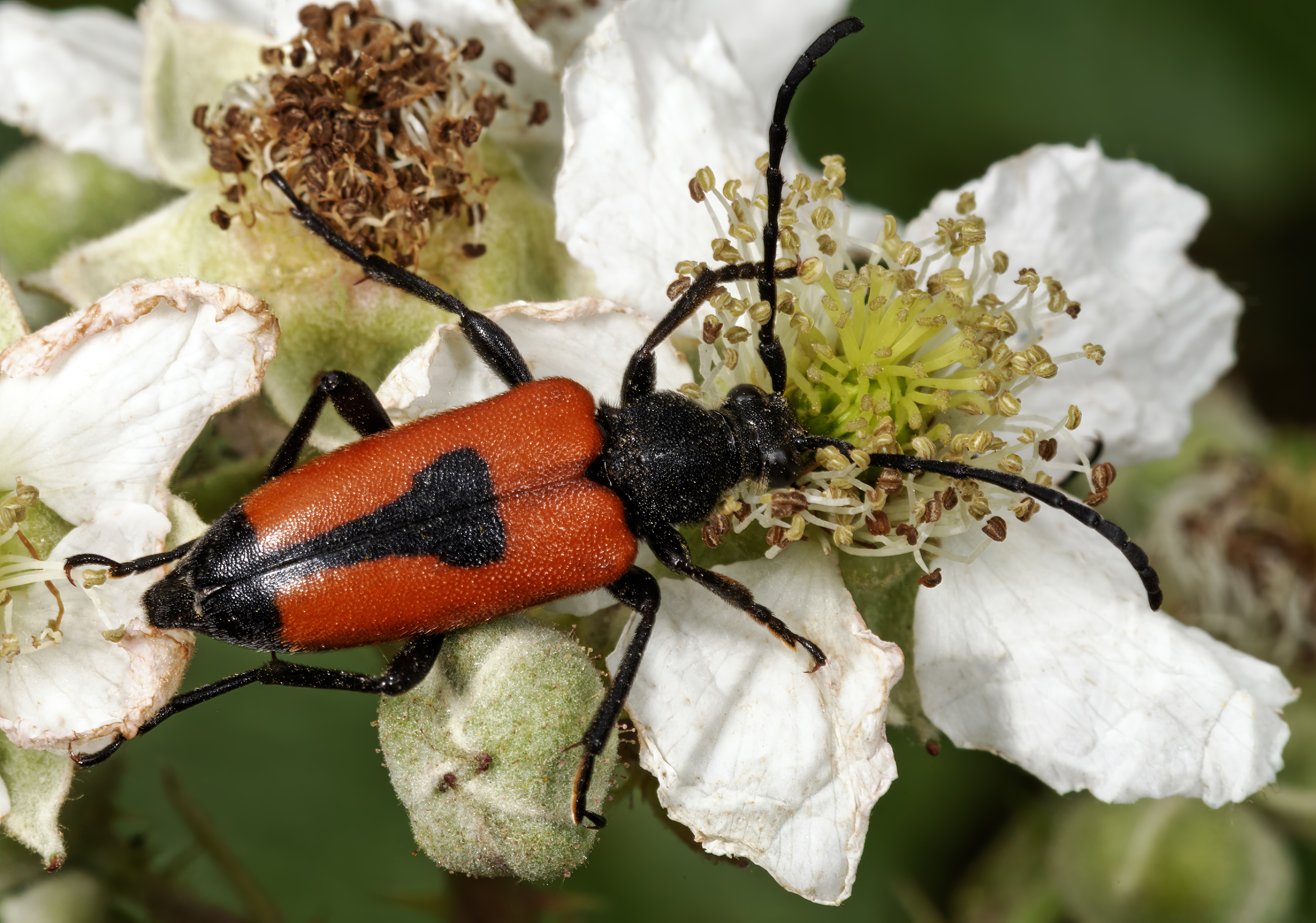
Stictoleptura cordigera (Fuessly, 1775)
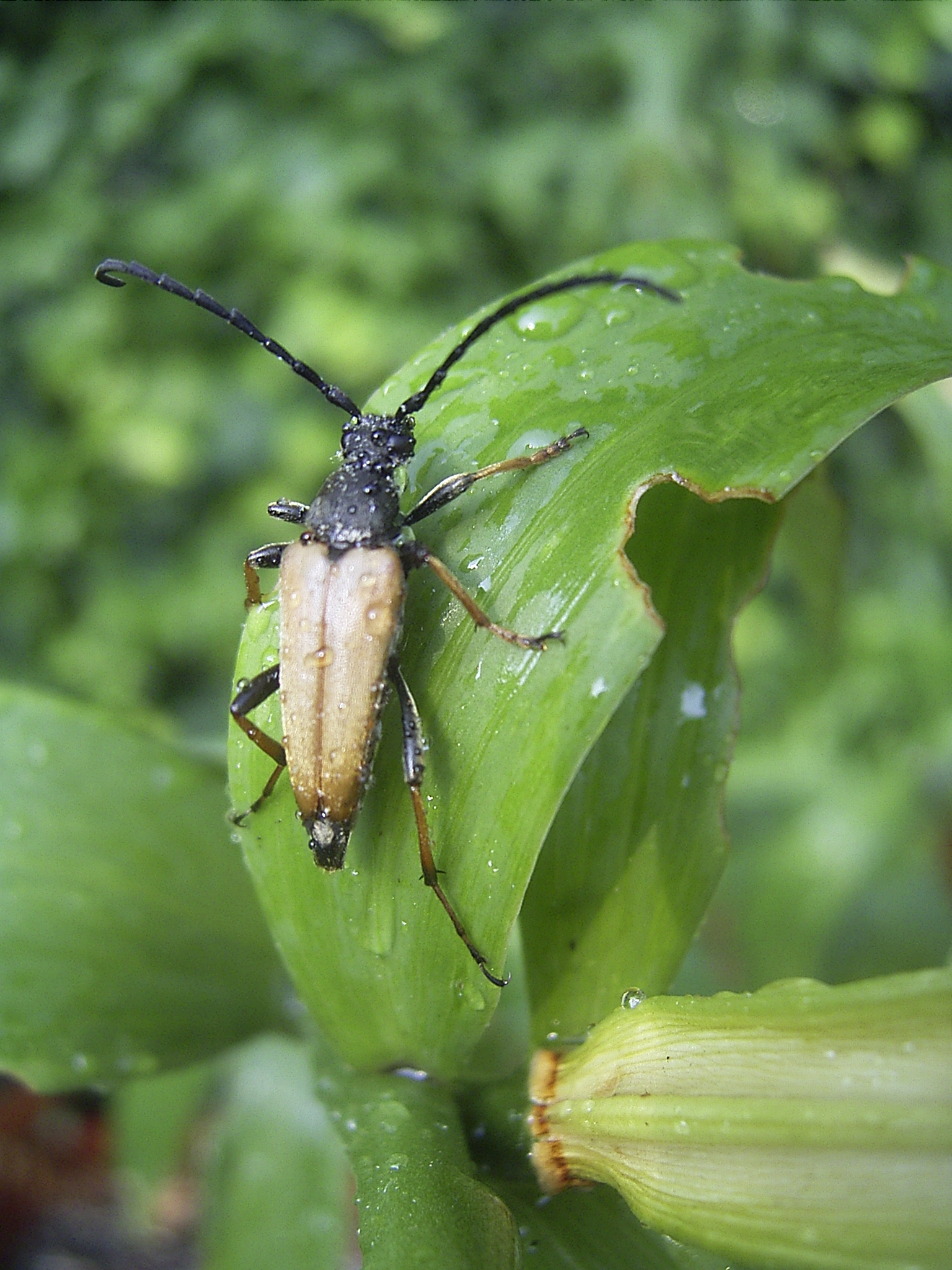
Stictoleptura rubra (Linnaeus, 1758) Mâle
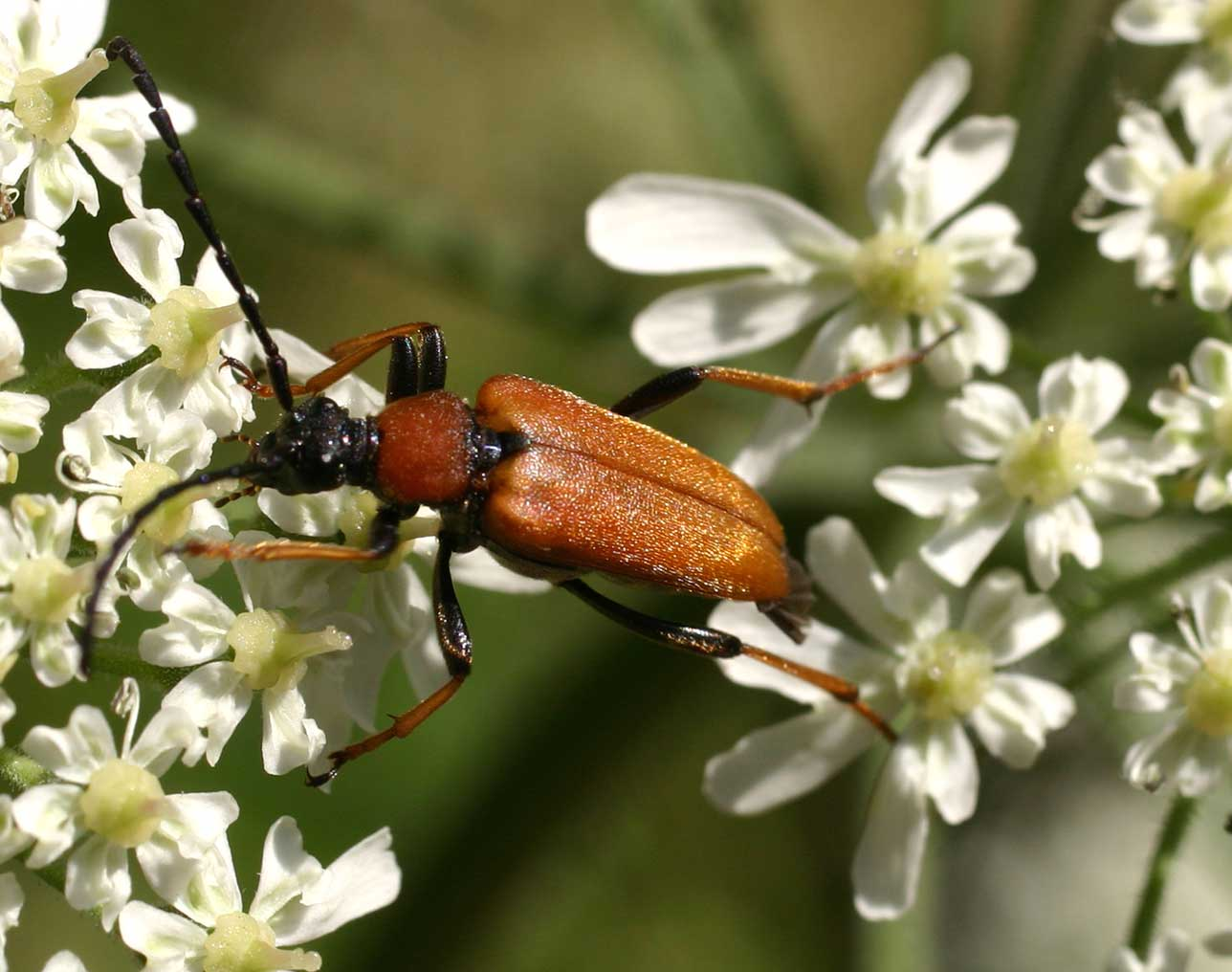
Stictoleptura rubra (Linnaeus, 1758) Femelle
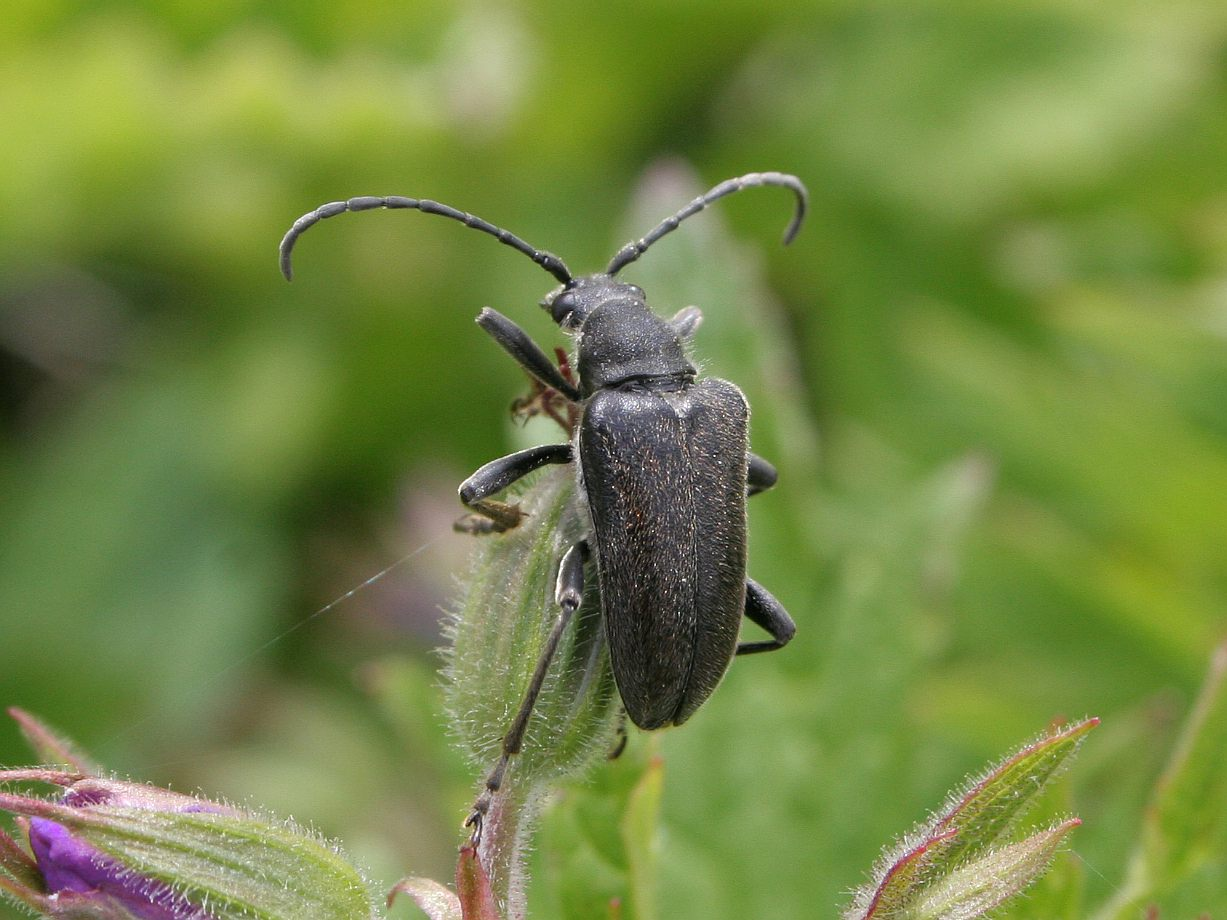
Stictoleptura scutellata (Fabricius, 1781) Mâle

## Tetraopes

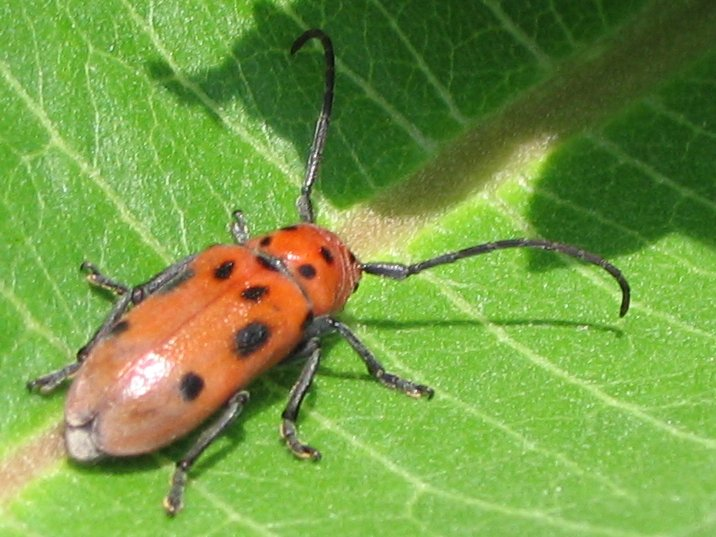
Tetraopes tetrophthalmus (Forster, ????)

## Titanus

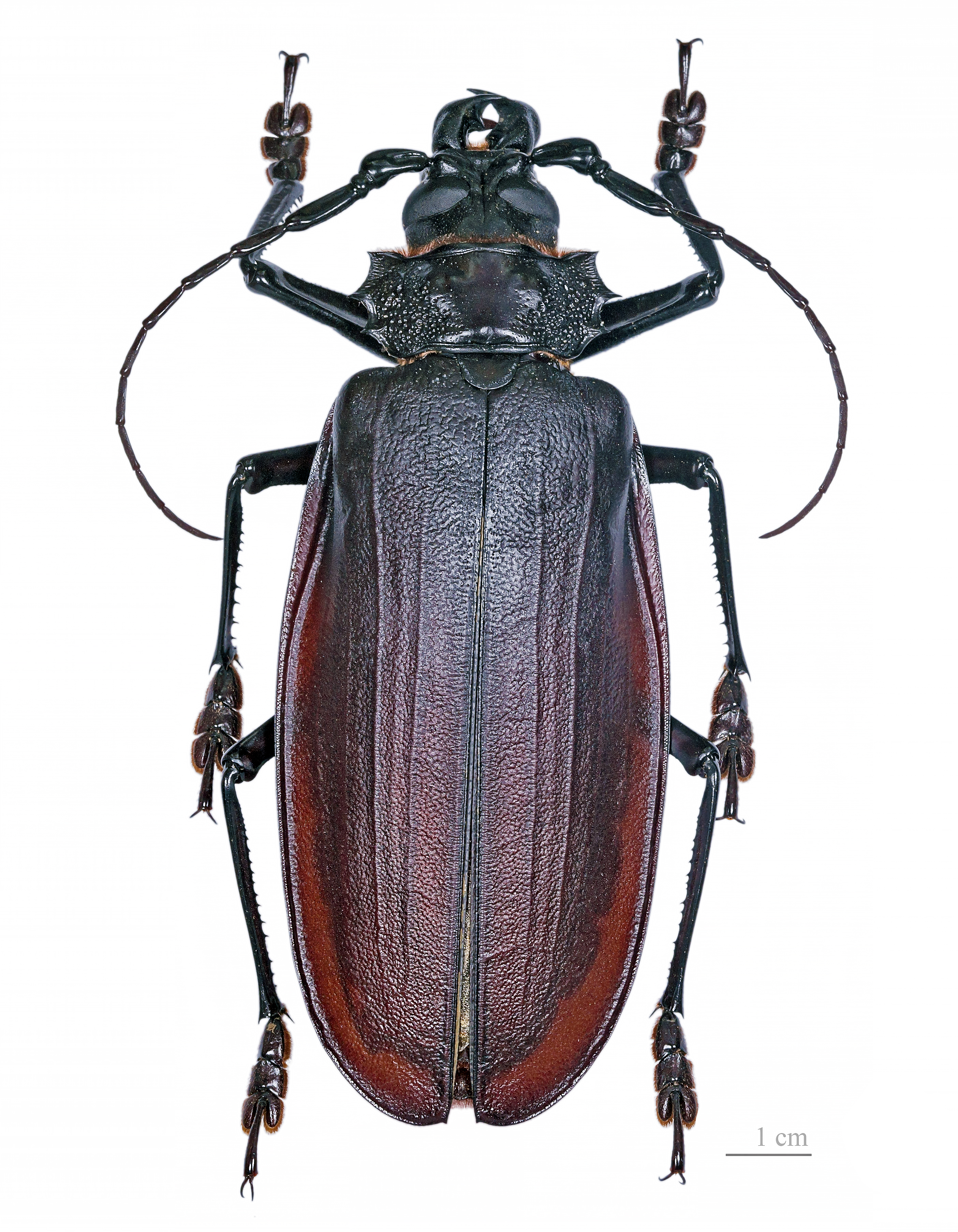
Titanus giganteus (Linnaeus, 1771)
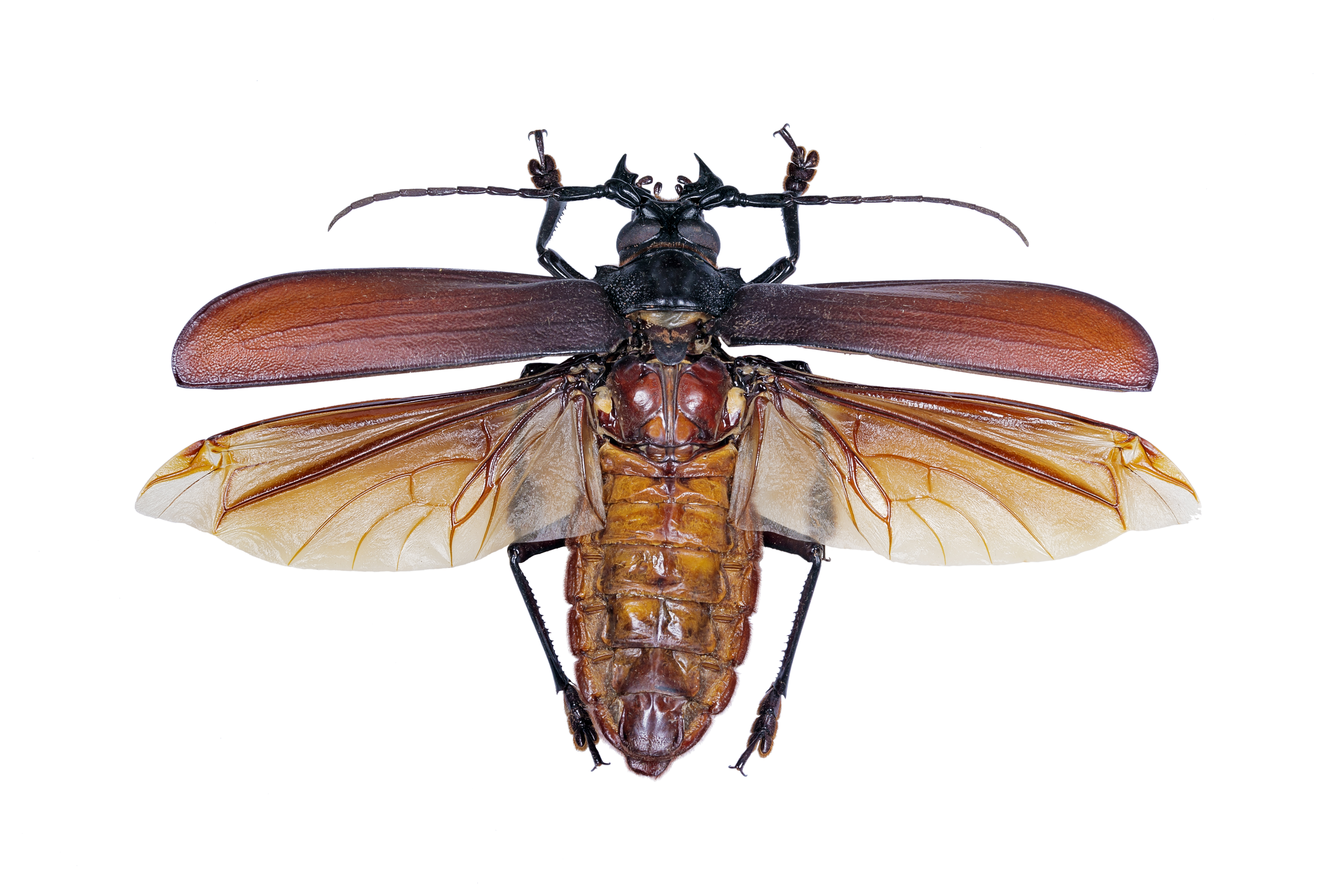
Titanus giganteus (Linnaeus, 1771)
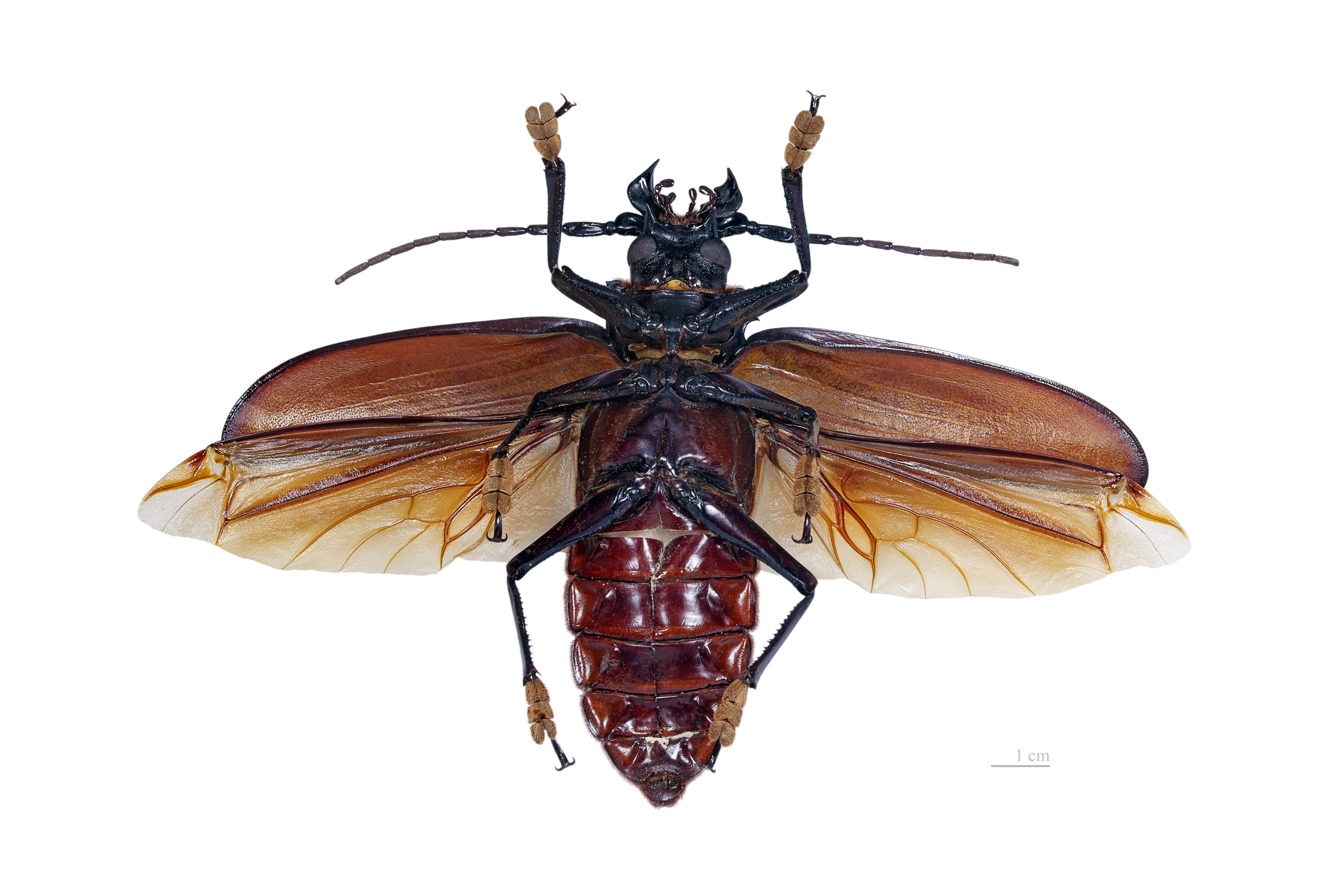
Titanus giganteus (Linnaeus, 1771)

## Trichoferus

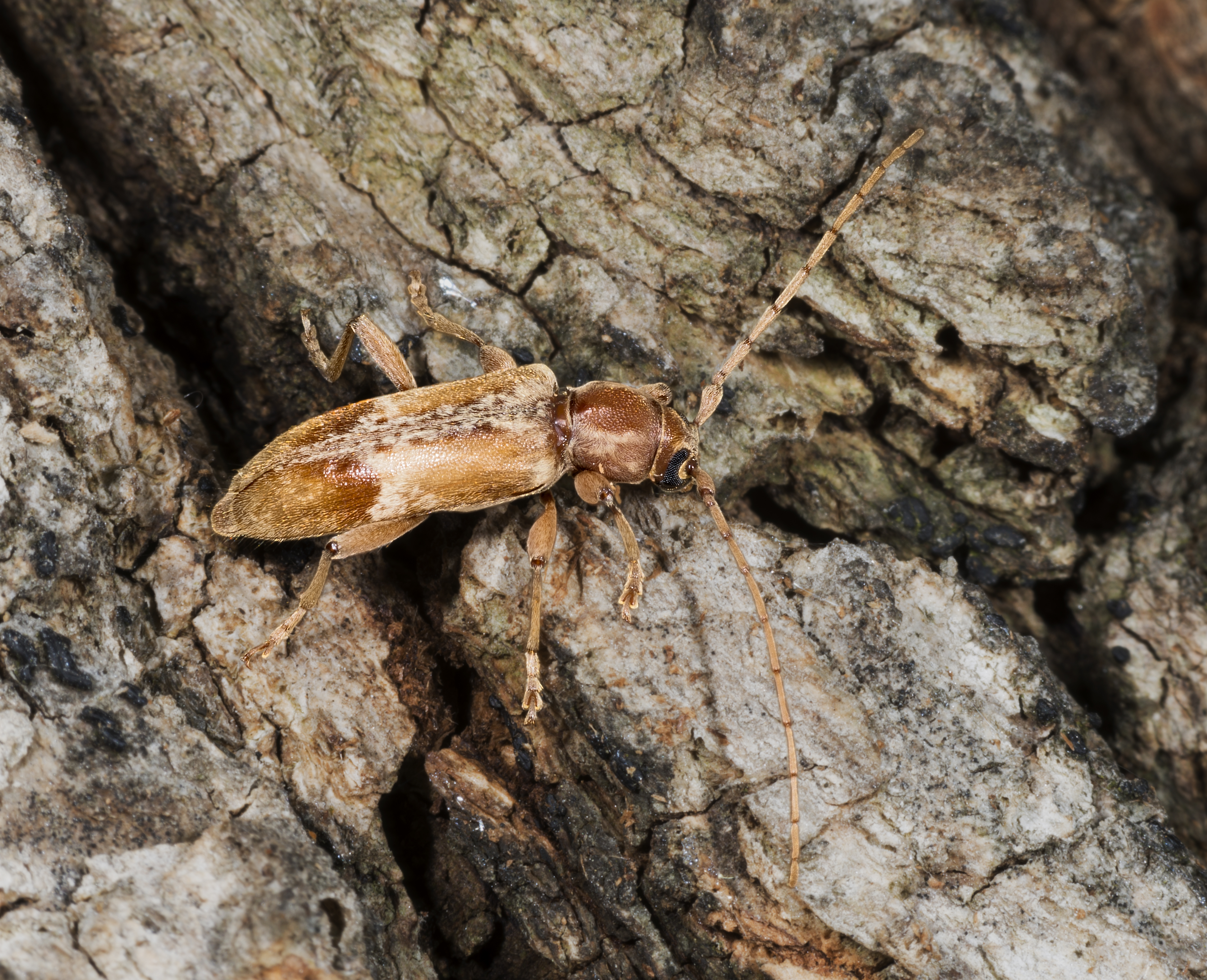
Trichoferus pallidus

## Tylosis

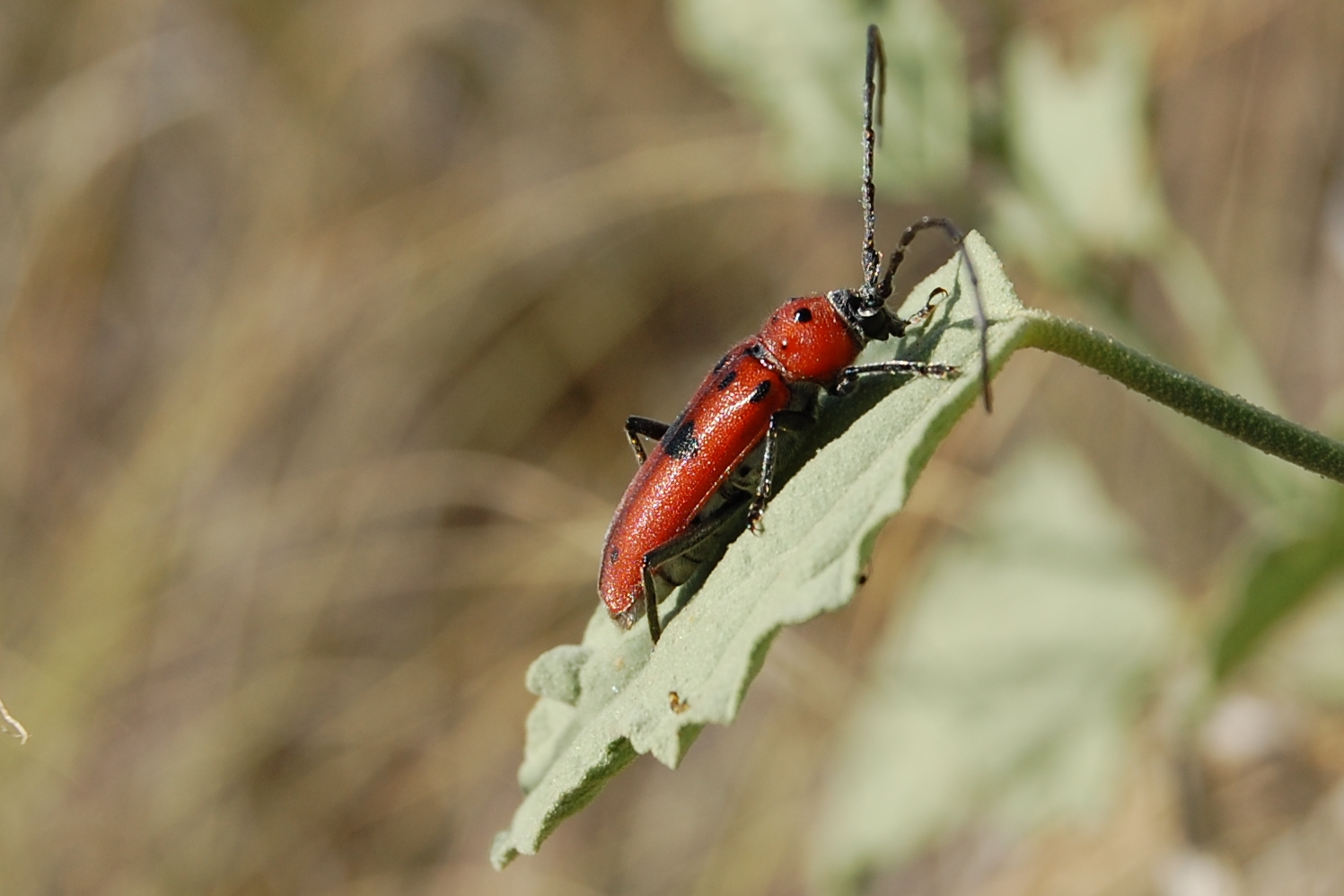
Tylosis maculatus LeConte, 1850

## Vesperus

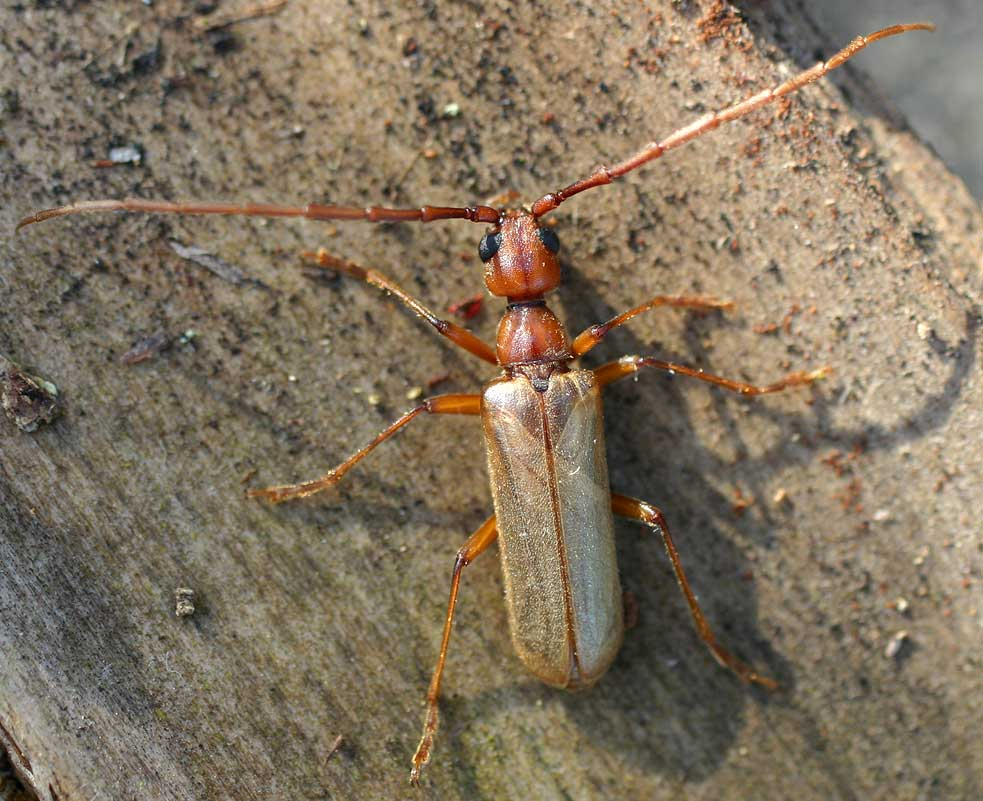
Vesperus strepens (Fabricius, 1792)

## Xylotrechus

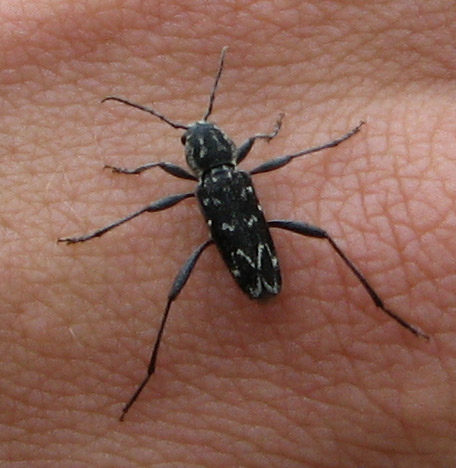
Xylotrechus rusticus (Linnaeus, 1758)